# 西武の店舗一覧

西武のロゴ

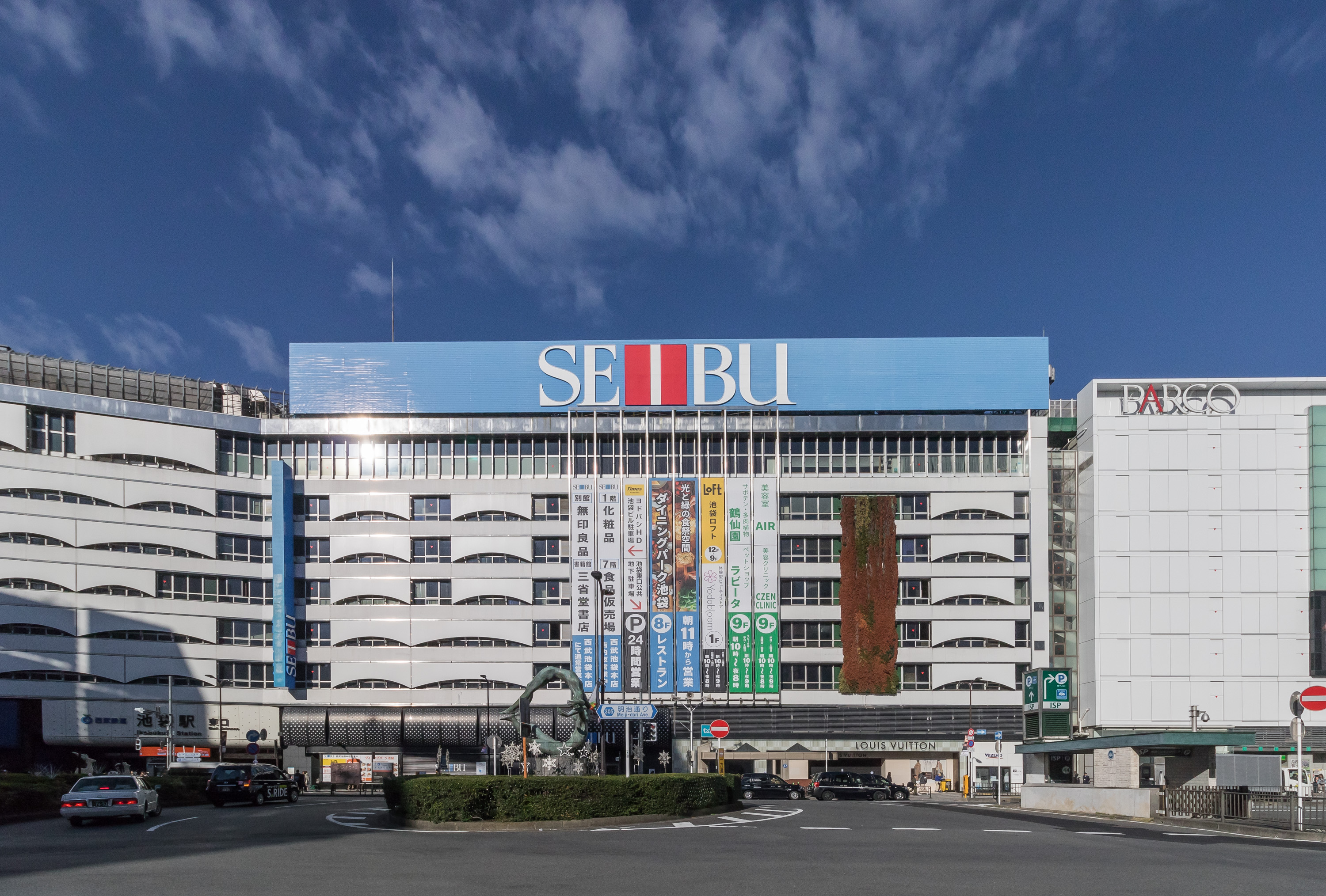
西武池袋本店

西武の店舗一覧（せいぶのてんぽいちらん）では、株式会社そごう・西武が運営する百貨店のうち、「西武」ブランドの店舗（2009年まで株式会社西武百貨店が運営していた当時の「西武百貨店」の店舗を含む）を掲載する。2024年時点、日本国内では関東地方を中心とし、一部は東北地方・北陸地方に展開している。東南アジアにも店舗がある。日本の店舗数は、百貨店4店舗、ショッピングセンターが2店舗である。東南アジアでの展開は、地元資本への商標貸与の形で行われており、直接経営に参画している訳ではない。

## 概説
かつてはセゾングループの中核企業であった株式会社西武百貨店による運営で、店名も西武百貨店であった。現在のそごう・西武は西武鉄道及び西武ホールディングスと直接の資本関係はない（かつての親会社のセブン&アイ・ホールディングスと西武ホールディングスは「連携強化」のために株式を持ち合っており、業務提携関係にあった。詳細は「そごう・西武#西武グループとの関係」を参照）。2023年9月1日にセブン&アイ・ホールディングスが、アメリカ合衆国の投資ファンドであるフォートレス・インベストメント・グループに2200億円で売却したため、現在はフォートレス・インベストメント・グループが株主である。
かつての西武百貨店は電鉄系百貨店の中でも店舗網の全国展開が最も進んでおり、2000年時点で北は北海道の旭川市から南は高知県に至るまでの24店舗を展開していたが、2003年にバブル崩壊の後遺症によるセゾングループ崩壊から経営危機に陥ったことから私的整理に関するガイドラインに基づいた「西武百貨店グループ再建計画」を発表した。それ以降、持株会社ミレニアムリテイリング傘下入りによるそごうとの経営統合、さらにセブン&アイ・ホールディングス傘下入り、そごう・ミレニアムリテイリングとの合併によるそごう・西武発足などを経ていく中で、地方店・郊外店を中心とした不採算店舗の整理が進んだ。そごう・西武発足後に吸収合併したロビンソン百貨店の2店舗（埼玉県春日部市および神奈川県小田原市）を「西武」ブランドに転換することで西武の店舗が増加したこともあったが、それらも僅かな期間で閉店している。
関西と東海3県（愛知県、岐阜県、三重県）の店舗は、1976年に開店した大津店（滋賀県大津市）を皮切りに地域子会社の「西武百貨店関西」によって運営されていたが、業績不振やイトマン事件の煽りを受け、西武百貨店（本社）へ統合された。その後も年を追うごとに、周辺地域の同業他社およびショッピングセンターとの競合に敗れるなどして、東海3県では本社への統合後に出店した岡崎店（愛知県岡崎市）のみ、関西地区でも2019年10月以降は前述の大津店のみが残り、2020年8月31日以降は両店舗の閉鎖により、関西（日本百貨店協会で近畿地方として扱われる後述の福井県を除く）・東海地方からは完全に撤退した。
北陸地方や北海道についても、同様に1988年に「西武北陸」や「西武北海道」が設立され運営に当たっていたが、前者は1993年に本社に吸収合併された。後者も1997年の吸収合併の後、2016年9月30日の旭川店閉店をもって完全に撤退した。
その他の地方にも出店実績のある地域（県）が存在するが、2021年3月現在の営業店舗は6店舗のみとなっており、関東地方の店舗に経営資源を集中させている。残った6店舗の中では、東京都区部の池袋本店と渋谷店が基幹店である。特に池袋本店はそごう・西武の中で最大の売上を誇り、「ファッションの西武」の代表的存在であり、店舗別国内売上高においては第3位を誇る。また、所沢店（埼玉県所沢市）や東戸塚店（神奈川県横浜市）は直営売場を全廃ないしは大幅に削減したショッピングセンター（SC）への転換を行なっている。
関東地区以外の店舗は、東北・北海道地方で唯一の店舗である秋田店（秋田市）と、北陸地方で唯一の店舗である福井店（福井市）のみとなっている。
旧西武百貨店時代は「地名（あるいは旧運営法人名）+西武」を店舗名の略称としていたが、そごう・西武発足後は「西武（地名）店」「西武（地名）ショッピングセンター」となっている（そごうも同様）。

## 店舗

### 東北

#### 秋田店

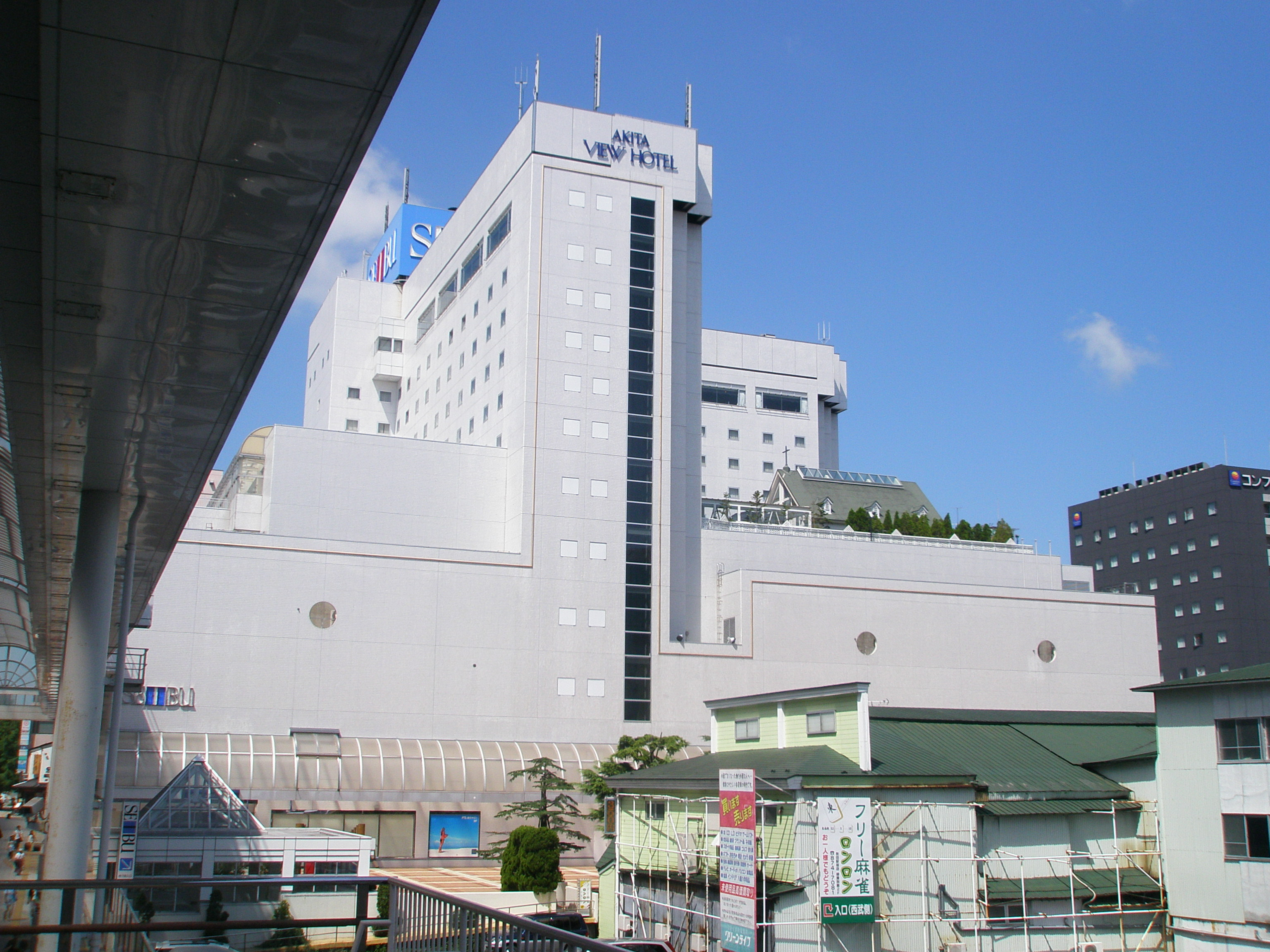
西武秋田店

秋田県秋田市中通2-6-1 秋田中央ビルディング 地下1階～地上2階。売場面積10,739m2。
1971年から西武百貨店と提携関係にあった本金が西友の全面支援によって、1983年4月21日、「本金西武」を設立し、秋田駅前再開発事業に参画、翌年4月27日、竣工した秋田中央ビルディングに「ほんきん西武」を開店した。売場は地下1階から地上3階の4層で地元専門店も同居した。
1988年3月1日、西友は保有する本金西武株を西武百貨店に譲渡、西武百貨店の指導体制に一元化され、1990年2月からは西武東北が統括した。2005年3月1日、西武百貨店が本金西武を吸収合併し直営化。
2006年3月、売場面積を約12%増床し「秋田西武」に、2009年8月、そごう・西武の発足に伴い「西武秋田店」に名称は改められた。
開業当初からイトーヨーカドー秋田店が入居した「秋田ショッピングセンター」（後のファッションビル「フォンテAKITA」）とは隣接しており、地下連絡通路で繋がっている。そごう・西武が、セブン&アイグループ入りしてからは合同セールも実施。イトーヨーカドー秋田店が撤退後、新装オープンしたフォンテAKITAにはロフト、ザ・ガーデン自由が丘SEIBUも出店。補完関係となった。
2013年9月1日、ザ・ガーデン自由が丘SEIBUは、シェルガーデンからそごう・西武へ運営が移管され、西武秋田店内にはザ・ガーデン自由が丘SEIBUへの経路を示す案内看板も設置された。しかし、2019年10月にセブン&アイ・ホールディングスが、大規模な人材削減、及び店舗の閉店を行うと発表。この方針に基づき、ザ・ガーデン自由が丘SEIBUは、2021年2月をもって閉店、3月には西武秋田店3階売場も閉鎖された。

### 関東

#### 池袋本店・ヨドバシHD池袋ビル
池袋駅東口直結。旧セゾングループの中核店舗。通称は「池袋西武」を略した「イケセイ」（登録商標第5396548号）で、「イケセイアウル」というローカルヒーローが存在する（意匠登録第1533283号）。
2005年8月までは「西武池袋店」（「池袋西武」」）であったが、同年9月のそごう心斎橋本店（大阪市）の開店に合わせて「西武池袋本店」に名称変更した（2009年にそごう心斎橋本店は閉店したため、そごう・西武の西武側にのみ「本店」が残る形になっている）。2022年5月には、そごう・西武の登記上の本店および本社機能がセブン&アイHD本社近くの東京都千代田区二番町（二番町センタービル）から移転してきており、名実ともに、そごう・西武の本店となった。
元々西武鉄道グループ内の百貨店事業からスタートしているため、南側は西武池袋線池袋駅の上に建てられており、池袋本店の敷地の6割は西武ホールディングスからの借地である。
2021年春の日経リサーチによる「商業施設の利用実態調査（首都圏版）」によれば、首都圏の商業施設で集客力1位。2023年2月期の売上高は1,768億36百万円（法人外商含む）で、そごう・西武の店舗では最も多い（2021年2月期は1,385億82百万円、2022年2月期は1,540億2百万円）。日本の百貨店業界全体でも伊勢丹新宿店・阪急うめだ本店に次ぎ国内3位に位置する。
ファッションに関心が高い顧客層に根強い人気があり、西武百貨店時代には前述のように「ファッションの西武」と呼ばれ、マーチャンダイジング（MD）や売場編集能力も高かった。1999年にはデンマークのインテリアショップであるイルムスと提携して、「イルムス館」（現在：別館）をオープンさせ、スカンジナビアモダンの流行のさきがけをつくった。また、池袋本店のデパ地下は、ザ・ガーデン自由が丘を出店させるなど、昔から他を圧倒する品揃えと人気があり、デパ地下ブームの火付け役になった。
『日経MJ』の2002年の調査や、インターワイヤードの2005年の調査では、首都圏人気デパ地下ナンバーワンにも選ばれている。としまえんや豊島園 庭の湯、ラクーアなどが近いことから水着の売上枚数も国内有数であった。しかし、2020年代になると豊島園が閉園したこともあってか伸び悩んでおり、むしろ、そごうがかつて得意とした浴衣の売上が堅調である。
西武百貨店時代の1975年に、現代美術を展示する西武美術館（後のセゾン美術館。1999年閉館）が置かれたほか、数多くの文化施設から次々に新鮮な企画が打ち出された。新進作家の小物を展示即売する「クリエイターズスペース」、ビデオ・舞踏・落語などのイベントが行われた「スタジオ200」、ソフトが豊富だった「ビデオポート」、ビデオ制作の「スタジオテック」、出張撮影が依頼できる「キネテック」、貴重盤の多い「ディスクポート」、演劇ショップの「ワイズフール」など、メセナ・ソフト事業も幅広く手掛けた。2021年時点でも6階に「西武アート・フォーラム/アート・ギャラリー」を設置しているほか、店舗の内外に西武百貨店当時に設置された鹿目尚志らの現代美術作品が残されている。
2008年6月に東京メトロ副都心線が開業した際には、池袋の顧客が新宿・渋谷等の百貨店に流出するのを防ぐため、長年ライバル関係にあった池袋駅西口の東武百貨店と協力して様々な取り組みを行った。
2021年には、西武ホールディングスと共同で、WEBで発注された池袋本店の一部スイーツやギフトなどの商品を西武鉄道池袋駅、富士見台駅、所沢駅構内に設置されたスマートコインロッカーで受け取れるサービス「BOPISTA(ボピスタ)」を2月8日から3月31日までの間実証実験として行う、出前館などを使って食品売場の弁当や総菜などを近隣地域に宅配するサービスを開始するなど、新たな取組を行っている。

##### 2010年のリニューアル
2008年から2010年にかけて、「ファッションの西武」の復権を賭け、総額400億を掛けて構造改善・耐震化工事を含むリニューアルを実施した。副都心線開業に伴い、池袋本店と渋谷店を連動させてブランドイメージの復権を狙った。この大改装の仕上げとして、地下1階の旧ルノートルカフェ部分には、新たに「光の時計口」を新設し、JRの池袋駅南口方面や地下鉄有楽町線方面から西武池袋線への乗り換え客をデパ地下へと誘導しやすい作りへ変更した。また、地下・地上すべてのエントランスにおいてリニューアル工事を行い、白を基調とした明るい感じへと刷新された。
旧セゾングループの象徴的なものでもあった、東池袋方面からも確認できる大看板からは「Loft」「PARCO」の文字が消え、西武東口を出た箇所の壁面にある袖看板も新しいものに変更。また、懸垂幕広告も以前は大看板のすぐ真下・8階部分まで掲示していたが、レストラン街リニューアルに伴い、8階部分の展望可能な窓を増やし、懸垂幕については7階の高さまでの掲示へと変更した。
長らく「イルムス館」として営業していた別館には無印良品の旗艦店が新たに入居し、すべてのフロアの床面をリニューアルし、インテリアフロアとこども服フロアを入れ替え、都内百貨店としては近年稀にみる大掛かりな改装となった。
最後に改装の締め括りとして、三越池袋店の閉鎖に伴い地下1階にて期間限定ショップとして仮入店していたLouis Vuittonが、旧第一勧銀池袋支店跡である、1階PARCO寄りに約14年ぶりに復活入店した。

##### 2015年のリニューアル・食と緑の空中庭園
本館屋上に作られた庭園で、クロード・モネが愛したノルマンディーの「ジヴェルニーの庭園」に感化して造られた、憩いの場となっている。
約5,800㎡の屋上では、一年を通して約80種類の草花を楽しめる。また、モネ晩年の大作「睡蓮」をイメージした大きな池があり、初夏に睡蓮やハナショウブ、バラなどを鑑賞できる。さらに、月ごとに異なる草花が咲く緑の壁「グリーンウォール」や、子どもが裸足で遊べる芝生の広場「グラスフィールド」なども設けられた。花と緑のコンテナが随所に散りばめられ、都心にありながらたっぷりと自然に浸ることができる。.

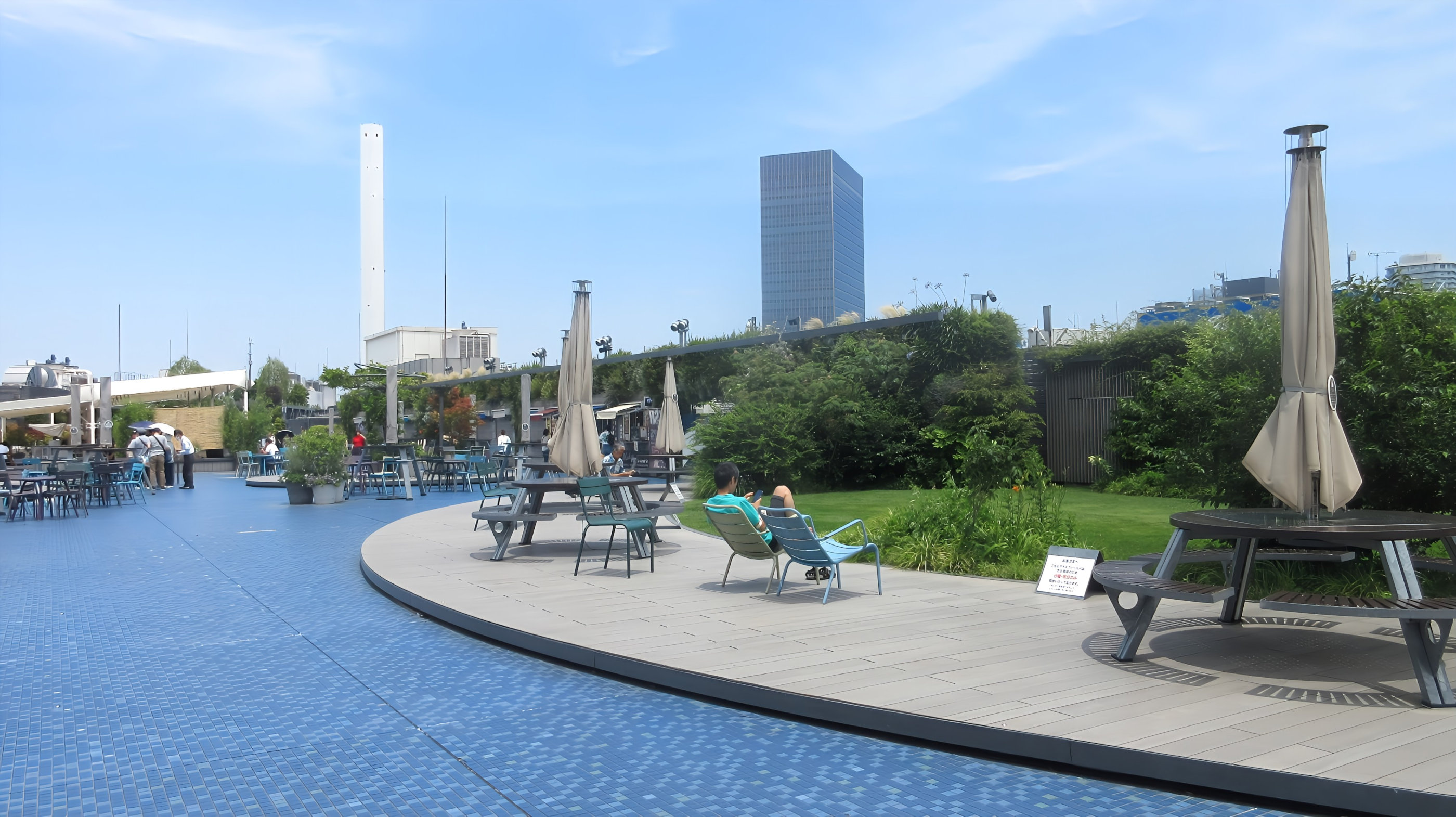
食と緑の空中庭園
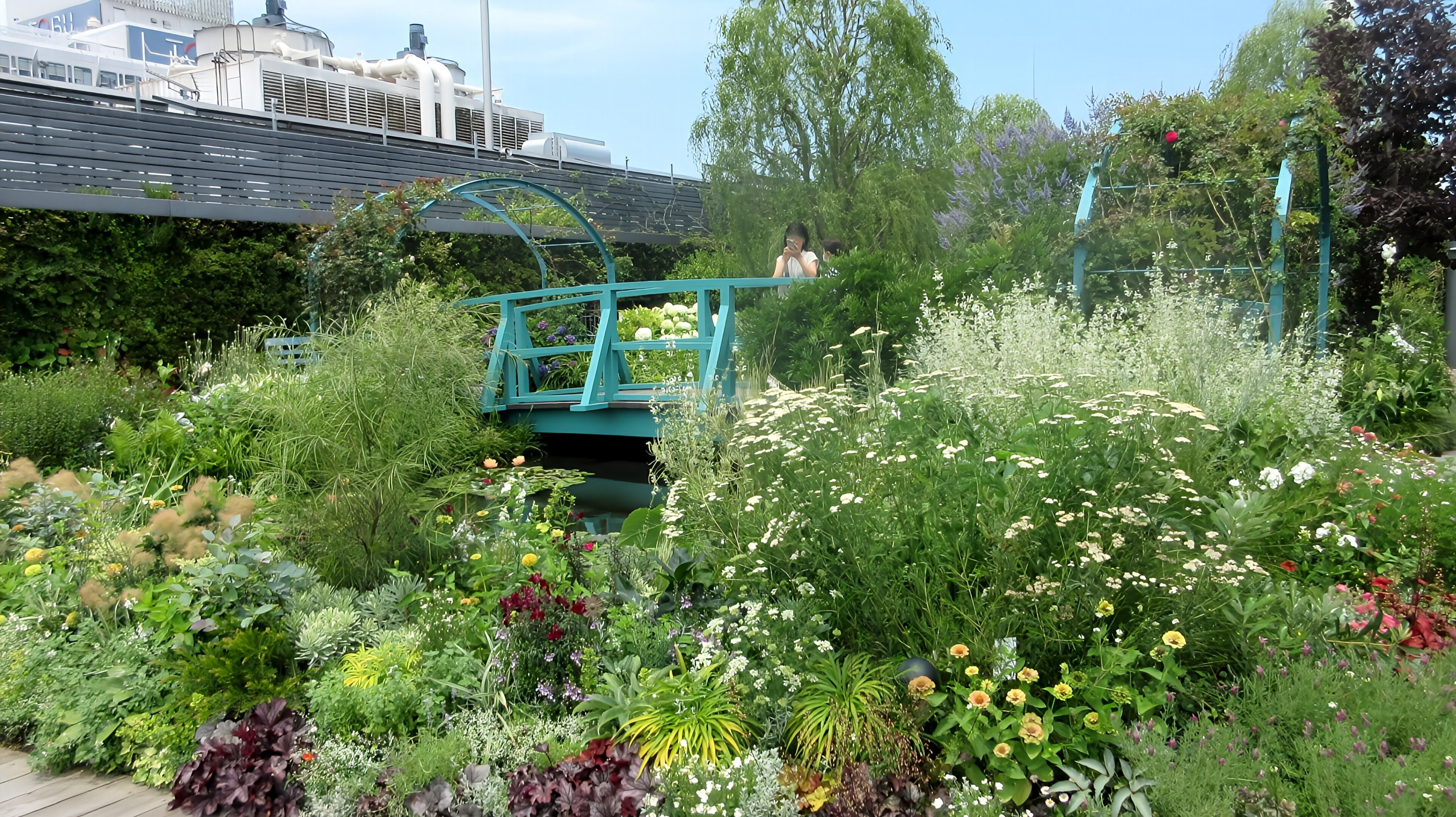
モネのジヴェルニーの庭園をイメージ
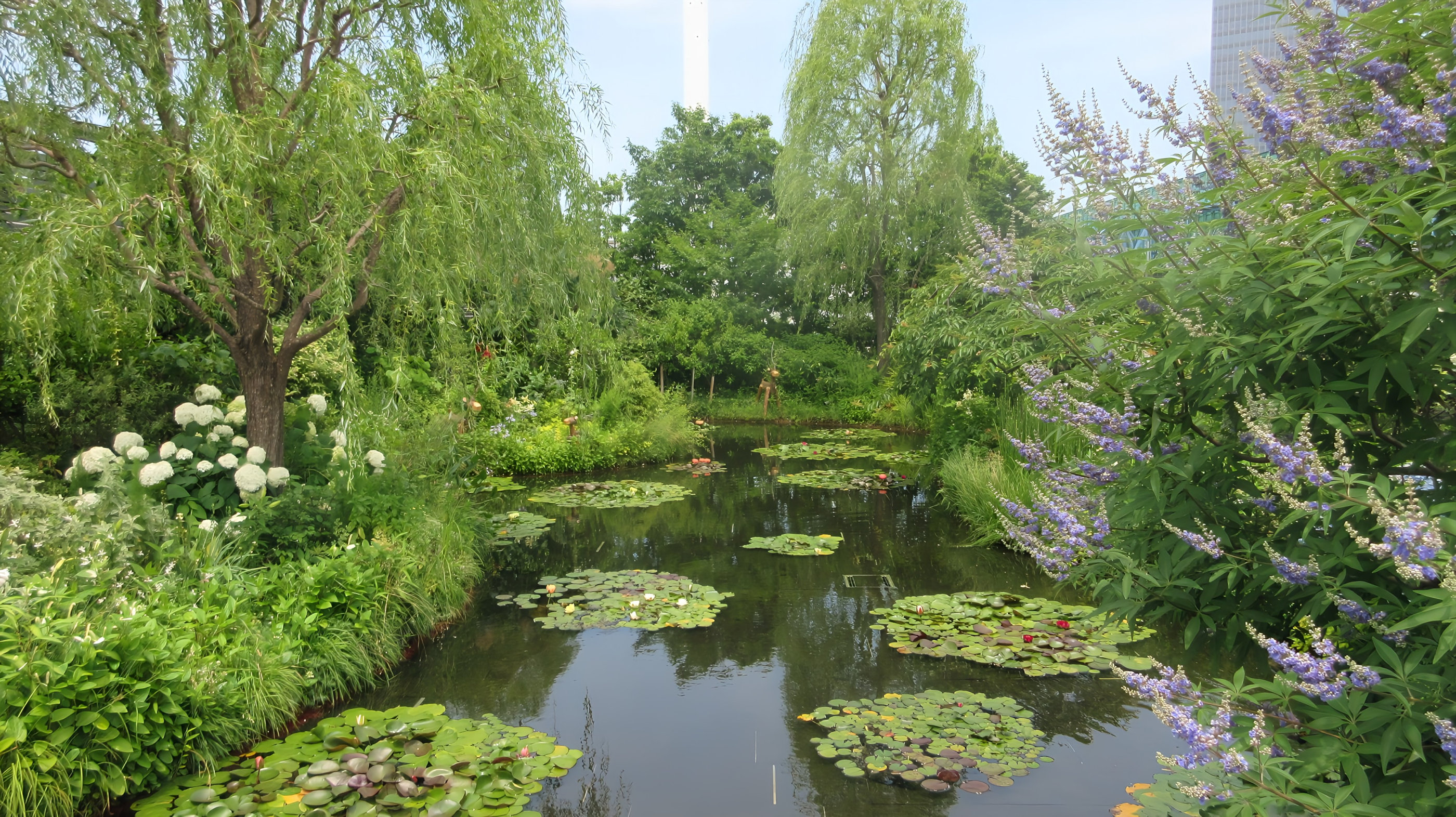
人工池(モネの睡蓮風)

##### 2023年8月31日のストライキ

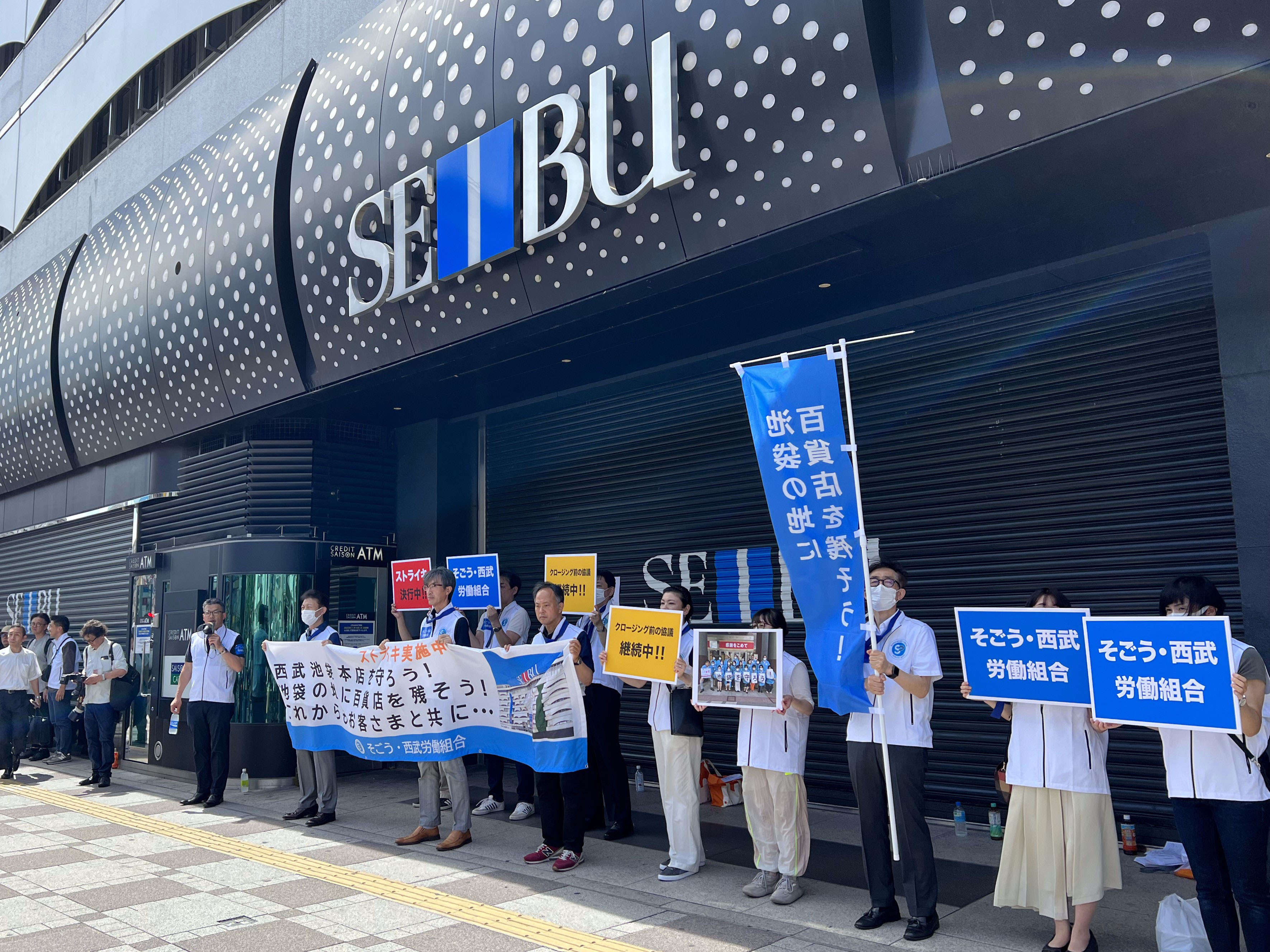
西武池袋本店で行われたスト当日の示威行動

2023年8月31日、セブン&アイ・ホールディングスは臨時取締役会を開き、そごう・西武のフォートレス・インベストメント・グループへの売却実行を決議した。これに対し、そごう・西武労働組合は同日にストライキを決行した。これにより西武池袋本店は全館で終日臨時休業となり、納品も全て停止された。大手百貨店のストライキは、1962年5月の阪神百貨店以来61年ぶりとなった。

#### フォートレス・インベストメント参画後
2023年9月1日付けを持って、西武池袋店の不動産（西武ホールディングス所有分は除く）を約3000億円で売却。ヨドバシホールディングス傘下となった。そして、南側地下二階にあった「ザ・ガーデン自由が丘池袋店」（2024年1月31日営業終了）を皮切りに、ルイ・ヴィトン、グッチ、プラダなどのテナントとの移転交渉や、各店舗の閉店等を進め、5月末までに約200のテナントが営業を終了。2024年6月30日には本館地下1階と本館9階屋上の「食と緑の空中庭園」で営業するうどん店「かるかや」が営業を終了した。

##### ヨドバシ建物への継承
2024年8月からは本格的に改装を開始したほか、同年9月1日より西武池袋本店の建物と後述する出店店舗、9〜12階フロアの運営・管理をそれぞれヨドバシホールディングス傘下のヨドバシ建物に継承の上、新たに「ヨドバシHD池袋ビル」として同建物内のテナント形態に変更して営業を継続している。このテナント形態変更に合わせ、そごう・西武は西武池袋本店における同ビルの9～12階のフロア全体および出店する店舗（池袋ロフト、ダイニングパーク池袋内の飲食店全店舗、ペットショップ ラビータ、美容室air〈エアー〉、鶴仙園）の営業とサービスを同年8月31日をもって終了した。2025年中に同ビル（本館）内の地下2階全面、地下1階の3分の1程度、1階は百貨店に配慮して3分の2程度、2-8階の南側部分、別館、書籍館を池袋本店の営業部分として改装前の面積から半減（改装前の55%程度）の約4万8000平方メートルの売り場に約380店が入店し、化粧品売場（2025年7月）や食料品売場（2025年9月）など順次リニューアルオープンする予定（残りの売り場はヨドバシカメラ及びそのグループ企業の店舗となる見込み）。

##### フロア案内
西武池袋本店は大きく分けて本館、三省堂書店池袋本店の一部と無印良品・駐車場・池袋コミュニティ・カレッジ（カルチャーセンター）がある別館、三省堂書店池袋本店とそごう・西武本社が入る書籍館に分かれており、さらに本館は北/中央/南に分かれている。
- 西武スカイステーション

1959年9月から1963年8月まで屋上にヘリポートである「西武スカイステーション」が設置されていた。
1959年7月に西武が朝日ヘリコプターに資本参加して1959年9月12日に開設された。当時は屋上ヘリポートとしては世界最大級だった。1963年6月に店内工事中に火災が発生して屋上から救助された。1963年8月に閉鎖された。

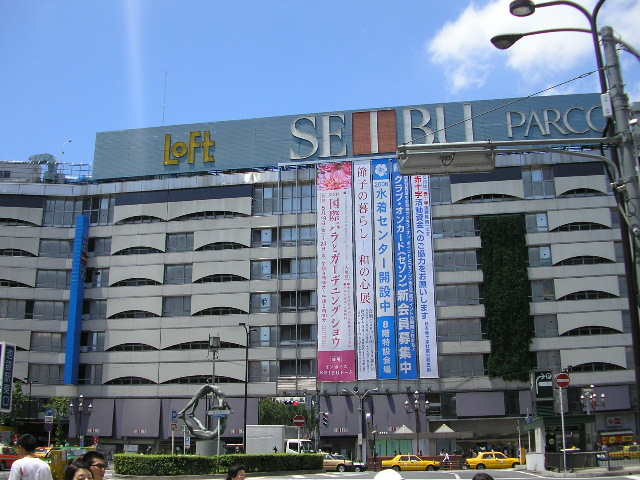
旧西武百貨店時代（リニューアル前）の池袋本店（2006年 正面グリーン大通りより）
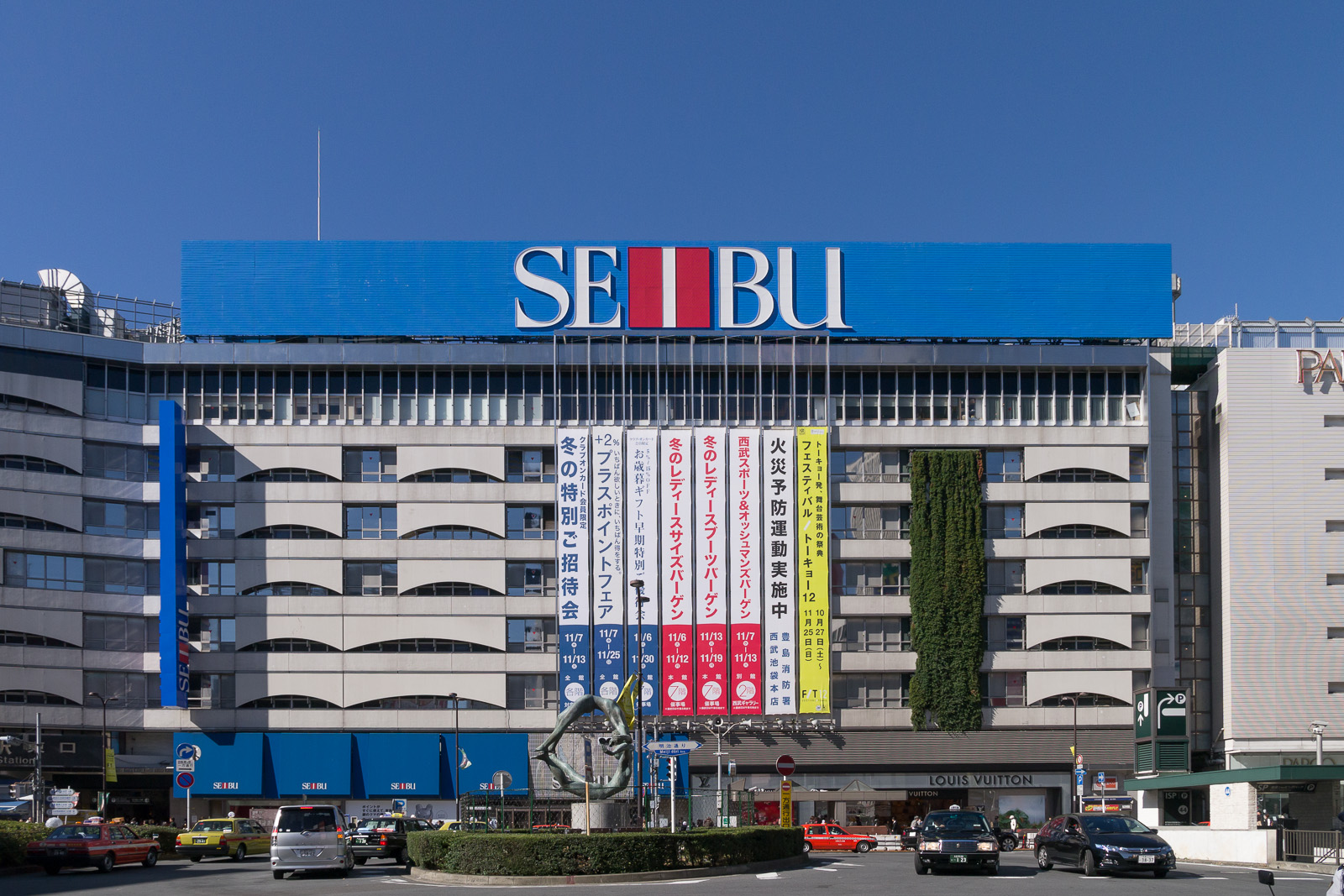
2010年リニューアル後の西武池袋本店（正面グリーン大通りより）
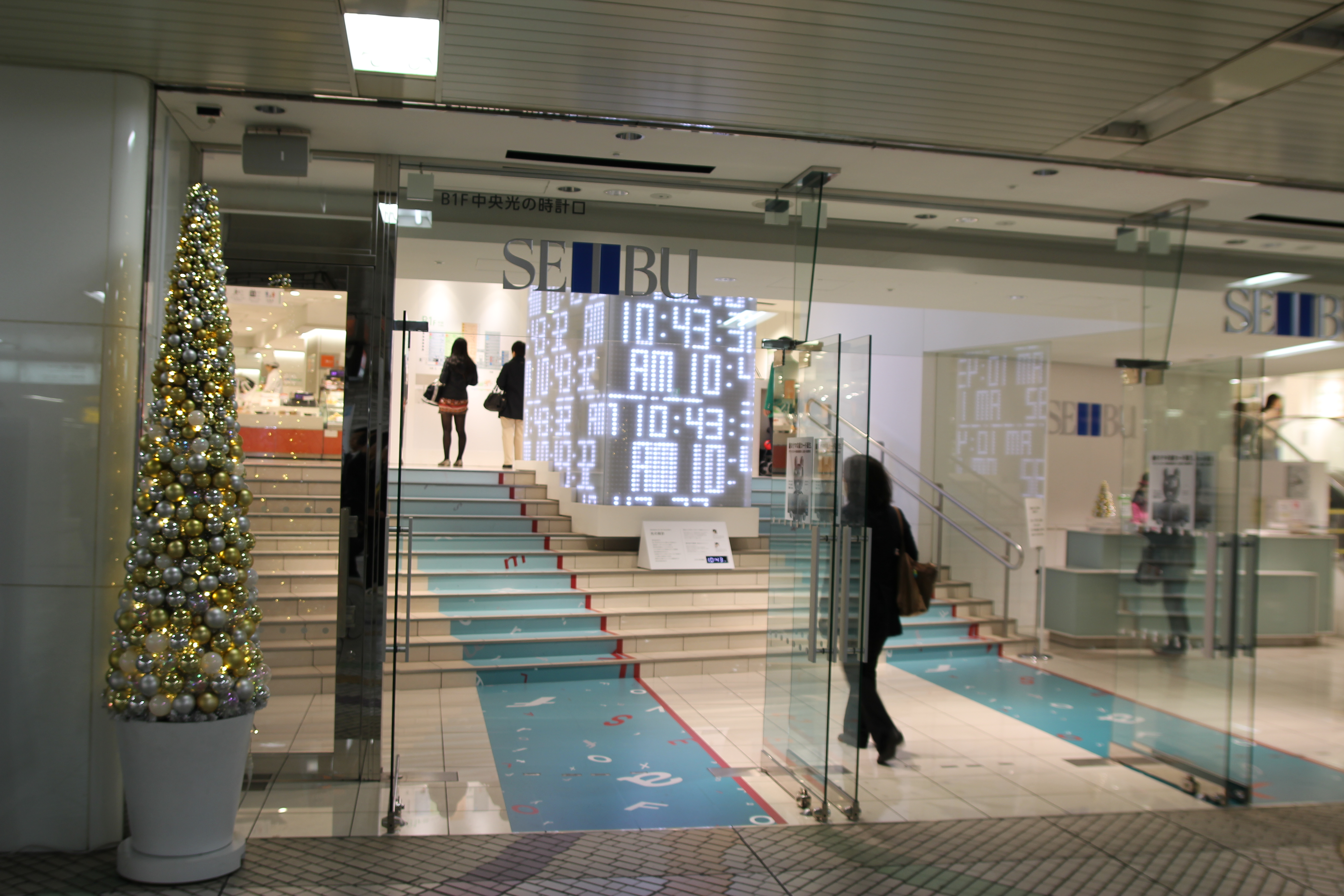
地下1階「光の時計」
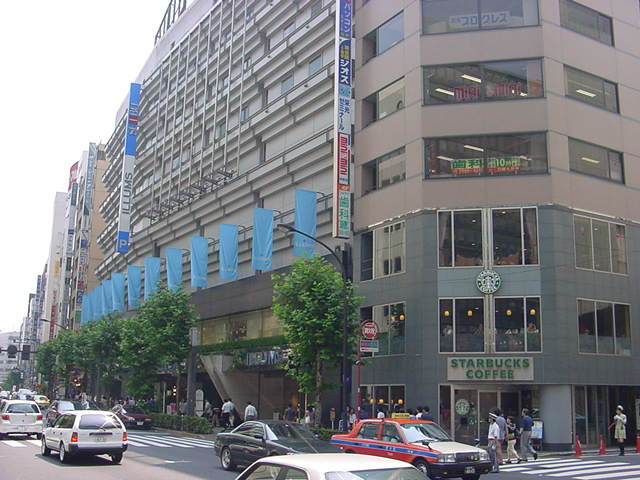
「イルムス館」当時の別館（2000年)
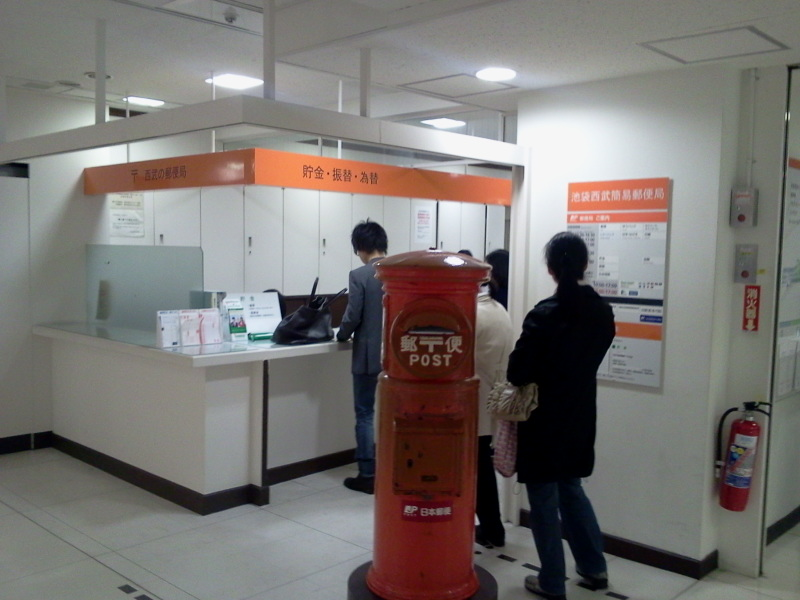
営業していた頃の池袋西武簡易郵便局
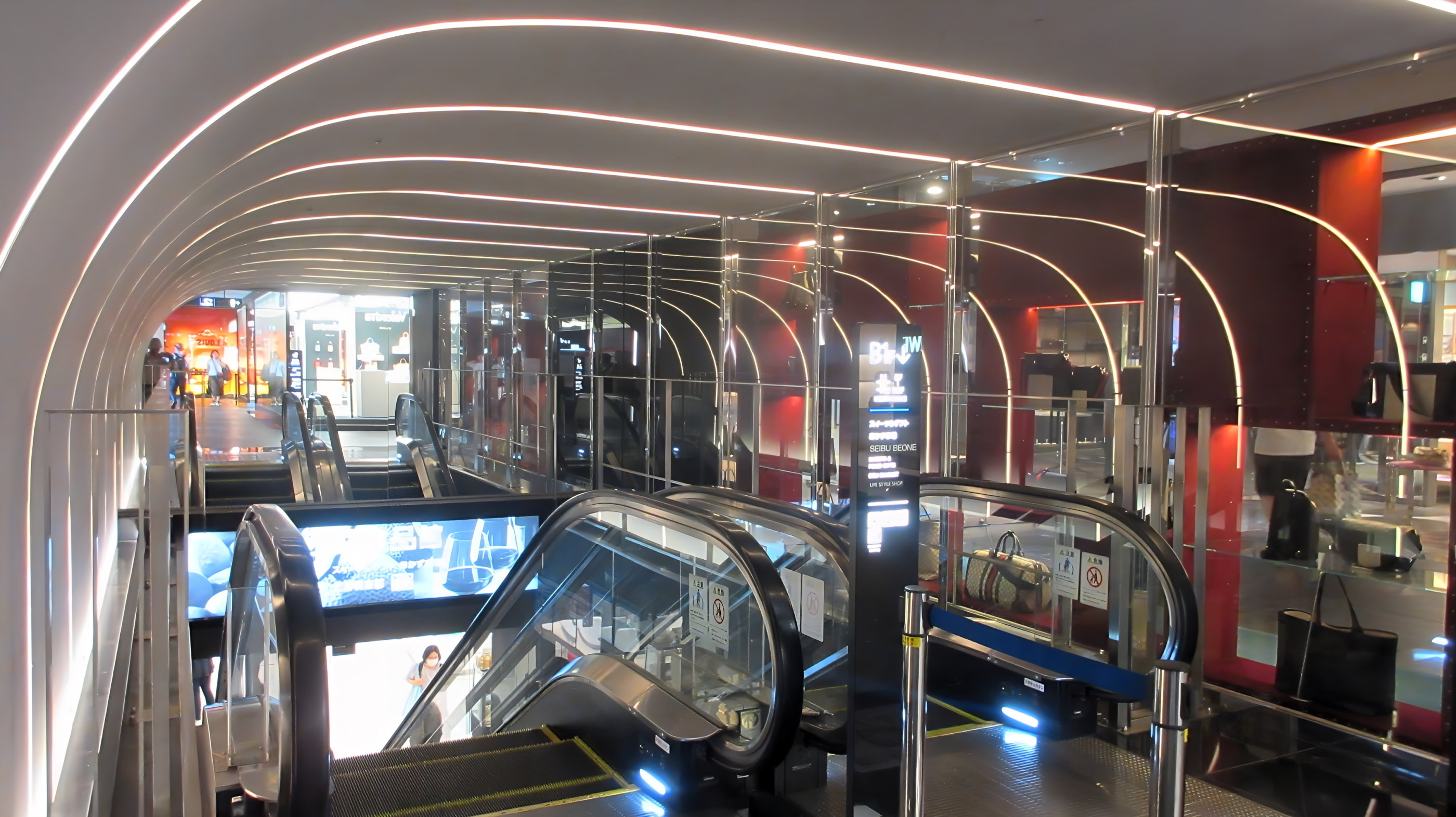
NORTH ZONE・地下食品売場へ

#### 渋谷店
1968年4月19日開店。オープニングセレモニーには、ライバルでかつ渋谷に地盤を持つ東急グループ総帥（当時）五島昇も出席した。
旧西武百貨店時代は「シブヤ西武」と表記され、池袋本店の「イケセイ」に対応して「シブセイ」と略称されることもある。
A・B館の売場面積の合計40,033m2。2023年2月期の売上高は317億65百万円（法人外商含む）（2021年2月期は255億91百万円、2022年2月期は264億6百万円）。以前は、催事に強い店舗であったが、現在はそごう横浜、そごう千葉、そごう広島の売上に抜かれ、そごう西武全体では5位にとどまる。
A・B館の間における都市伝説として「両館の間にある井ノ頭通りの地下には暗渠化された宇田川が流れているため、両館のあいだには地下連絡通路はなく、代わりに3階、5階、屋上階に空中連絡路が設置された」と言われることが多く、そのような記述の著作もある が、実際には地下3階に宇田川の下を通る形で地下連絡通路があり、従業員用並びに取引先用として利用されている。
フォートレス・インベストメント・サービスに売却される以前、そごう・西武はロフト館・Movida館の土地及び建物を保有していた。しかしながら、売却に伴い全ての不動産を消失した。以下は、2023年9月1日以降の所有権の状態を示す。
| 建物名称                          | 元建物             | 家主                             | 備考                                                        |
| --------------------------------- | ------------------ | -------------------------------- | ----------------------------------------------------------- |
| 西武渋谷店 A館                    | 渋谷松竹映画劇場   | 松竹映画劇場株式会社             | 全棟借りで入居                                              |
| 西武渋谷店 B館                    | 渋谷国際（東急系） | 国際株式会社                     | 三井住友銀行を除く部分を賃貸契約で入居                      |
| 西武渋谷店 パーキング館           | 渋谷松竹映画劇場   | 松竹映画劇場株式会社             | 全棟借りで入居（地下1階部分を、株式会社良品計画に転貸契約） |
| 西武渋谷店 ロフト館               | 複数地権者         | 株式会社ヨドバシホールディングス | 株式会社ロフトが全棟借りで入居                              |
| 西武渋谷店 Movida（モヴィーダ）館 | 山手教会敷地       | 株式会社ヨドバシホールディングス | 株式会社良品計画が賃貸契約で入居                            |

#### 歴史
堤清二は、渋谷を非常に重要な拠点としての位置づけていた。それは、第二次世界大戦以前にまで遡る。なぜならば、当時西武百貨店の母体であった箱根土地建物（のちのコクド）と東急電鉄の傘下にあった小田急電鉄の間で、箱根開発を巡る競争があったためである。特に、渋谷という場所は、東急グループの根拠地であり、そこで大きな発信力を有することは、堤及び当時の西武流通グループにとっては、堤康次郎への承認欲求だったといっても過言ではない。また、当時の西武百貨店幹部は東急グループの経営手法である「生活総合企業」という面を非常に研究しており、本来ならば鉄道というインフラからビル経営、不動産開発、商業に至るまでの多次元的な展開によってなされるべきであったが、西武流通グループには鉄道及びバスというインフラを保有していなかった。
1963年11月に堤清二店長が西武百貨店の管理者大会で示した「西武百貨店の新しい進路」では、経営管理面での問題提起に加えて大型新店舗をつくる方針が表明された。売上高日本一を5ヵ年計画で目標と定めた以上は、池袋店のみにとどまってはいられなかったのである。この表明に先立つ1962年秋、日本勧業銀行から渋谷の映画館が閉鎖するという情報が西武百貨店にもたらされた。いつまでも池袋にだけ位置していたのでは、一流百貨店のセンスを育成できないと考えていた堤にとって、渋谷は東急電鉄、東横百貨店（現・東急百貨店）の拠点であったが、日本橋や銀座のファッションを敏感に受け止めることができる立地であった。しかも商圏内人口は新宿、池袋に比べて多く、店舗は東横百貨店1店のみという、出店の好条件にあった。1950年代末から堤は、社内若手社員のうち数名を集め、議論する会をもっていたが、1963年1月の会合に、3S計画として芝の東京プリンスホテル、池袋のサンシャイン計画とともに渋谷出店がはかられたが、この会合のメンバーは全員進出に賛成であった。こうして、社内の若手社員を組織して、隠密での進出準備が始められた。
東急グループとの間には、堤康次郎、五島慶太間における箱根山戦争等にみられる長期にわたる深刻な対立があった。この解決が先決であると判断した堤は、箱根の専用道路の静岡県への売却を康次郎に説得し、1963年12月には売却が完了した。一方、渋谷松竹、渋谷国際の両映画館の所有者である富塚孝吉との間ではビル建設と賃貸契約について交渉が進められ、同年末、一応の合意に達した。これを受け、1964年1月には東急の五島昇社長との会談がもたれ、2月28日には西武百貨店の渋谷進出の承認と東急、西武の共存共栄をうたった協定書の作成にいたり、3月には渋谷店開設準備委員会が設置された。だが、この段階から西武鉄道役員は、ほとんど反対の意向であったといわれ、翌月に康次郎会長が急逝すると、社内では一転して渋谷開店に反対論が増えた。西武鉄道からの援助が期待できなくなったことと、ロサンゼルス店の赤字が巨額であったことが判明し、これも百貨店で負担しなければならないのではないかという心配があったのである。
しかし、堤はあくまでも強行する気構えであった。ロサンゼルス店と百貨店火災による巨額の欠損を償却するためには、収入を増やさなければならない。そのためにも、大型店を新設しなければならないというのが、彼の信念であった。だが、反対派からは渋谷店の悪条件が指摘されていた。一つはこの頃渋谷の街そのものが急速に斜陽化し始め、1964年8月に地下鉄日比谷線が開通すると、後背地の高級住宅街から都心に直接交通の便が開け、渋谷のターミナルとしての意義も変化したことがある。さらにこれに百貨店業態初の不況を経験しつつあったことが拍車をかけていた。もう一つの問題は敷地の中央に井ノ頭通りがあり2館に分かれざるを得ないうえ、地下にも水路があって両館を接続できないという、これまでの百貨店の常識からいえば、店舗設計のしにくい条件があったのである。渋谷店開設準備委員会の責務は、このような悪条件をいかに逆手にとって、魅力的な店舗づくりをすすめるかにかかっていた。
オープン
1967年2月の商調協の答申に基づき、渋谷店は24000㎡以内での新設が承認された。すでに前年10月には渋谷店営業政策委員会が設置され、営業政策および店舗レイアウト検討が始まっていた。渋谷のマーケットは、後背地に東急沿線の高級住宅地がひかえており、池袋に比べると所得水準が高いことや買い回り品は日本橋、銀座を利用していることなど、その購買態度は高級志向であって、従来の池袋店の営業政策では対応できないことは明らかであった。これらを踏まえ、若手社員を中心に堤の直属であった渋谷店営業政策委員会では営業企画が練られた。企画の中心テーマには国際化を据え、商品部では海外ブランドをできるだけ集める。宣伝部では、「世界からこんにちは」をテーマにキャンペーンを展開する。デザインには外部クリエーターを動員してデザインコミッティーをつくる、といった試みが実現され、1969年4月19日、渋谷店はオープンにこぎ着けた。
当時はイメージ戦略の必要性についての認識がようやく生まれつつあったときであるが、渋谷店の企画ではイメージ戦略も積極的かつ先進的に進められた。草刈順、山口はるみなど、当時の西武百貨店の広告活動の主力スタッフであって、のちに一流クリエーターとなる人々がデザインコミッティーに参加した。店内デザインも、大胆なアイデアが出され、実現していった。ショーウインドーをなくして道路から売場が見える設計にしたのもはじめての試みである。また中2階の物販スペースとして使いにくい位置につくられた「カプセル」は三島彰のアイデアであった。倉俣史朗のデザインによるサイケ調なインテリアと、若手服飾デザイナーのアバンギャルド・ファッションで話題を呼んだ。無名時代の山本寛斎や菊池武夫、花井幸子などがここに出店・販売をして社会的評価を受け、大きく育っていった。海外ブランドの集約には、これまで西武百貨店が培った力が大きく役にたった。パリ駐在事務所で堤邦子（堤清二の妹）の活躍が大きかったのである。さらに、従来の渋谷に欠けていた文化を、西武百貨店が担おうとの意気込みのもとに、美術展をはじめとする文化事業を積極的に手がけ、渋谷ゆかりの文学碑も建設した。開店時のモジリアニ展は29万人の観客を動員している。
初期の低迷
開店当初こそ予算を大幅に上回る好成績を上げたが、開店翌月のゴールデンウィーク明けに、平常の販売体制に移行すると急速に成績は低下した。渋谷店低迷の原因としては、販売員の基礎訓練不足と品揃えの問題が指摘されている。品揃えの問題は、商品種類の選択のまずさと、商品供給体制の不備という質、量の両面に問題があったとされている。なかでも、もっとも力を入れたはずの婦人服は、東急本店が顧客としていた年配の高所得層を把握できず、渋谷マーケットの一半を占めるヤング層も十分に把握したといえなかった。
そこで1969年には、西武百貨店としてはじめてイージーオーダーを中止して既製服のスペースを広げるなど、まず婦人ファッションのヤングシフトをはかった。また、紳士服のフロアでは、1970年11月から、ロック世代にターゲットを絞ったBe - inを開設して、モノセクシャルなファッションと雑貨を扱った。店舗の見直しとともに、地道な顧客拡大努力も積み重なれたが、東急沿線での西武百貨店の認知度は低く、東急の根拠地というべき渋谷に食い込むことは予想以上に困難であった。やや業績が回復してきた1973年には渋谷パルコが開業し、渋谷店はまたもや顧客を奪われた。
結局、1975年のリニューアル計画書で渋谷店の「失敗」の原因を分析し、思い切った「七十貨店」化をとることになった。この七十貨店化構想では、実用品は廃止し、子供服、呉服などはレベルアップをはかるか縮小し、婦人・紳士用ファションは世代による区別という従来の方法から、ライフスタイルへの対応を鮮明にしながら拡大強化するという売場の再構成がうたわれ、1976年11月に約11億円を投じたA・B館の全面リニューアルが完成した。渋谷店のリフレッシュは、営業成績という点からみても成功し、1976年9月から77年1月をとると、売上では予算を2.5%上回り、前年同期比では16.1%の増加であった。また利益面でも予算を9.6%上回り、前年同期を90.6%を上回ったし、渋谷地区における大型店の間のシェアでみても、パルコとともにシェアを上昇させたのである。
専門大店の展開
1980年代に従来の百貨店のコンセプトを破った専門店が、西武百貨店単独ないしはグループ各社との構想によって設立された。1983年の六本木WAVEをはじめ、渋谷では1985年のTHE PRIME、1986年のSEED、1987年のLOFTなどが、それである。
SEEDは英語で「種」を意味し、高感度なファッションマーケットに向けた企業活動としての苗床の意味を持たせた。デザイナーズブランドの商品を展示するだけではなく、三宅一生、菊池武夫ら21名のデザイナー、クリエーターの参加のもとで、オリジナル商品の開発と独自の商品編成によって個性化をはかった。当時渋谷店長だった水野誠一が企画担当し、SEED館長を兼任した。LOFTの語彙は「屋根裏・納屋の2階」である。ニューヨークの芸術家のたちの活動が、ソーホー地区のロフトから始まったことにヒントを得て、生活をクリエートとする館の名称としてロフトとした。シードがファッションの館であるのに対し、ロフトは生活雑貨の館として位置づけられた。
ロフト誕生と同時に渋谷店A・B館の既存館もリニューアルし、渋谷店はA館、B館、シード館、ロフト館の4館体制となり、総面積は13100坪の都市型百貨店としては中規模クラスとなった。また渋谷店からやや離れた道玄坂に立地するTHE PRIMEを加えると西武百貨店とっての渋谷は5つの専門大店体制となった。こうしたセゾングループ全体で新しい商業ビルを続々オープンさせ、公称地名とは異なる公園通り、スペイン坂といった新ネーミングをつけることによって町のイメージも一新、渋谷は「セゾン文化」の流行発信基地となった。さらに、これら一連の動向が東急グループにも波及、1979年にファッションコミュニティ109、1988年にはBunkamura等が開業し、渋谷は東京一の最先端のファッション・タウンとして発展していった。
以下は、年表にまとめた各店舗の成立年代である。パルコ、THE PRIME、LOFTは、同系列ではなくなったが、年表以下の記述との整合性において残存することにした。
| 年             | 開設館                     | 閉鎖館              | 概要                               | 住所                          |
| -------------- | -------------------------- | ------------------- | ---------------------------------- | ----------------------------- |
| 1968年4月19日  | 西武渋谷店 A館・B館        |                     | 百貨店の主売場                     | 渋谷区宇田川町21-1            |
| 1973年5月23日  | 渋谷パルコビル             |                     | ファッションビル                   | 渋谷区宇田川町15-1            |
| 1975年12月5日  | 渋谷パルコビル パート２    |                     | ファッションビル                   | 渋谷区宇田川町3-7 仁愛ビル    |
| 1985年4月12日  | THE PRIME                  |                     | テナントビル                       | 渋谷区道玄坂2丁目29-5         |
| 1986年4月12日  | シード館（現在：Movida館） |                     | 催事場・売場                       | 渋谷区宇田川町18-1            |
| 1986年12月10日 | クアトロ・バイ・パルコ     |                     | ファッションビル                   | 渋谷区宇田川町15-1 渋谷パルコ |
| 1987年5月12日  | ロフト館                   |                     | ロフト本店                         | 渋谷区宇田川町18-2            |
| 1992年3月13日  | キッズファームパオ         |                     | 子供用品                           | 渋谷区神南1-22-14             |
| 1994年11月30日 |                            | キッズファームパオ  | 売上減少に伴う、閉店               | 渋谷区神南1-22-14             |
| 2006年3月10日  |                            | 西武渋谷店 A館・B館 | 大規模構造改善工事に伴う一時閉館   | 渋谷区宇田川町21-1            |
| 2007年8月1日   | 西武渋谷店 A館・B館        |                     | 大規模構造改善工事終了に伴う再開店 | 渋谷区宇田川町21-1            |

1973年に西武劇場を開設、同時に、若年層にターゲットを絞ったファッションビル渋谷パルコを開設（ブティック入店のタイプでは、銀座の松屋に並び称させる）。
1975年にはパルコパート2を開設。
1985年にはTHE PRIMEを開設。
1986年にシードホールを備えたシード館（現在：Movida館）を開設、同年にはクアトロ・バイ・パルコ（現在は、渋谷パルコビル）を開設。
1987年にはロフト館など、新しいコンセプトの別館も開館。
1992年、西武百貨店は小田急百貨店の母と子の原宿カリヨン館の成功を真似た 「キッズファームパオ」を公園通り入口に開業した。しかし、1994年に閉鎖され、建物は現在タワーレコード渋谷店となっている。
2007年3月、大規模改装を実施。それに伴い、西武渋谷店として、以下の独自展開が行われた。
1. 高級品に特化した店舗として、高感度なファッションを独自に提案する「自主編集売場」を設置。
2. 54のブランドが出店する「ラグジュアリーゾーン」を設置。
3. エステなどが揃う「ビューティーゾーン」を設置。
4. 地階の食品売場も「グルメマルシェ」として再開（現：西武食品館）。

2008年4月の開店40周年に際しては、デザイナーズブランドを一堂に集めて販売する「クリエーターズ・ウィーク」の開催などの各種イベントが行われた。
2011年3月には、西武渋谷店独自の展開として「Art meets Life」をコンセプトとして掲げることになる。しかしながら、東日本大震災のため、後述するように4年間の計画を経て実施に移されることになる。
2015年8月には「Art meets Life」のコンセプトで店舗の一部をリニューアルし、アートとデザインを体感できるフロアや空間の強化を実施。
1. A館1Fに変化し続ける光の柱“アートゲート”を設置[88]。
2. B館8階に、オルタネィティブスペースの設置（個展会場）。
3. P（パーキング）館1FにChoose Base Shibuyaの設置。

2019年5月には、ジャニーズ事務所と契約を結び「ジャニーズアイランドストア」を設置。2021年には「ジャニーズショップ」が原宿から移転し、併設される形でオープン。
2022年12月には、フランク・ミュラー西武渋谷店が撤退。
2023年4月には、グッチ西武渋谷店が撤退。
2023年9月には、「ジャニーズショップ」「ジャニーズアイランドストア」が閉店。
2024年5月27日、B館の南東角地に陣取っていた路面店、三井住友銀行渋谷支店がOlive LOUNGE渋谷店にリニューアルオープン。

#### 建築物としての西武渋谷
1968年開店部分にあたる、A館・B館の外装モダン・アールデコ様式であり清水建設の設計・施工。モヴィーダ館は菊竹清訓の設計、清水建設による施工。ロフト館も同様にして、菊竹清訓の設計監修、清水建設による施工。これらの建設要素も西武渋谷店のコンセプトである「Art meets Life」のコンセプトにつながったとされる。
しかしながら、バブル期に可能だった美しい建造物は、デフレの時代において標準建築材などを用いて補修が困難なため、修繕には多額のコストを必要とするという問題を抱えている。

#### 各フロア案内
公式サイトのフロアガイドを参照。

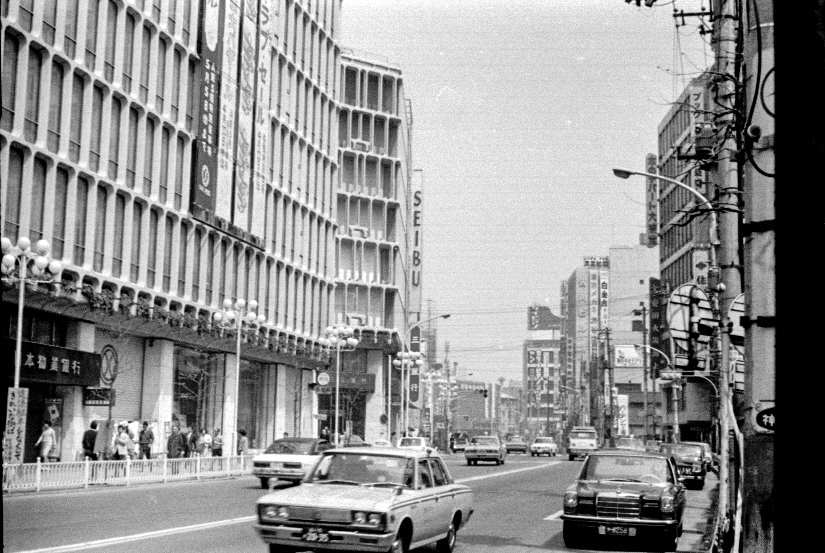
西武渋谷店（1970年4月）
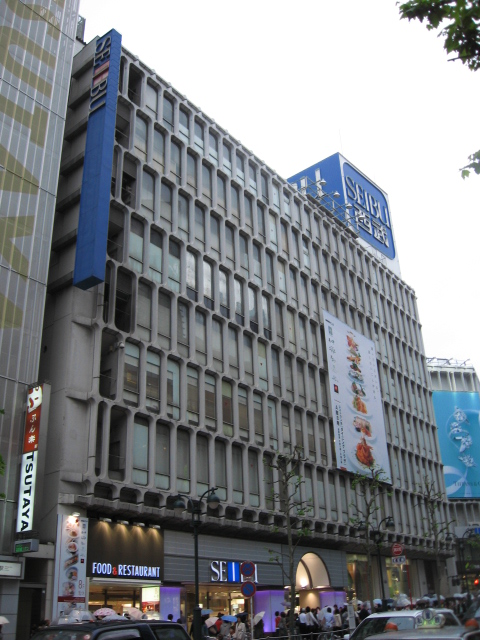
｢シブヤ西武｣時代のA館（2008年）
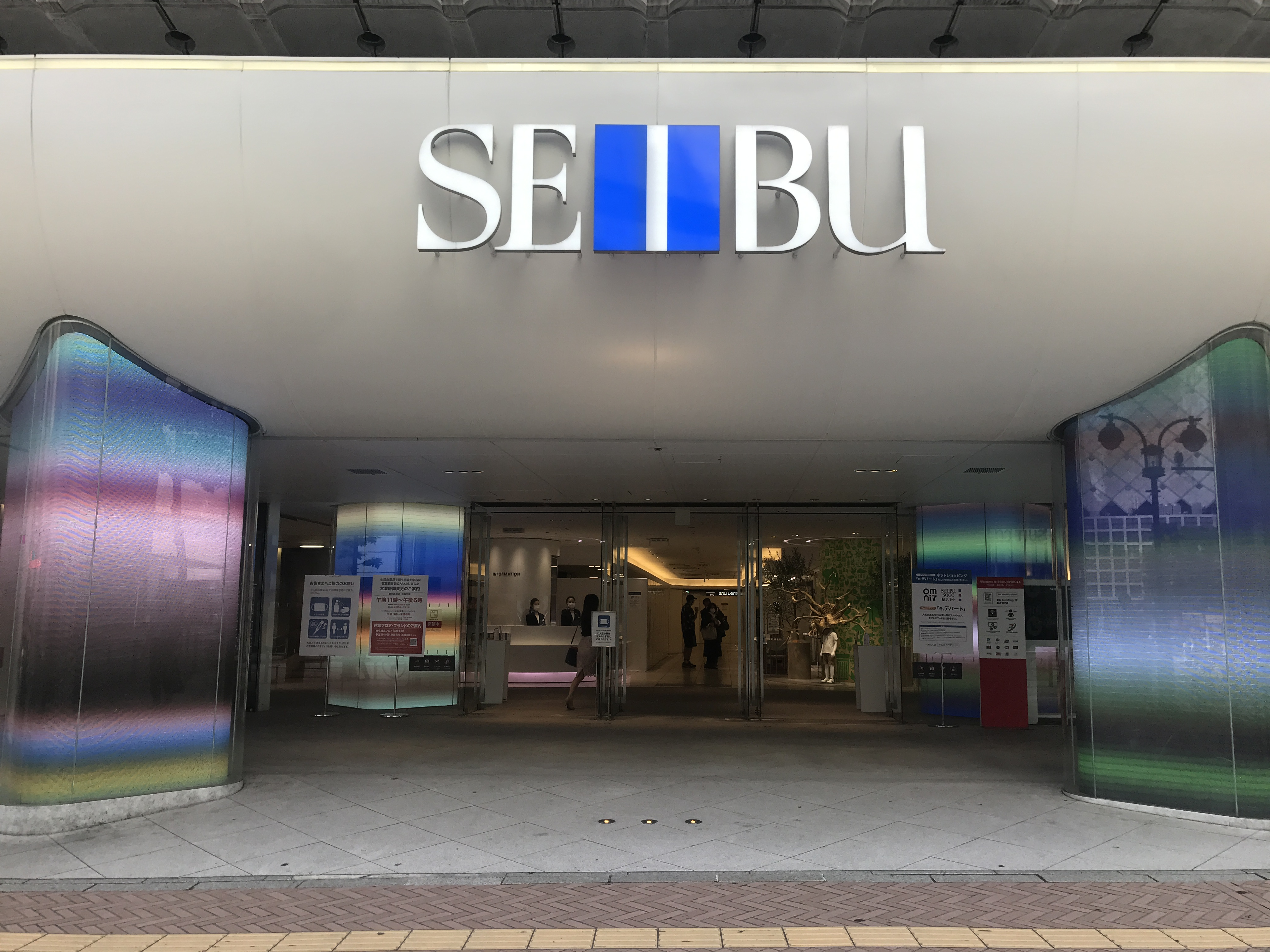
A館1F 光の柱“アートゲート”
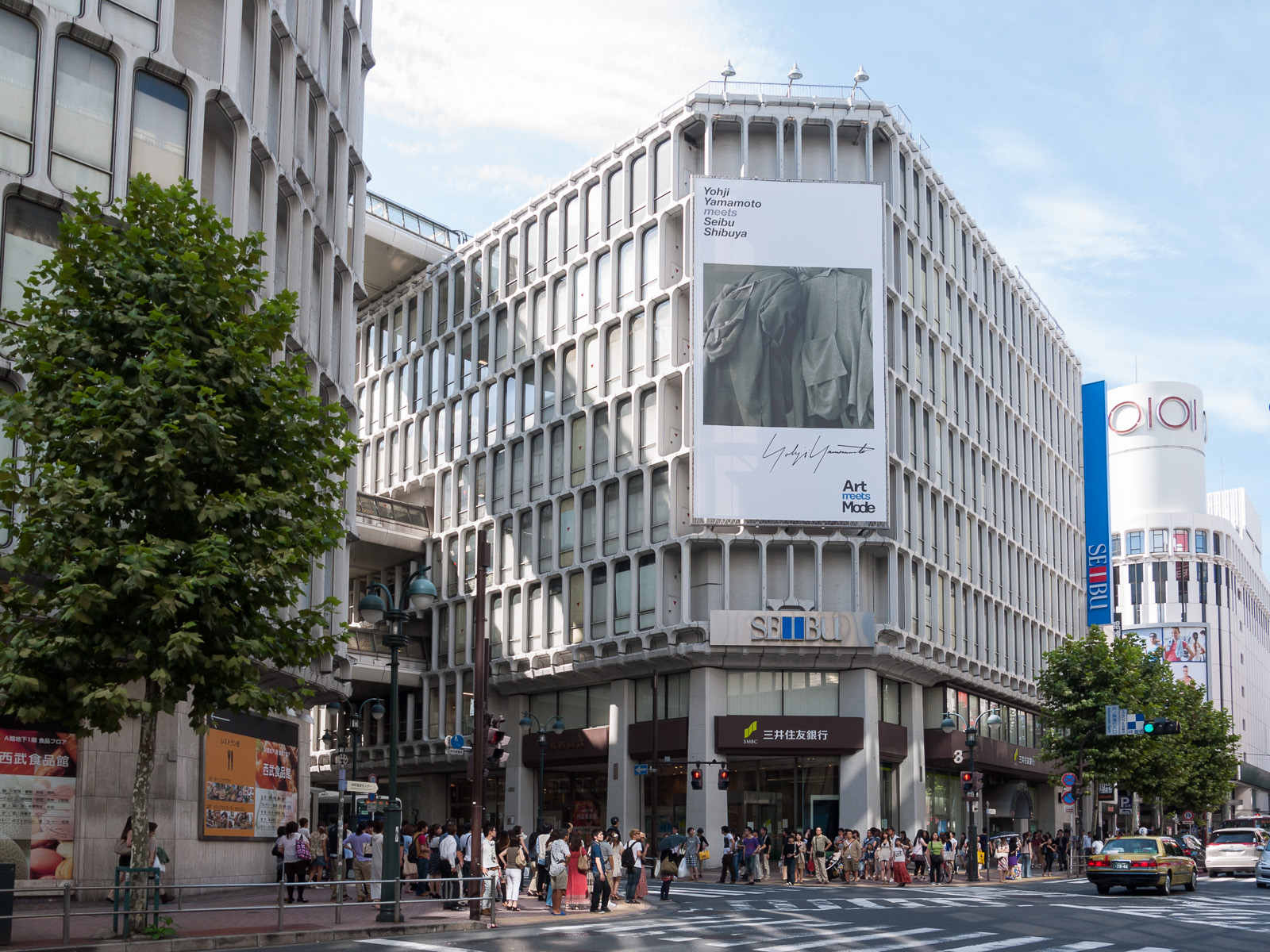
西武渋谷店B館
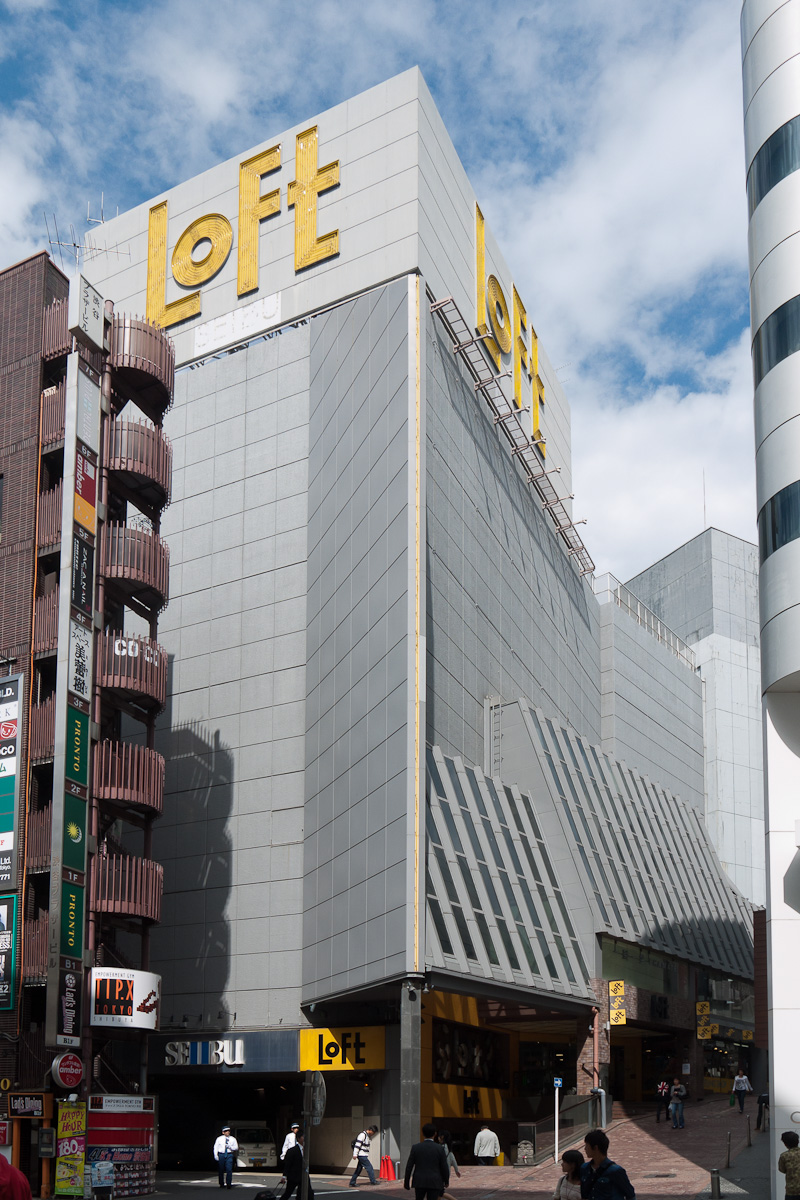
ロフト館

#### 所沢S.C.

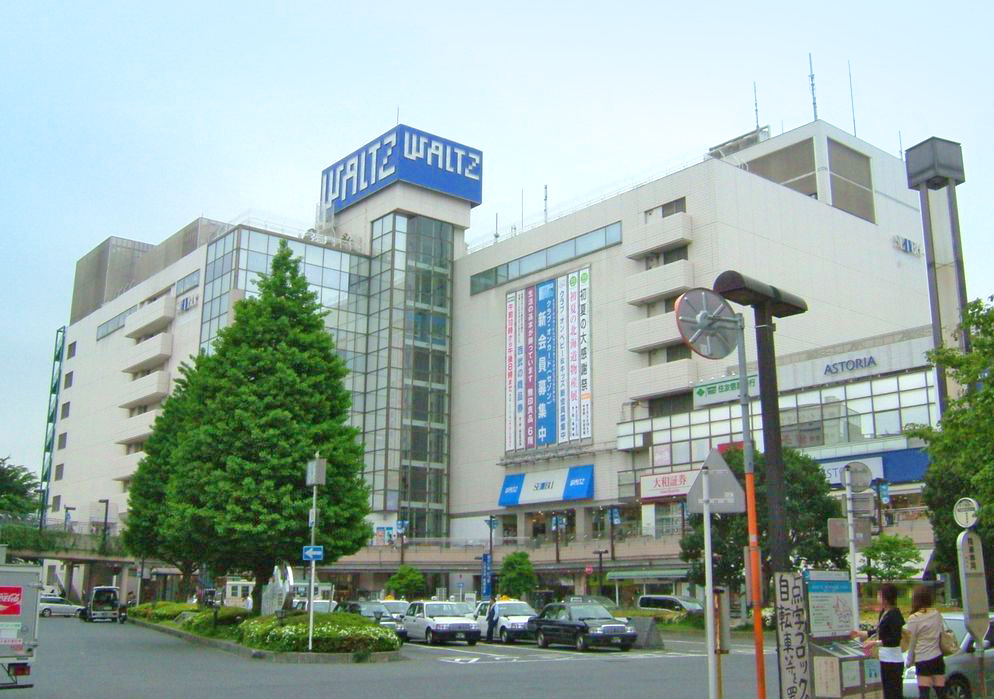
西武所沢店（現在：西武所沢S.C.）2008年撮影

埼玉県所沢市日吉町12-1 ワルツ所沢 西武鉄道所沢駅西口 売場面積23,667m2。
所沢駅西口第一種市街地再開発事業の一環として建てられた、所沢駅西口商業ビル「ワルツ所沢」の核店舗として、1986年4月25日開店。8階には、映画館「シネセゾン所沢」も併設された。
所沢市には西武鉄道本社（西武ホールディングス本社は池袋に移転）があり、埼玉西武ライオンズ優勝時には、そごう・西武はライオンズのスポンサーで、各種セールを開催する権利を有しているため、記念セールが各店で開催される。ただし現在の「そごう・西武」と「西武ホールディングス」には上述のように、直接の資本関係が無いため、あくまでも業務提携しているグループ同士・および球団のスポンサーとしての関係でセールは催されている。
改装
8階のシネセゾン所沢は、2003年5月28日に閉館。閉館後は、イベントスペース「ワルツホール所沢」を経て、「所沢YTJホール」となった。
2007年の改装では、「自主編集売場」「食のゾーン」「ビューティー&ケアゾーン」を設置。2012年3月30日、店長と正社員全員を女性とする新しい取り組みを開始。2017年5月26日、婦人服売り場であった1階を食品売り場に改装し、既存の地下1階部分とあわせ、2フロアを食品売り場とした「西武食品館」がグランドオープンした。
2019年9月5日、店名を西武所沢店から西武所沢S.C.（ショッピングセンター）に変更し、百貨店から郊外型ショッピングセンターへ業態転換。同年11月末までにかけて、店舗の75%をテナントとした大型リニューアルを行い、ビックカメラ、GU、無印良品、ABC MARTなどの大型店舗等が出店する。

#### 東戸塚S.C.

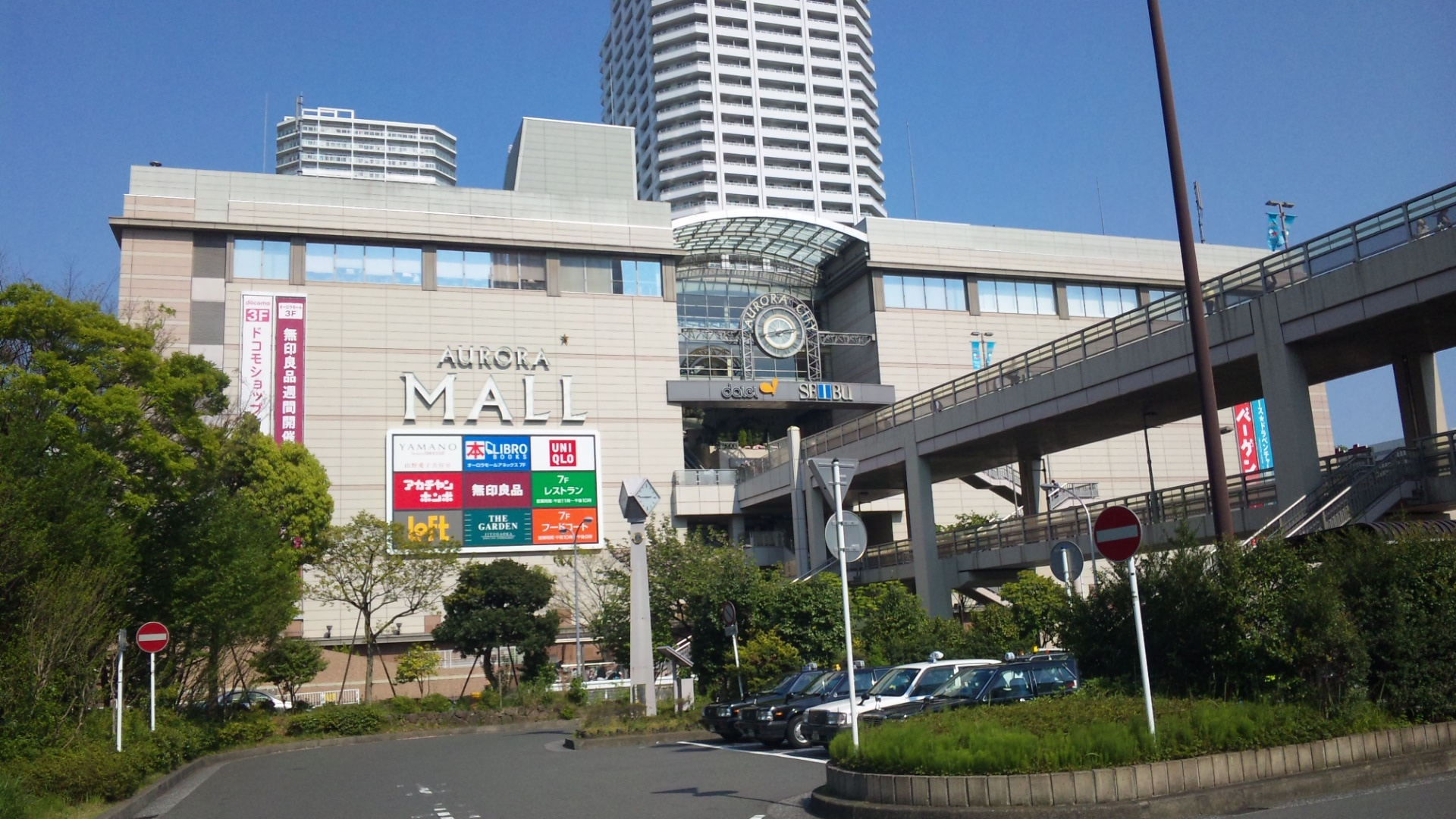
西武東戸塚店（現在：西武東戸塚S.C. 2010年撮影）

神奈川県横浜市戸塚区品濃町537-1 オーロラシティ 東戸塚駅前 売場面積35,367m2。
1999年10月7日開店。郊外型「2核1モール」ショッピングセンターを展開するに当たって立ち上げたデベロッパー「株式会社ミレニアム企画」による第1号。当初は、オーロラモール及びオーロラモールアネックスは、株式会社ミレニアム企画の運営だったが、現在はオーロラモール及びオーロラモールアネックスについてもそごう・西武の運営。東戸塚西武+オーロラモール、駐車場棟、オーロラモールアネックス、イオンスタイル（旧ダイエー）で構成されている。
2020年3月1日、店名を西武東戸塚店から西武東戸塚S.C.（ショッピングセンター）に変更し、百貨店から郊外型ショッピングセンターへ業態転換。6月11日、全館テナント型の郊外型モデル商業施設としてリニューアルオープンした。

### 中部

#### 福井店

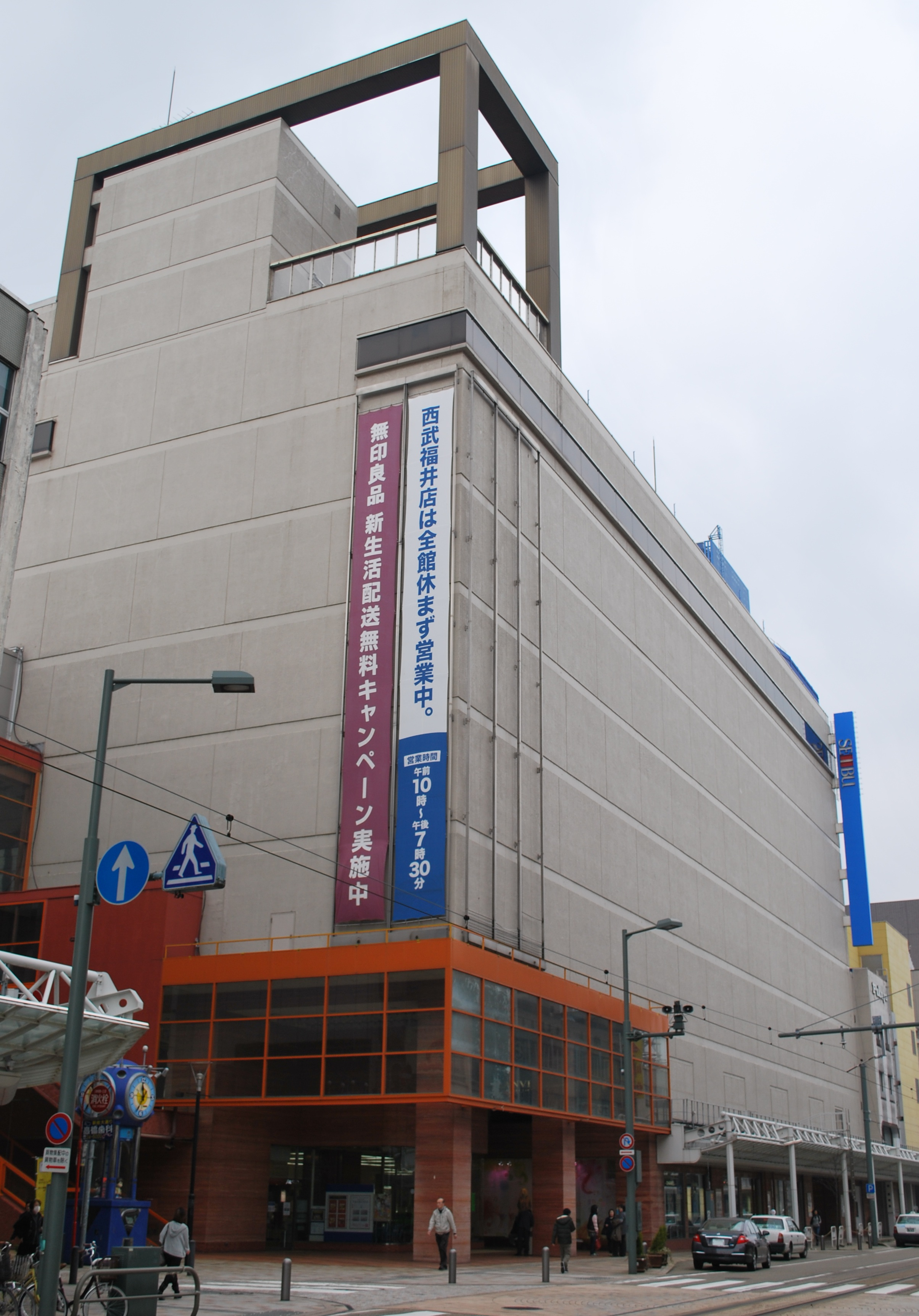
西武福井店

福井県福井市中央1-8-1 福井駅前 売場面積25,691m2。
1928年7月6日「だるま屋」として創業。セゾングループ資本参加後は、地域法人「だるま屋西武」「西武北陸」による運営期間を経て1993年、西武百貨店に吸収合併され直営店舗となる。西武百貨店運営の下でも長らく「だるまや西武」の名称であったが、2006年「福井西武」へと改称され、そごう・西武の運営となってからは「西武福井店」となった。
長い間福井駅前を支えてきた福井店だったが、2019年10月にセブン&アイ・ホールディングスが、大規模な人材削減及び店舗の閉店、縮小を行うと発表し、2021年2月末で新館が閉館となり、2021年3月からは本館のみとなったため新型コロナウイルス感染症が終息するまで新館のビルは準備中となっている。

### 小型店
2011年10月から展開を開始したセレクトショップ。同じセブン&アイグループのイトーヨーカ堂店内に、西武のサテライトショップを設けることによって、従来百貨店でしか扱っていなかったブランドを、より身近な場所で購入できるよう顧客の便宜を図った。また、アリオ仙台泉出店時からは新戦略として「SEIBU KIREI」も導入。こちらもまた百貨店でしか扱えなかったブランド化粧品をコンサルティング販売する。イセタンミラーが首都圏の駅ビル中心なのに対し、地方都市郊外店からスタートさせた。
しかし不採算を理由に、旧沼津店（後述）の代替として営業している三島ショップを除いて、2017年中に閉店する方針であり、2016年以降順次閉店している。「西武・そごう」名義の小型店についても、後に武蔵小杉SHOPが、西武拝島ショップと同じく2017年8月27日（当初は31日の予定だったが、後に変更）に閉店と発表された。一方で柏SHOP（旧そごう柏店の代替）は引き続き営業を継続するため、2017年9月以降、小型店は西武三島ショップと西武・そごう柏SHOPの2店舗のみになったが、2021年4月に武蔵小杉に西武ブランドで再出店することになった（後述）。
現存する西武ショップ、西武・そごうショップのWEB上の案内は池袋本店のサイト内にあり、「西武池袋本店の特長をギュッと凝縮した小型ショップ」と紹介されていることから、運営は池袋本店で行われていると考えられる。

#### 西武三島ショップ
日清プラザ2階、2015年9月4日開店。前述のとおり、旧西武沼津店の代替店の位置づけで、西武・そごう柏SHOP（旧そごう柏店の代替店）と共に2017年9月以降も存続する小型店。

#### 西武武蔵小杉ショップ
グランツリー武蔵小杉1階。2021年4月28日開店。セブン&アイ・クリエイトリンクが運営するグランツリー武蔵小杉には2014年から2017年まで「そごう・西武」連名の「西武・そごう武蔵小杉SHOP」として出店していたが、販売不振で撤退している。このため、そごう・西武としては再出店となるが、今回は西武ブランドのみとなった。ファッション中心だった前回出店時とは違い、池袋本店で扱っている和洋菓子やギフト品を中心にした売場構成となっている。

## 過去に存在した店舗
以下は、過去に存在した西武百貨店の店舗である（△は現在建物が解体された店舗）。

### 直轄店

#### 関東

##### 筑波店

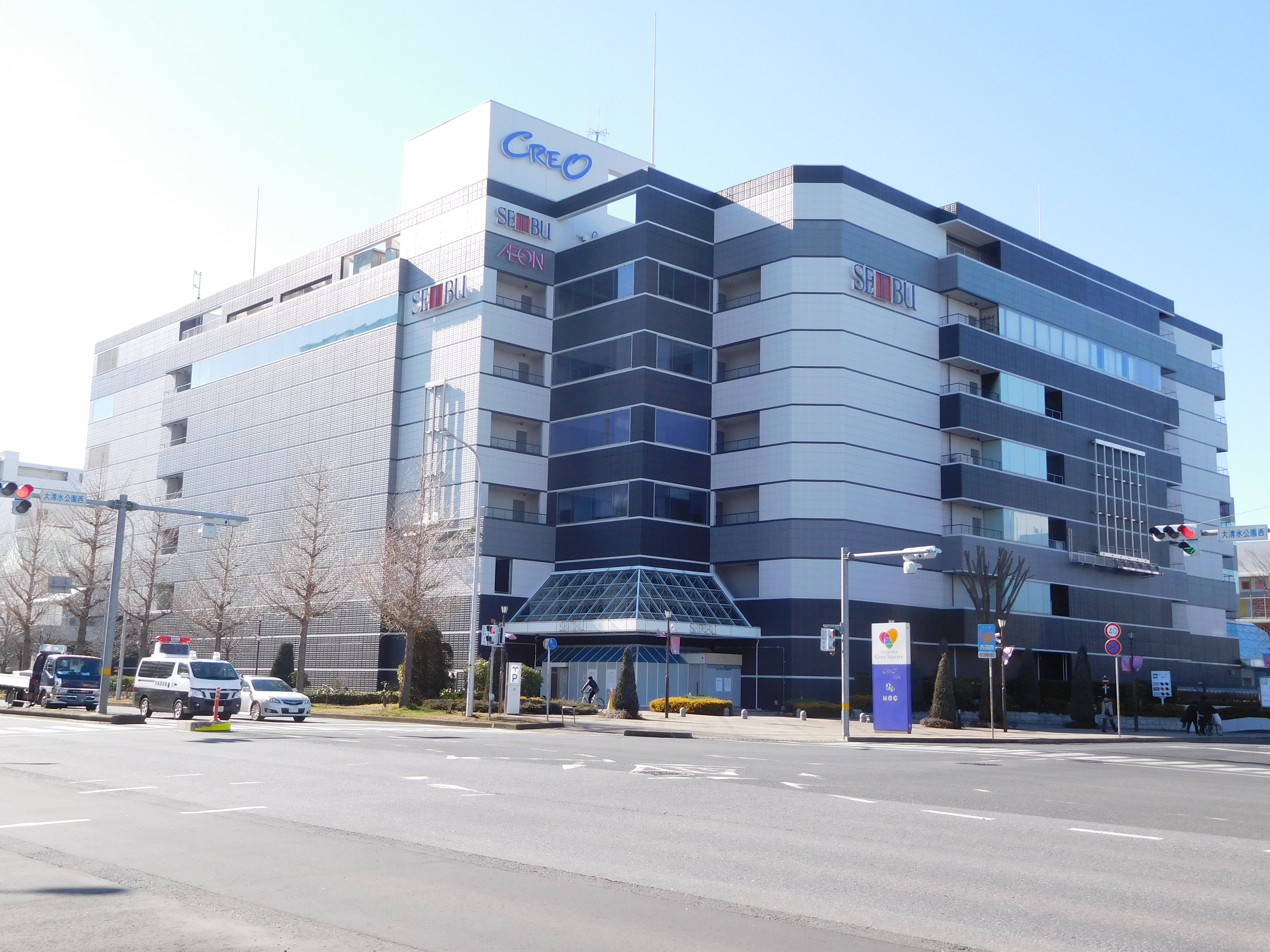
旧西武筑波店（閉店直後の2017年3月）

茨城県つくば市吾妻1-7-1 つくばクレオスクエア つくば駅直結 売場面積25,258m2。
東京およびその周辺から国立の試験研究機関や国立大学、民間研究所などを移して、総合的組織的な研究、教育のための頭脳都市を作るという構想に基づいて、1968年から建設がはじまっていた筑波研究学園都市では、この人口都市の住民に生活必需品を提供するため、センターゾーンにショッピングセンター（SC）の建設が計画された。
だが、まだその頃に人口は30,000人にも満たず、そのほとんどが専業農家で、若者は地場産業もない閉鎖されたこの土地から離れ、職を求めて東京方面へ流出していた。遠い将来はともかく、深刻な過疎に悩む地域という現実を前に、当面のビジネスベースで考えると、この出店はリスクが高いと見られていた。そのため、国や茨城県をはじめ自治体から出店を要請された在京の百貨店のいずれもが、採算面に難色を示して二の足を踏んだ。その無謀も承知で、この出店要請に対して唯一ゴー・サインを出したのが西武百貨店会長の堤清二だった。会長の堤の筑波出店構想に最も強固に反対したのは、堤直々のスカウトによって三越から西武百貨店の経営陣の一人に加えられ、社長に就任した坂倉芳明である。坂倉は、出店予定地の立地条件の悪さはもとより、長引く不況によって消費が冷え込み、百貨店・スーパーなど流通業界は「冬の時代」を迎えたと言われた当時の経済環境からして、堤の構想はあまりにもリスクが高すぎると見ていた。しかも、このときに西武百貨店は、兵庫・尼崎のグンゼ工場跡地「塚口プロジェクト」、東京・有楽町の旧朝日新聞社跡地への出店、念願の銀座進出という大プロジェクトも抱え、これ以上の資金コストを抱え込むことは、西武百貨店にとってかなりの冒険だと思われていた。しかし、堤は、坂倉に代表される社内の反対の声を強引に捻じ伏せて筑波出店を強行する。
筑波店は、CREO（クレオ）と命名されたSCに「ジャスコつくば店」（売場面積6,500㎡）、「専門店」（売場面積約2,400㎡）とともに、1985年3月8日に開店。同月に開幕する科学万博に歩調を併せた堤の「第二のパビリオンを作りましょう」との指示を具現化すべく、商品の自動搬送システムなどのメカトロ技術や館内テレビ放送・ビデオテックスなどハイテク技術を積極的に導入した店舗として営業を始める。
開店1年目は、科学万博を訪れたVIPの多くが筑波店の出店しているSCにも訪れ、堤の言う「第二パビリオン」としての効果は、たしかにあった。ただし、「パビリオン」としてのメカトロ・筑波店を見学に訪れても、買い物をするお客は少なかった。自慢の集客施設である6階の映画館「キネカ筑波」も客の入りが極端に悪く、一人の客も入らない日もあった。西武の筑波店には閑古鳥が泣いている、とマスコミに報じられたのもこの頃である。筑波店の初年度の売上目標は120億円だったが、見物客は来ても買い物客はいない状態であったため、売上高は目標を大幅に下回ってしまう。好転の兆しが見えてくるのは、科学万博が終わり、筑波店の位置づけが「見せるパビリオンから（売る）普通の百貨店へ」変わって以降のことである。商品の品揃えが、地元の購買傾向に沿ったものに変えられた。そして開店2年目から売上目標の2割増、3割増という具合に、次々と好成績を上げていく。こののち、1993年10月には「MOG」、2005年3月に「Q't」が開業し、CREOは3施設から成る「つくばクレオスクエア」に発展していった。
以降、県内でも数少ない百貨店として、また、比較的可処分所得の高い層が多く住む筑波研究学園都市における高品質な店舗として、これに筑波山帰りの観光客なども加わり飲食・食品フロアを中心に賑わいを見せていたが、2017年2月28日、筑波店は「業績の低迷」などを理由に閉店し、一部店舗はMOG・Q'tに移転した。一方で中心街のSC需要は引き続き高く、2019年3月までに日本エスコン（現：エスコン）が3施設すべてを取得。施設は「トナリエつくばスクエア」と全面改装され、西武のあったフロアは後に一部オフィスとなったものの、ロピアやケーズデンキなどが入居。また、西武撤退によって生まれた百貨店空白地域を穴埋めするべく、京成百貨店がQ'tに小規模店舗で進出している。

##### 西武スポーツ吉祥寺

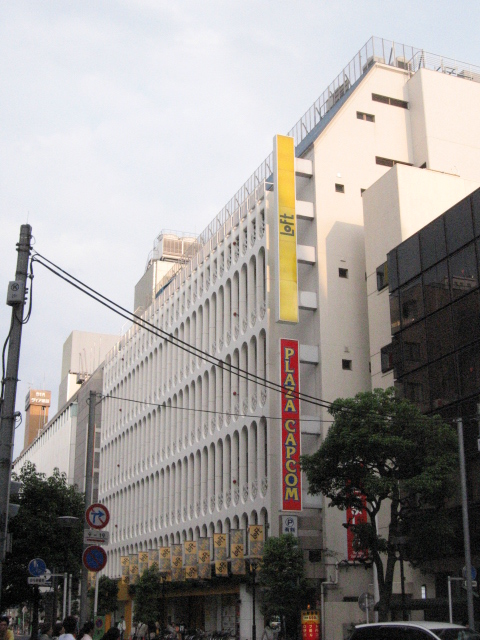
吉祥寺ロフト（旧西武スポーツ吉祥寺）

東京都武蔵野市吉祥寺本町1-10-1 いなりやビル
1981年4月25日、緑屋の業態変換第1号店として吉祥寺店跡に「ams西武スポーツ吉祥寺」として開店。地下1階～3階に展開し、売場面積は4,000㎡。西武百貨店がスポーツ館として運営し、4階～6階にはヤマハが入った。ピーク時の1989年度には44億円の年商があったが、その後、スポーツ用品市況の低迷や競争激化から売上にブレーキがかかり、1998年に閉店。後継として、1999年4月に吉祥寺ロフトが出店した。

##### 宇都宮店
本館：栃木県宇都宮市馬場通り2-3-12、斎藤会館 地下1階、地上8階。
1971年6月17日、72の専門店、名店およびレストランプラザ、屋上遊園地から構成の「宇都宮西武ショッピングタウン」の核店舗として、斎藤商事（御菓子司「桝金」）が建設した斎藤会館にオープンした。西武百貨店の首都圏近郊型の店舗展開は、船橋店の成功を足がかりとして東京志向の強いベットタウン住民の地元への還流をねらった店舗政策であった。1969年11月開店の大宮店では、このねらいはほぼ成功した。しかし、宇都宮は、地元の上野百貨店とターミナルデパートの東武宇都宮百貨店が商圏を固めており、都会的センスというだけで切り込むのは用意ではなく、1974年になってもシェアは24%にとどまった。これを打開するため、1982年10月には3900坪（約13000㎡）から5600坪（約19000㎡）に増床され、池袋、船橋、吉祥寺に次ぐ4番目のコミュニティ・カレッジが開設された。またバンバ通りを挟んだ隣には、1997年3月に宇都宮PARCOもオープンしている。しかし、集客力の低下がたたり、2002年12月25日を以って閉店に至った。後継テナントとして、2003年11月「ラパーク長崎屋宇都宮店」が出店し、2010年8月「MEGAドン・キホーテ ラパーク宇都宮店」に業態転換。
ロフト館：宇都宮市曲師町2-8
1999年3月閉館。2001年7月複合商業ビル「宇都宮Festa」にリニューアルされる。

##### 大宮店
埼玉県さいたま市大宮区宮町1-60 三栄ビル
1969年11月14日、大宮西武百貨店が出店。1975年3月に西武百貨店に吸収合併され、拡大する商圏人口の増大に依存して高効率の経営を続けた。しかし、年々競合が激しくなったことから、1979年9月にリフレッシュオープン。婦人ファッションで地域一番店とする戦略が採られ、婦人ファッションゾーンを3層展開とし、営業面積を1419坪（約4700㎡）と1.5倍に拡大、ロアジール・ゾーンも拡充して、他方で実用品のフロアを廃止し、家具の売場を3分の2に圧縮した。だが、競争力の低下から業態転換を図ることになり、1998年4月閉店。同年6月大宮ロフトが後継テナントとして出店した。ロフトは、2013年4月24日を以って旧店舗での営業は終了し、4月26日に駅西口のそごう大宮店内で新装開店している。
入居した三栄ビル（大宮ビル・第二大宮ビル・みゆきビル）の一部の権利は、そごう・西武からパチンコ店を営む浜友観光（現・浜友A.L.）に譲渡され、2014年6月27日、複合商業施設「大宮RAKUUN（ラクーン）」（パチンコ楽園、大宮ラクーンよしもと劇場他）としてオープンさせた。

##### 鎌倉店△
神奈川県鎌倉市小町1-4-1 地下1階、地上5階建て
1959年9月、鎌倉駅前の正面の一角に開店。当初は地下1階、地上3階ワンフロア約65坪の小規模な店舗として建設され、11月に4階、5階を増築した。屋上には、のちに展望台が設置された。鎌倉店では、軽井沢店同様に配達サービスを行い、高級品の需要も多かったので坪当たりの売上高が、ときには池袋店を上回った。しかし1970年代に入ると隣地に東光ストア、隣接する藤沢市に大型店の出店が相次いだため求心力を失い、1973年2月に閉店するに至った。跡地は、日本料理店を営む御代川に譲渡され、「御代川ビル」が竣工している。

##### 市川店△
千葉県市川市市川1-21-3 京葉ビル 地下1階、地上5階建て
堤清二の高校時代の友人の父親（医師）が所有した京成本線市川真間駅前の土地が、日本住宅公団によって再開発され、京葉ビルが建てられた。このビルの地下1階、地上1階～3階を西武百貨店が賃借して、1963年5月に市川店を出店した。延床面積は約1100坪（約3700㎡）。4階～5階は公団アパートであった。店舗の狭さもあって重点的な商品政策を採用し、子ども用品・ベビー用品に力を入れて、子ども連れの婦人を購入客として重視した。
1971年4月30日に、西友ストアーに譲渡され西友市川店となり、1996年5月18日に、外資系ディスカウントストア・ウェルセーブに業態転換。ウェルセーブの事業撤退後は、たいらや（現在のエコス）に営業譲渡され、たいらや市川店（後にエコス市川店）となったが、2009年に閉店。跡地はマンションが建てられた。

##### 八王子店△
東京都八王子市中町2-1
八王子は、古くから繊維産業と甲州街道の要所であったことから、1960年代末に大手流通企業が進出が始まった。伊勢丹八王子店、長崎屋八王子店、十字屋八王子店などの進出後、1970年10月に西武百貨店は開店している。このあと八王子大丸、丸井八王子店、ダイエー八王子店も出店し、競合は激化していき、また新宿や立川との競合からも逃れられなかった。建物の完成間際になって八王子大丸が8階建ての店舗を建設中であることが判明し、1974年4月に八王子店は急遽増築開店したが、資本費の圧迫もあって、十分な成果を上げることができなかった。
コスト削減を目指して1991年6月には、運営を西友百貨店事業部へ移管、組織上「株式会社錦糸町西武」八王子店となったが、業績は回復することは無く、1993年8月を以って閉店した。閉店後、建物はグランド東京に売却され、2001年4月には日帰り入浴施設「ホテルグランスパ八王子 やすらぎの湯」として新装オープンしたが、コロナ禍で休館。営業再開することなく、解体された。なお、錦糸町西武は西友と東京楽天地の合弁会社だったが、1997年3月に西友本体へ吸収合併となった。

##### 春日部店

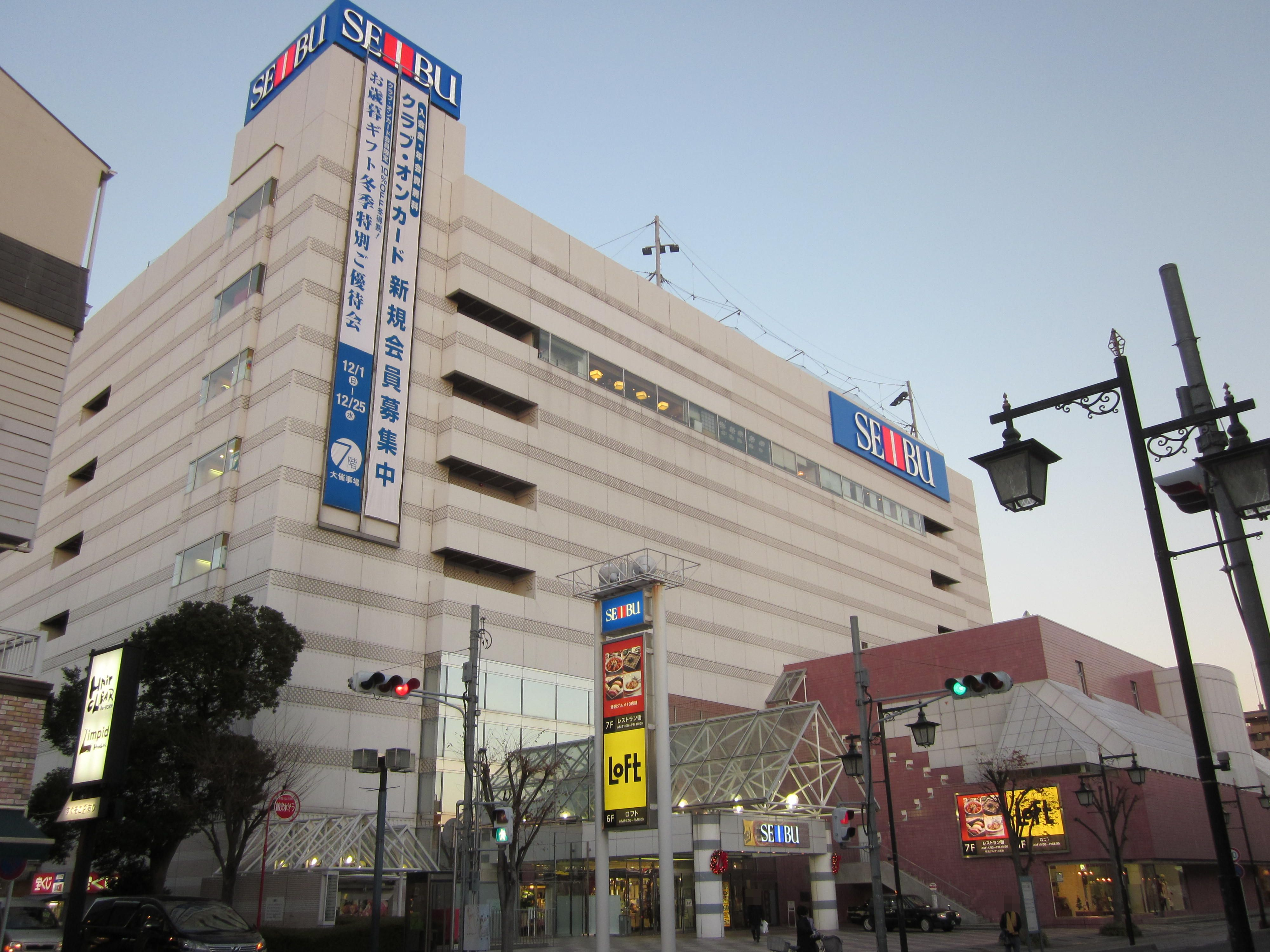
西武春日部店

埼玉県春日部市粕壁東2-5-1 2-5-1、東武鉄道春日部駅東口徒歩7分。売場面積23,260m2。
1985年11月28日「ロビンソン百貨店春日部店」として開店。2013年3月1日に転換。
セゾングループ時代にも出店する予定だったものの、建設計画中に開店時期を巡って契約を解除したため、代わってイトーヨーカ堂が「ロビンソン百貨店」として出店。
開店当初は売り上げが好調であったものの、その後ロードサイド店の進出や、2013年3月に開業したイオンモール春日部に顧客を取られ、売り上げ不振に陥ったため2016年2月29日をもって閉店。
閉店後は、「匠大塚」が土地・建物を買い取り、「匠大塚 春日部本店」として2016年6月29日開店。
匠大塚開店後、そごう・西武は年末の歳暮やおせち料理の販売を本店内に特設会場を設けて行っていた。なお、駅の反対側のイトーヨーカドー春日部店の旧店舗に大塚家具が存在していたが、現在は業績不振と建物老朽化と再開発の予定が重なっており、撤退している。

##### 船橋店△

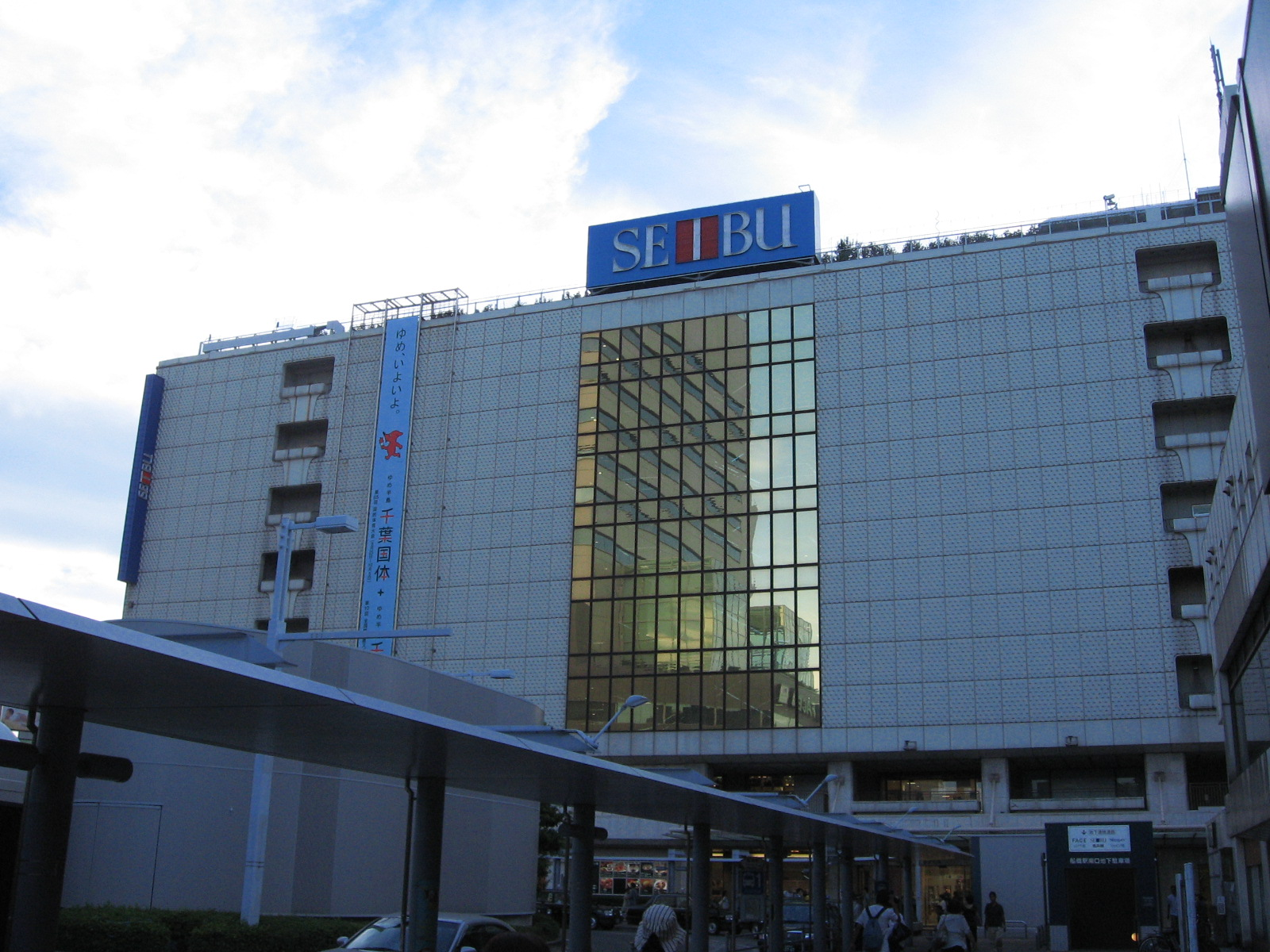
西武船橋店

千葉県船橋市本町1-2-1 船橋駅南口 売場面積34,649m2。
西武百貨店にとっては、本格的な多店舗展開のスタートになった店舗で、1967年9月22日に開店した。1978年11月に増床。営業面積1万300坪（約34050㎡）にスケールアップされた。本館とロフト館の2館で構成され、本館と京成船橋駅直結の船橋フェイスビルとは地下道で繋がっており、同系列であったイトーヨーカドー船橋店とも隣接した（ヨーカドーは駅北口側）。
売上高のピークは1991年度の551億円。こののち、駅と直結する東武百貨店船橋店や、ららぽーとTOKYO-BAY、さらに隣の東武野田線新船橋駅前に2012年4月に開業したイオンモール船橋などとの競争に晒され、2016年度の売上高は169億円とピーク時の3割まで落ち込んた。このためセブン&アイ・ホールディングスでは、営業の継続は難しいとして、西武、ロフトともに2018年2月28日を以て閉店した。
旧店舗と土地は、所有したユアサ・フナショクから大和ハウス工業に売却され、跡地にはオフィスビル、高層マンション、商業施設が建設される。なお、ロフトは、2018年11月に全面改装したイトーヨーカドー船橋店西館2階に出店し営業を再開した。

##### 小田原店
神奈川県小田原市中里208。鴨宮駅より箱根登山バス利用10分。店舗面積31,200㎡→約11,000㎡。
2000年9月28日に「ダイナシティウエストモール」の核店舗・ロビンソン百貨店小田原店としてオープン。イーストモールのイトーヨーカドー小田原店とともに「2核1モール」を形成し、ピーク時の2003年度には売上高162億円を記録した。しかしオープン初年度から赤字が続いており、2013年3月1日にはそごう・西武に統合し屋号を「西武小田原店」に変更。ロフトを導入するなどテコ入れを図った。2016年3月には売場面積を約11,000㎡に縮小したが、収益悪化に歯止めがかからず、2018年2月28日を以て閉店した。 ちなみに、市の中心部では地場百貨店「志澤」を前身とする志澤西武が営業していたが、売上不振で1998年8月に閉店している。　

#### 中部

##### 軽井沢店△
長野県北佐久郡軽井沢町千ヶ滝9 
1940年7月、箱根土地所有の分譲別荘地・千ヶ滝に、武蔵野デパートの名称で、夏季の2ヶ月間だけ営業する別荘客向けの店舗としてオープンした。この店舗は、木造ログハウス風の建物で、比較的スペースが広く、青果物、日用品雑貨、缶詰類などを取り扱い、1943年夏まで営業を続けた。なお、軽井沢分店は、名称においては武蔵野デパートと称したが、法人格上、すなわち取引の主体および決算において、武蔵野デパートの支店として取り扱われていたかどうかはについては明らかではない。
1956年6月、旧店舗近くの沓掛千ヶ滝地区音楽堂（太平洋戦争末期に海軍技術研究所が疎開）跡地に店舗を新設した。当初の数年は年間を通して営業したが、1964年から夏季営業に変更。建物は木造および鉄骨造の平屋で、主として食料品、日用品、土産物を販売した。1993年6月21日、コクドに売却され、7月17日に「千ヶ滝ショッピングプラザ」として新装オープンするが、1990年代末に閉店。その後、特に利活用はされず、そのままの状態が続いていたが、2014年に解体された。

##### 沼津店

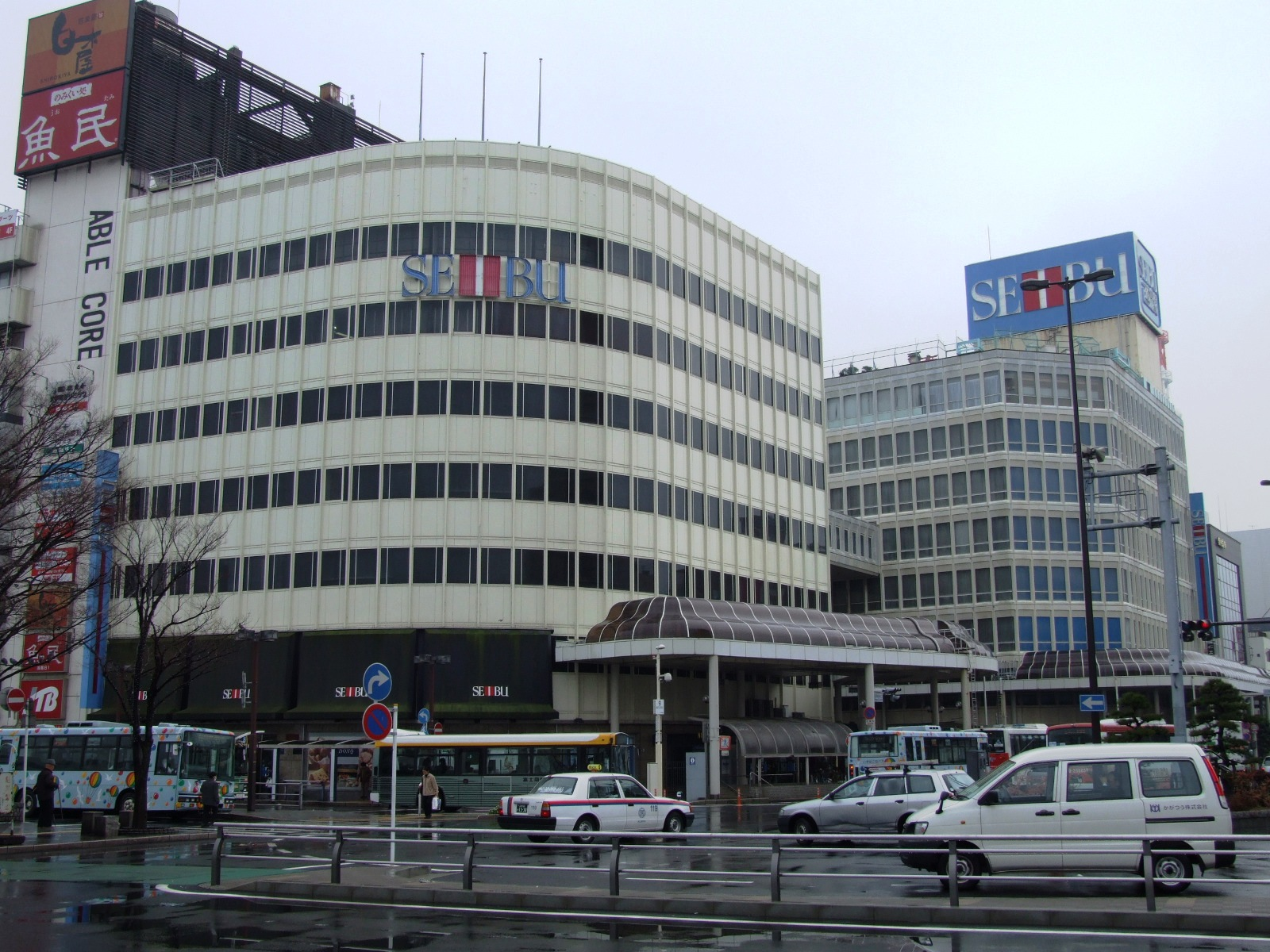
西武沼津店
（2013年1月31日閉店　画像は2009年2月撮影）

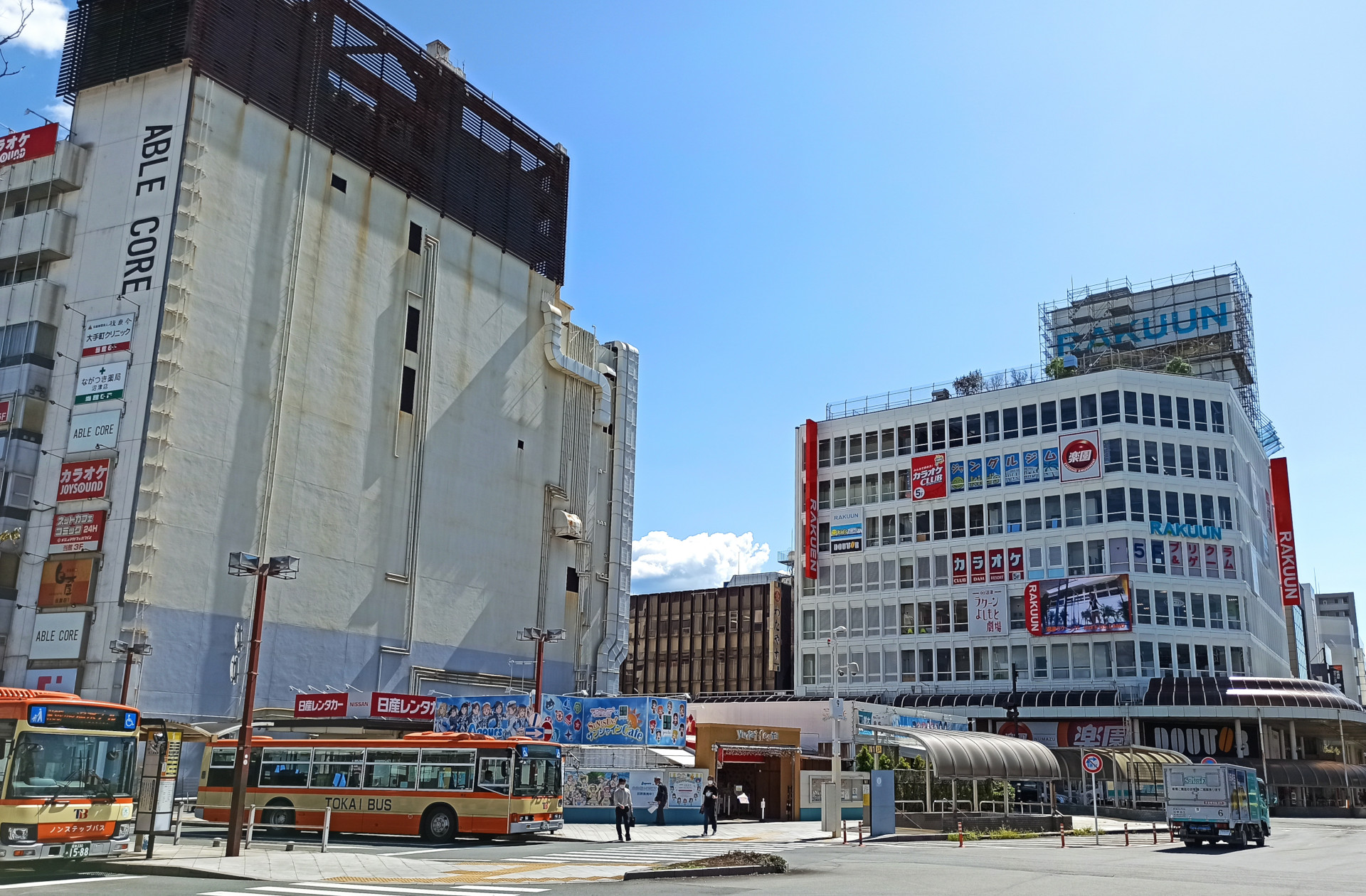
西武沼津店跡地。奥は新館を改装した「沼津RAKUUN」、手前が本館跡地の「雄大フェスタ」（2020年9月）

本館△：静岡県沼津市大手町3-1-1 沼津ビル 地下1階・地上7階 延床面積6,166.51㎡。
新館：静岡県沼津市大手町3-4-1 ニュー西武ビル 地下2階・地上8階 売場面積9,732m2。
地方都市への進出1号店であり、当時は鉄道グループと流通グループが袂を分かつ前だったので、鉄道の子会社・伊豆箱根鉄道が建設した「沼津ビル」（当初は地上5階建、のちに7階まで増築）を一棟借りして入居。1957年の開業時のキャッチコピーは「沼津で東京のお買い物を」であった。1971年に竣工した隣接の「ニュー西武ビル」を新館として増床し、両館の5階部分を連絡通路で結んだ。
沼津店は開店後、1976年までに13億円の累積欠損を出したが、1978年春には沼津駅北口にイトーヨーカドー沼津店が出店することになっており、競合は一段と激しくなることが予想された。このため、本部にプロジェクトチームが設置され、1年間にわたって検討が重ねられ、1977年7月に「沼津店リフレッシュプランについて」がとりまとめられ、常勤役員会で承認を得た。沼津店再建のためには、西友ストアーの店舗とする案や、西友とパルコの折衷とする案を含めて検討が加えられたが、百貨店形態は変えずに婦人ファッションの多層展開、紳士ファッションの強化、家具売場の廃止等を内容とするリフレッシュが試みられた。1978年7月にイトーヨーカドー沼津店は開店したが、その影響はほとんどなかった。店舗損益は急速に改善し、1979年度には、単年度で黒字経営となり、1982年度には累積欠損は解消している。
2001年、沼津市からの指名で西武百貨店は旧国鉄用地再開発ビル（現・イーラde）へ核テナントとして出店することとなったが、2003年1月末に突然出店を撤回した。当時、西武百貨店は系列の不動産会社・西洋環境開発の精算処理に伴い、財政事情を危ぶむ声や、各地で店舗を閉鎖しており、経営が不安視されていた。沼津店は外商が強く、また家賃は低額であったため、出店撤回後も老朽化したビルで営業は継続され、2005年には、本館・新館とも地権者負担による耐震化工事が行われた。だが、その後も売上の減少は続き、2009年からは毎年1億円の赤字が出るようになった。こうしたことからセブン&アイ・ホールディングスは撤退を決定、2013年1月31日に閉店した。沼津駅前は、2004年に丸井、2012年までに富士急百貨店も全テナントが撤退、これに加えて西武も撤退したことで大型店空白地帯となった。但し、外商部隊は残留し、富士宮市から伊豆地域の営業を続けていた。
閉店後、新館は浜友観光（現・浜友A.L.）が大宮店同様パチンコ店を含む複合商業施設として改修し、2014年4月11日、「沼津RAKUUN」をオープンさせた。他方本館は、2013年7月解体。跡地には翌年6月から沼津市で飲食業等を営む雄大株式会社がイベント広場「雄大フェスタ」として利用開始し（2016年11月より「ラブライブ!サンシャイン!! Sun!Sun!サンシャインCafe」を運営）、日産レンタカー沼津駅前店も店舗を構えていた。しかし、2024年には両店とも閉店。更地となった。

###### 三島ショップ
静岡県三島市一番町2-25（閉店） ※前述の、現在イトーヨーカドー三島店内で営業中の三島ショップとは別。

##### 静岡店
初代△：静岡県静岡市葵区紺屋町17-1

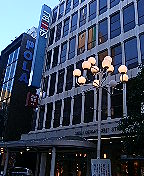
静岡店（2006年）

1956年6月、静岡駅真向かいに設立された静岡ホテル（大東館ホテルを伊豆箱根鉄道が買収したもの）の地下1階に「西武百貨店静岡分店」として出店した。のちに西武ストアーとなり、売場も1階、2階に拡大されていった。取り扱い商品は当初は雑貨品が中心で衣料品、電化製品も配置されていた。しかし、静岡店は1960年9月に、日興證券に売却することになり、増床直後であったが閉店した。跡地周辺には、紺屋町再開発事業に伴い複合施設「葵タワー」が建てられ、2010年に全面オープンしている。
2代目：静岡県静岡市葵区紺屋町6-7 田丸屋ビル 地下1階 - 地上8階 売場面積18,885m2。
1970年6月、静岡名物「わさび漬け」の製造販売会社である田丸屋が建設したビルに出店。ビルの所有は「株式会社主婦の店」。当時、大きな精力を注ぎ込んだ渋谷店の業績が上昇に転じつつあったことから、その開発の経験を参考に静岡店と翌年に出店した浜松店はミニ渋谷店の感を呈することになった。店舗の規模はほぼ半分で、渋谷店タイプの都会的センスを売り込めば良いと考えたが、直ちには受け入れられなかった。地方都市出店は、その地方の所得水準や競争構造から考えて低収益にならざるを得ないが、それに対応した低コストの運営システムを西武百貨店は持っていなかった。結局、単年度で黒字化を達成したのは、静岡店が1974年、浜松店が1978年だった。1980年3月、別館を開設するが、直後の8月16日に静岡駅前地下街爆発事故が発生、事故現場の建物が静岡店の正面に立地していたため、甚大な被害を受けた。
松坂屋、伊勢丹と並ぶ静岡を代表する百貨店であったが、売場面積は3店で一番小さかった。競争が激化する中、1998年の大型改装で想定顧客層を若い女性に絞ったが、売り上げの回復には至らず、2006年3月31日に閉店した。店舗は、森トラストグループ入り（2012年J.フロント リテイリング傘下となる）したパルコが引き継ぐことになり、改修を経て、2007年3月15日に「静岡パルコ」を開店している。

##### 浜松店△
静岡県浜松市鍛冶町15（現在の静岡県浜松市中央区鍛冶町15） 店舗面積約22,000m2。
1971年10月31日開店。1975年に増床し県内百貨店では最大の売場面積となった。1981年には30億円を投じ、改装・改築され、1階～8階の東側に東海地区でははじめてのシースルーエスカレーターを設置。またジャン＝ルイ・シェレルなどのトップデザイナーズ・ブティック、プレステージゾーンにはエルメス、ランバンなどのブランドブティックのほか、8階には音と映像の広場「City 8」が新設された。
売上高のピークは1991年度で約257億円。最盛期は老舗松菱と並んで市内随一の集客力を誇ったが、1988年の遠鉄百貨店開業以降、徐々に客足が遠のき、業績不振に陥った。1993年、浜松市により浜松店周辺地区を再開発する計画が決定、同店とパルコを2核としたザザシティ浜松構想が持ち上がったが、バブル崩壊によってセゾングループの業績が悪化していたため、パルコが出店を辞退。西武百貨店も売り上げ低迷を理由に浜松からの撤退を表明し、1997年12月25日に閉店した。その結果としてザザシティは核店舗のない状態で開業することになった。

##### 岡崎店

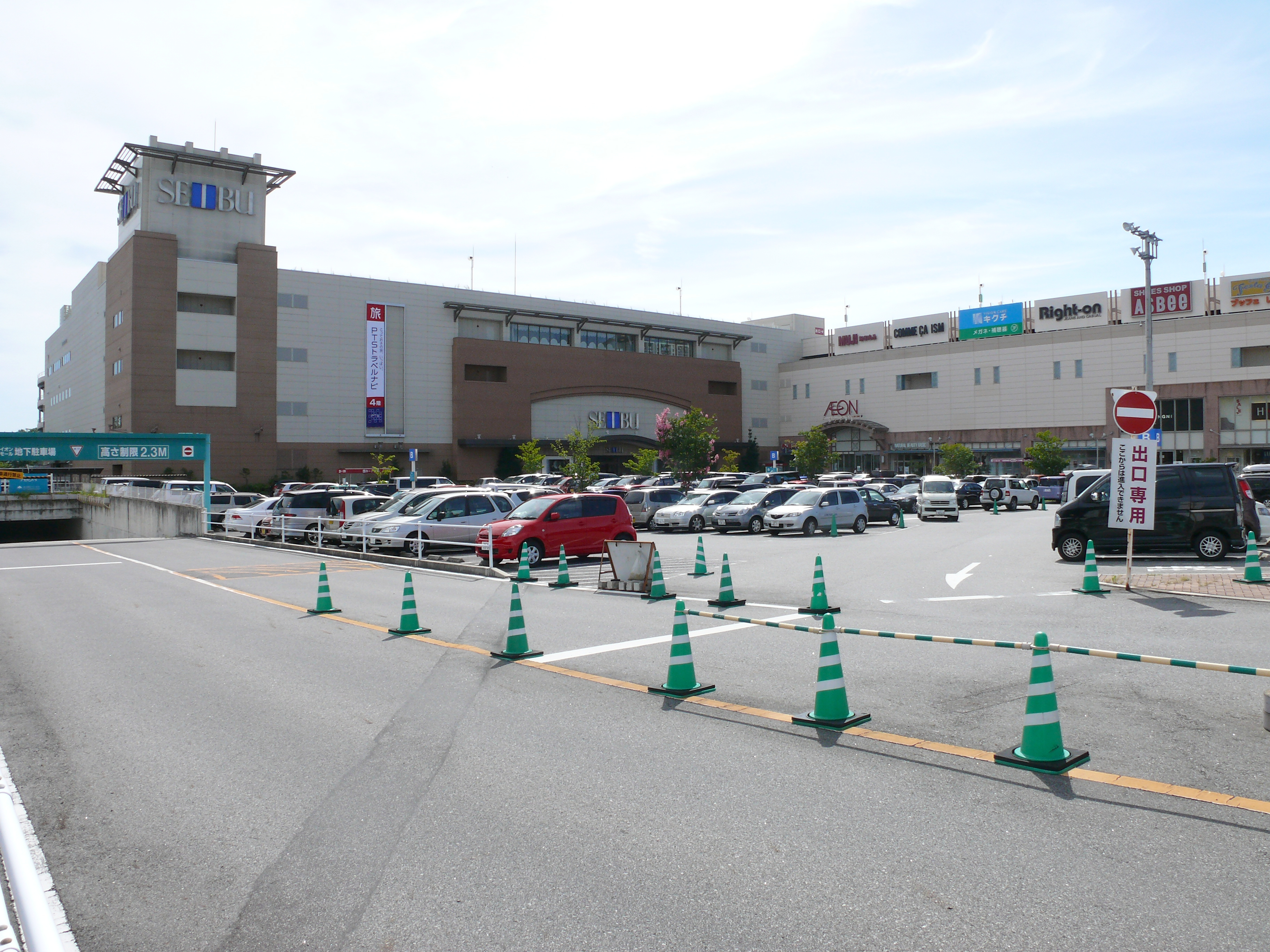
西武岡崎店

愛知県岡崎市戸崎町外山38-5 イオンモール岡崎 岡崎駅より名鉄バス戸崎町下車 売場面積15,387m2。
2000年9月22日開店。2020年8月31日閉店。
郊外型「2核1モール」。ミレニアム企画によるイオンとのコラボレーション第1弾として取り組んだが、実績が予算を下回ったため、浜北店など後続計画は撤回。以降はイオンモールへの出店はしていない。また、のちに西武百貨店自体がセブン&アイ・ホールディングスの傘下となったため、結果的にライバル企業のショッピングモール内に入居する形となっていた。イオンモールという集客力のある立地ということや小規模な店舗が買い物客を館内の隅々まで行き渡らせる効果を生み、ピーク時の2008年（平成20年）2月期には102億7300万円の売上を計上。一時期は西武百貨店の中でも優良店舗の一つに数えられるほどの店舗であったが、その後は売上が低迷していき、2019年（平成31年）2月期には84億4100万円の売上に留まっていた。2019年（令和元年）10月11日には売上の低迷を理由に閉店が発表され、2020年（令和2年）8月31日に閉店した。なお4階のロフトはリニューアルの上営業が継続となった。跡地にはイオンモール専門店街が拡張され1階にはジェイアール名古屋タカシマヤなど、2階にはユニクロやザラなど、3階には無印良品やダイソーなど、4階には営業継続のロフトの他ジョーシンが入居している。

### 西武百貨店関西
西武百貨店では、第一次多店舗展開から提携店戦略への展開に合わせて、関西地域への進出に関しても、西武百貨店が直接出店するのではなく、関西に企業を設立し、関西に定着した企業として店舗展開を行う方針に転じた。この方針に沿って、堤清二は、関西の有力な経営者を訪ね、新会社の設立発起人の引き受けなどについて、協力を要請した。こうした試みは好感を持って迎えられ、大屋晋三（帝人社長）、佐治敬三（サントリー社長）、日向方齊（住友金属工業社長）、弘世現（日本生命保険社長）、松下正治（松下電器産業社長）らが、堤、森田重郎と共に発起人に加わった。そして、株主には住友銀行、三和銀行、日本勧業銀行、三菱銀行から推薦を受けた33社が加わった。
この新会社は、1971年4月に「株式会社西武百貨店関西」として設立され、心斎橋パルコ、高槻店、大津店、八尾店、塚新店を順次出店。1982年2月、豊橋西武を吸収合併し、1989年3月、西武百貨店に合併された。

#### 心斎橋パルコ△
大阪府大阪市中央区心斎橋筋1-9-1　ルックスビル
地下3階、地上8階建てのビルを借りて、1971年12月にオープンした。東京、大阪、神戸の専門店60店が出店し、ヤングファッションを中心に、物でだけでなくファッション情報提供の場を設けようと、その運営はパルコではなく西武百貨店関西が行った。心斎橋は大丸、そごうの本拠地で関西百貨店誕生の土地でもある。その地区に西武百貨店の名前ではなくてパルコの名前で進出したのは、西武がこれまでの伝統的な百貨店とは違う、もっと新しい企業であるというイメージを大阪の消費者に持たれることを、「パルコ」に期待したためだと考えられている。
1991年3月、西武百貨店が百貨店事業の強化とチェーンオペレーションの構築に取り組むため、関西地区での拠点確保を目指していたパルコに心斎橋パルコを移管した。それまでパルコは心斎橋パルコについて一部販促面で協力関係にあったものの、まったくタッチしていなかった。したがって、パルコにとっては新規出店の扱いとなった。
2013年4月13日、心斎橋パルコがあった場所に建てられたビルに「心斎橋ZERO GATE」がオープン。

#### 高槻店

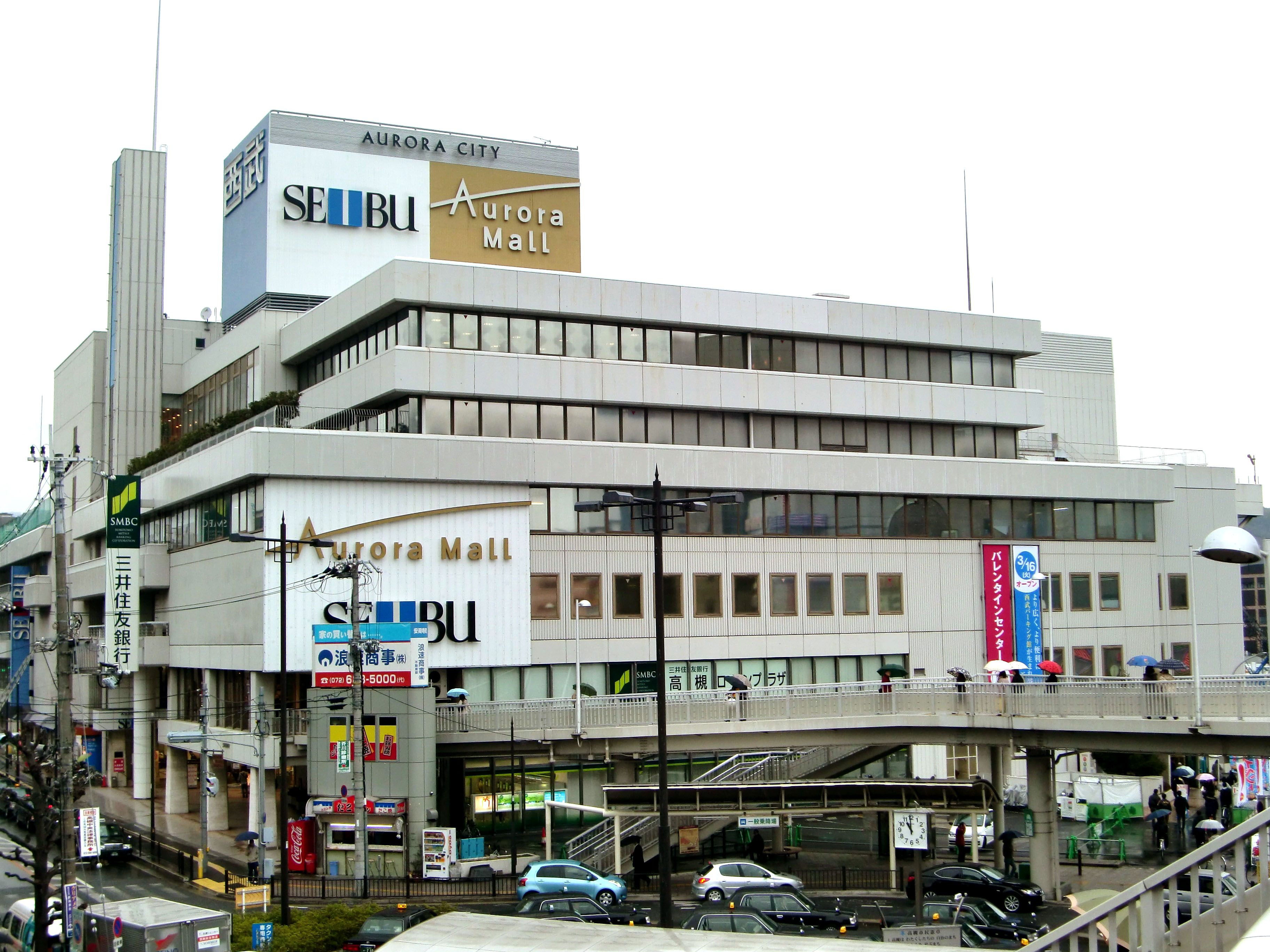
西武高槻店

大阪府高槻市白梅町4-1 JR高槻駅前 オーロラモール 売場面積38,964m2。
1974年11月15日、「国鉄高槻駅前再開発事業」の一環で建設された「西武タカツキショッピングセンター」の核店舗として開店。
大規模小売店舗法の制定を受け、直営売場を削って各フロアに専門店を入居させる試みを行った。フロアは地下1階が「暮しと味のフロア」、1階が「おしゃれ用品フロア」、2階が「婦人ファッションフロア」、3階が「きものと紳士のフロア」、4階が「住いと子供のフロア」、5・6階がスカイパーキング、鳥と花の広場、レストラン街で構成。主なテナントとして地下1階に関西スーパー、1階・2階に関西いとはん、4階にシアーズショップが入った。
当初計画では、1973年9月29日にオープンを予定していたが、その直前の9月25日、ガードマンの放火により、建物が全焼。西武百貨店の社員1人を含む6人が犠牲になった。西武百貨店とテナントを合わせて約32億円の被害となり、西武百貨店の被害は、火災保険金で補填できた。しかし、テナントの商品などについては保険でカバーできない部分があり、それについては西武百貨店関西が買い取ったことにして決済した。また、開店の遅れによって資金繰りが悪化するテナントにはつなぎ融資を実施している。
施設名称は「西武タカツキショッピングセンター」→「西武高槻ショッピングセンター」→「オーロラモール」と変遷。
事業譲渡
2017年5月11日、セブン&アイ・ホールディングスはエイチ・ツー・オー リテイリング（H2O）に西武高槻店およびそごう神戸店を譲渡することで基本合意。10月1日付けで2店の事業と不動産は、H2Oに引き渡された。
2019年10月1日付けで、グループの事業再編に基づき、西武高槻店およびそごう神戸店の事業は、エイチ・ツー・オーアセットマネジメントから阪急阪神百貨店へ移管。合わせて屋号も「高槻阪急」「神戸阪急」に変更された。このうち高槻阪急は、2023年10月6日、「高槻阪急スクエア」に再度屋号を変更、新装オープンした。改装では郊外立地のため、百貨店の売り場面積を全体の4割から2割に減らし、大型専門店を拡充。目玉は1階中央のキッズスペース。

#### 大津店△

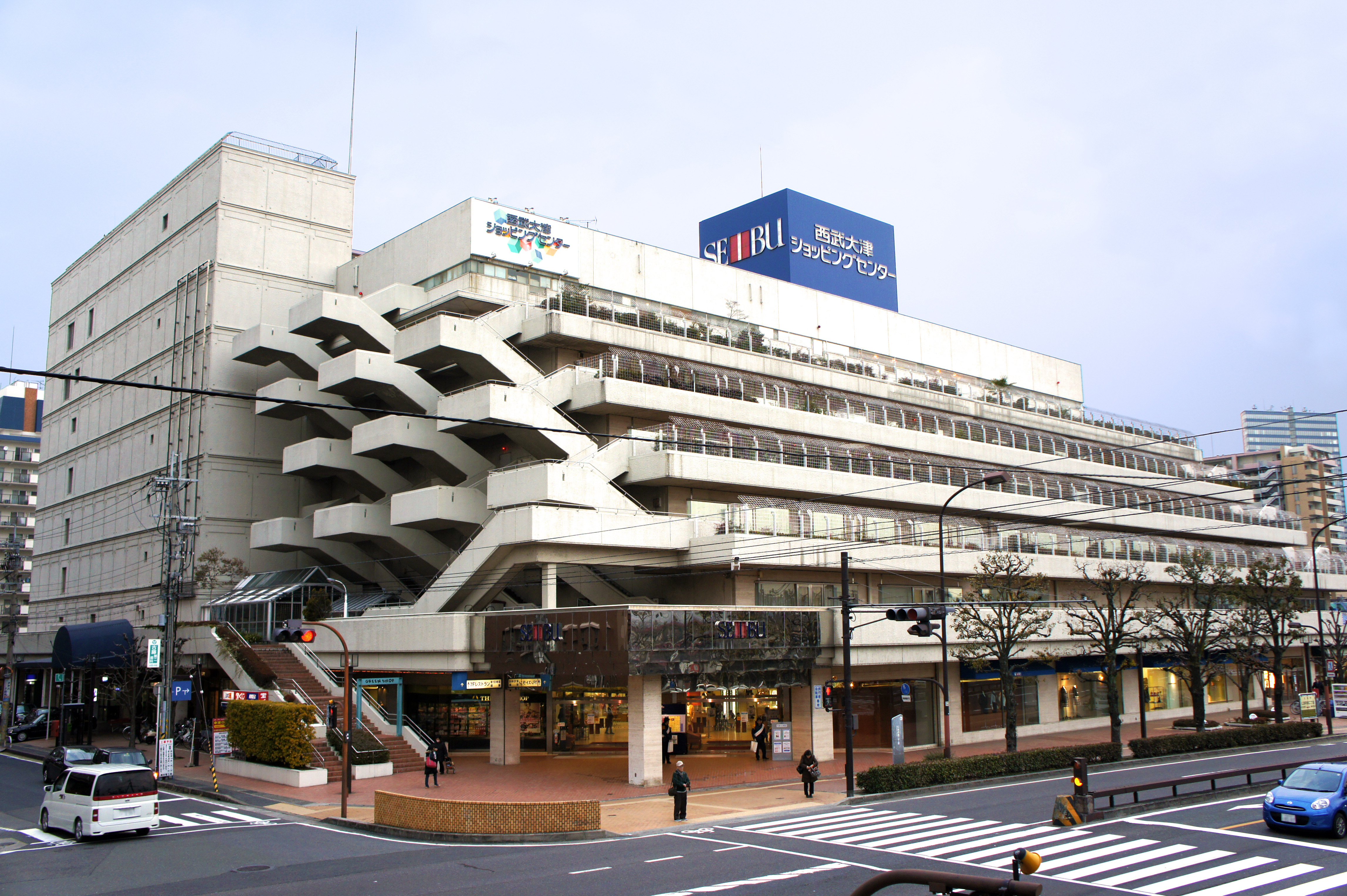
西武大津店

滋賀県大津市におの浜2-3-1 西武大津ショッピングセンター 京阪膳所駅から500m 売場面積28,364m2。
彦根市に県下初の百貨店として開店したマルビシ百貨店の閉店以来、約20年ぶりに開店した百貨店で、1976年6月18日にオープンした。大津市は京都市まで電車で10分の位置関係にあるため関西大手の進出が無かったが、西武グループ創業者の堤康次郎が滋賀出身（大津市名誉市民）ということで、セゾングループ初期に出店し、1996年には近隣に大津パルコも出店した（2017年8月末閉店、2018年4月27日にOh!Me大津テラスとして営業再開）。また、西武グループのプリンスホテルも同様の理由で、1989年にびわ湖大津プリンスホテルを琵琶湖畔のにおの浜に開業している。
建物は地下1階、地上7階建て。別棟3層。設計は菊竹清訓設計事務所、施工は竹中工務店が担当した。菊竹はだるまや西武（現・西武福井店）、八尾店（現・LINOAS）、軽井沢高輪美術館（現・セゾン現代美術館）、西友能見台店、西友大森店、銀座テアトルビル/ホテル西洋銀座（現存せず）、西武渋谷店LOFT館など、多くのセゾン系の建築設計を手掛けている。
西武百貨店関西としては3号店となり、高槻店と同様に郊外型ショッピングセンターのコンセプトが導入され、大津店をキーテナントに23の飲食店を含む専門店65店が出店。開業時は1階～5階が売場で、6階～7階には吹き抜けに面してレストランと多目的ホールを配置していた。3階から上の北側は駐車場。当初は、前面道路側に「パンタグラフ」と名付けられた別棟があった。建物の南側は階が上になるほどセットバックし、これによって各階にガーデンテラスが張り出し、それに面してショーウインドーが設けられていた。また東西両側には外階段があり、踊り場が支えもなしに浮かんでいるようなデザインは、菊竹による佐渡グランドホテル（閉館）などでも見られる。食料品売り場は1階。日用ユースにも対応。6階には2層吹き抜けのプラザがあり、三角形フレームの内側は当初、小鳥が飛び回る「バードパラダイス」だったが、しばらくしてペットショップに変わった。核家族の増加によって自動車が増加し郊外の住宅が増加したため、後年、マイカー需要に対応して幹線道路の沿道に大規模な駐車場を増設している。開店の広告キャンペーンは広く関心を呼んだ。不可解な打音とともに湖面から美女が浮き上がり、俳優の小松方正のナレーションで「琵琶湖に出た」という一言が入るCMは、第16回全日本CMコンクールにおいて、テレビCM部門（出版、娯楽、金融、保険、サービス業類）で最高賞のACC賞を受賞した。
2019年9月末の高槻店のリブランド以降は、関西地区で唯一の店舗となった。大津店は、ピーク時の1993年2月期の売上高は371億1,700万円に達していたが、郊外型のSCの出店が相次ぐなど経済環境の変化もあり、2019年2月期の売上高は99億7,200万円とピーク時の3割以下まで落ち込んだ。このため、運営するそごう・西武は「現状のままでは業績の改善を見通すことは困難」とし、2020年8月31日に閉店した。これにより、県内の百貨店は近鉄百貨店草津店のみとなり、大津店と岡崎店、そごう西神店の閉店により、関西・東海地方からそごう・西武の店舗は消滅した。土地と建物はそごう・西武が所有していたが、長谷工コーポレーションに売却され、跡地には、関電不動産開発などが分譲する京滋エリア最大という15階建て総戸数708の「シエリアシティ大津におの浜」が建てられ、2024年4月に竣工している。
2021年5月、大津店を舞台とした宮島未奈による小説「ありがとう西武大津店」（『小説新潮』2021年5月号）が第20回「女による女のためのR-18文学賞」で大賞、読者賞、友近賞を受賞。同作は宮島のデビュー作『成瀬は天下を取りにいく』（2023年3月15日発売、新潮社）に収録されている。

#### 八尾店

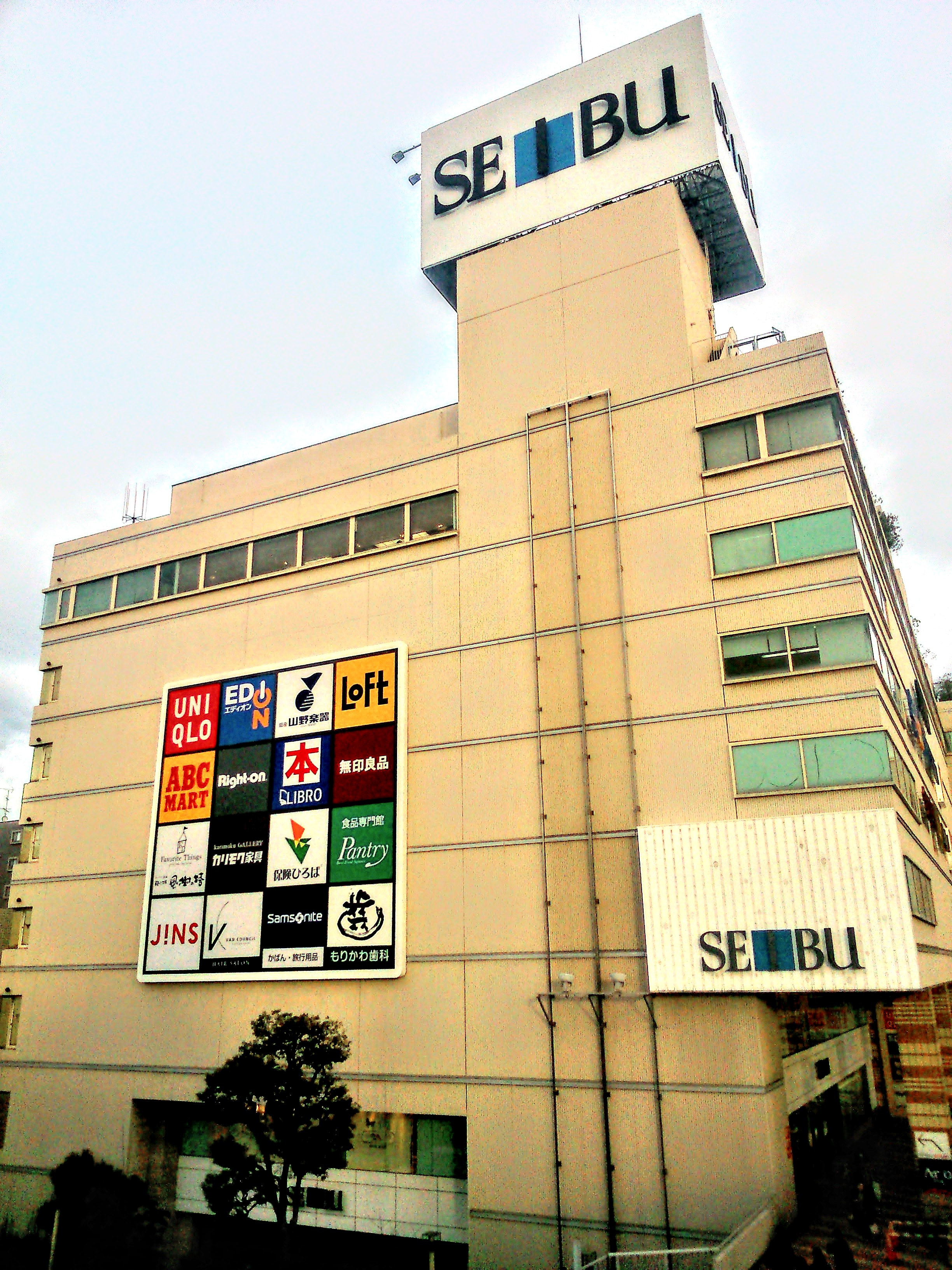
西武八尾店（撮影：2016年12月24日）

大阪府八尾市光町2-60 八尾ショッピングセンター（現・八尾光町駅前ビル） 売場面積38,169m2。
西武百貨店の10期計画のメインテーマである「80年代の情報発信基地」を店舗コンセプトに、八尾駅前再開発事業の一環として、八尾市都市開発が建設した「八尾ショッピングセンター」に西武百貨店関西が全額出資して設立した「八尾西武百貨店」と「西友ストアー」が核店舗として入り、1981年5月29日開店。
建物は地下1階、地上8階建て。左手には5階建て6層の駐車場（600台収容）も備えた。設計は菊竹清訓建築設計事務所、施工は竹中工務店が手掛け、河内木綿を基調とした店舗外観は菊竹、石井幹子、田中一光の3人がデザインしている。 店舗面積は41,224㎡(百貨店29,750㎡、量販店5,950㎡、専門店2,844㎡、レストラン街2,680㎡）。新しい街づくりの中のコミュニティセンターとして、合計6,600㎡の4つの広場（水時計の広場、まつりの広場、星座の広場、太陽の広場）と西武ホール（600㎡）を設置。フロアは、地下1階が食料品、1階が婦人雑貨、2階が婦人服、3階が紳士服・スポーツ用品、4階が子供服・呉服・高級雑貨、5階が家具インテリア・家庭用品、6階が趣味雑貨、7階がデイリーマート西友（西友八尾西武店）、8階がレストラン街で構成。このうちデイリーマート西友は、画一的なセルフ、集中レジ清算方式をとりやめると共に、地域に対応した価格と品揃えとした。開店時のイメージキャラクターはB&Bなどが務め、開店3日間の売上は10億円、人出は41万人を記録した。
2005年3月4日には、船橋店（2004年8月27日）、高槻店（2004年9月10日、オーロラモールへ改装）、筑波店（2005年2月）に続き、八尾店は百貨店を核に専門性の高いテナントで構成の「オーロラシティ八尾」としてリニューアルオープンを図り、テナントゾーンは「オーロラモール」と呼ぶことになった。加えて、翌年12月4日には、隣接するコクヨ工場跡地にイトーヨーカドー八尾店を核店舗とするアリオ八尾も開店した。駅北口から八尾西武まではペデストリアンデッキでつながっていたが、アリオ八尾の開店を機にそれが延長され、駅から八尾西武の2階を通ってアリオまで行くことが可能となり、セブン&アイ・ホールディングスによるシナジー効果を狙った「2核1モール」が形成された。以降も店舗を増築するなどして店内外の大規模な改修工事が継続的に実施され、2010年代に入ってからは八尾西武の名物であった「水時計」が撤去。ユニクロや無印良品などが入る専門店フロアを増やしていった。
しかし、グループの思惑とは裏腹にアリオにのみ顧客が集中し、相乗効果を得るどころか業績悪化の歯止めがかからず、2016年2月期の売上高は155億円とピーク時の約4割まで落ち込んでいたため、2017年2月末をもって閉店した。閉店後も一部テナントは営業を継続し、ビルを所有する八尾ビルディングと八尾市都市開発は、10～15億円を投じて店舗を改装。またザイマックスに施設の管理や運営を委託し、同年9月15日に「LINOAS」としてリニューアルオープンしている。

#### 塚新（つかしん）店
兵庫県尼崎市塚口本町4-8-1 つかしん 売場面積28,900m2（開業時）→8,260m2（縮小後）。
1972年、グンゼは兵庫県尼崎市にあった婦人用靴下工場「塚口工場」を業績不振のため閉鎖した。それと同時に、グンゼは専用のプロジェクトチームを作って、残された約20,000坪（60,000㎡）という工場跡地の再開発に踏み出していた。ちょうどその頃、関西進出を図るため、大阪を中心に各地で出店予定地を探していた西武百貨店が、この動きを察知。西武は早速、グンゼ側と交渉に入った。その結果、両社が合意した跡地の再開発計画が、百貨店、スーパー、専門店街からなるショッピングセンターの建設だった。「塚口プロジェクト」のスタートである。
だが、1977年10月から始まった、地元7市1町商店街（尼崎、伊丹、芦屋、川西、西宮、三田、宝塚の7市と猪名川町）との商業活動調整協議会（商調協）での審議で、塚口プロジェクトはスーパー部門の削除、百貨店ならびに専門店街の売場面積の大幅な縮小を要求されたのである。西武百貨店と地元商店街との交渉は難航につぐ難航で、交渉開始から6年後の1983年8月にようやく合意に達した。しかも西武百貨店は、大幅な譲歩を余儀なくされていた。スーパー部門を削減された上に、百貨店の営業面積は当初の計画の4分の3（28,900㎡）に、専門店街は約半分（14,000㎡）に、と開発計画は大幅に縮小されたのである。
塚新店は、西武セゾングループが構想段階から12年の歳月をかけ、総力を結集してつくりあげた「つかしん」の核店舗として、1985年9月27日開店。「街づくり」によって生まれる新しい商業施設の命名を西武から依願された糸井重里は、最終的に「塚口新町」「塚口新村」というふたつを新しい名称の候補として上げてきた。それを見た堤清二は、塚口に出来た新しい村という意味の「塚口新村」の方を採用した。ところが、関西では地名を約めて呼ぶ習慣があることから「塚新」、つまり「つかしん」と呼ぶことにしたのである。つかしんは広大な敷地の中央に伊丹川が流れ、それを挟んで東ゾーンに西武百貨店、つかしんホール、西ゾーンには、ガーデンレストラン、ヤングライブ館、生鮮館、手づくり館、飲み屋横丁、グンゼスポーツ、コミュニティチャーチなどが並び、つかしんモールが両ゾーンを結んだ。斜行式エレベーター「つかしんケーブル」が話題となり、開業当初は物珍しさで集客し、同時期に開業して規模も大差ない京阪百貨店守口店や近鉄百貨店橿原店と共に郊外型百貨店のプロトタイプとして注目されていた。初年度は年商目標を266億円（百貨店198億円、専門店<飲食含む>68億円）とし、オープン当日は、周辺地区から120,000人ものお客がつかしんに押し寄せた。
しかし、つかしんはレジャー要素が優先したため、地域密着型の京阪守口店や近鉄橿原店に比べてすぐに飽きられてしまい、売上高もピーク時の1987年には280億円を計上していたが、その後、大きく落ち込んでしまった。これは「直下型立地理論」（中心市街地、つかしんの場合は梅田から10㎞圏には大型百貨店が成立しない）及び庶民的な地域特性を無視したショッピングセンター作りを目指した失敗例とされている。またイトマン事件において西武百貨店が「闇の紳士」許永中との不正な絵画取引を問題視される中で、同店外商課長が偽造の鑑定評価書を「西武百貨店塚新店美術部」名義で乱発していたことが報じられ闇の事件の舞台となったことも、店のイメージを大きく傷付けることとなった。
2002年9月、西武百貨店は経営不振が続く塚新店を立て直そうと、無印良品、ユニクロ、ミドリ電化（現・エディオン）、ダイソー、コープこうべをテナントに招いて売場面積を開業当初の約3割に当たる8.300㎡に縮小し、塚新店はテナントの一つとなり、百貨店から専門店ビル「リボン館」に転換を図った。しかし、それも郊外型ショッピングセンターとして中途半端なものとなり、その1ヵ月後に2kmほど北側のJR伊丹駅前にジャスコを核とする大型ショッピングセンター「ダイヤモンドシティ・テラス」（現・イオンモール伊丹）が開業すると、完全にとどめを刺された格好となった。こうしたことから、2003年2月に主力行などから2,300億円の金融支援を受け、6月にそごうと経営統合し、不採算店の整理を進めていた西武百貨店は、つかしんの敷地を所有するグンゼが温泉を中心とする施設への改装計画を進めていることにあわせ、塚新店を撤退することに決め、2004年5月9日に閉店した。
つかしんは、グンゼ開発の子会社であるつかしんタウンクリエイトが引き継いで運営することになり、大規模なリニューアルを経て、2006年4月に「グンゼタウンセンター つかしん」と改称し再スタートを切った。塚新店の閉店で、一時、尼崎市からは百貨店がなくなったが、JR尼崎駅前のキリンビール工場の跡地に建設された「あまがさきキューズモール」の核テナントとして、阪急阪神百貨店が運営する「あまがさき阪神」が、閉店から5年後の2009年10月20日に開業している。

#### 豊橋店△
愛知県豊橋市駅前大通1-55
1931年「丸物豊橋支店」として開店。戦後、駅前移転の際に分社され「豊橋丸物」となり、映画館「丸物会館」（のちの豊橋西武東宝）が併設された。1973年4月、資本提携により「豊橋西武」に改称（豊橋丸栄、長崎屋の進出に対抗のため）。同年11月、新館増築。1983年2月、西武百貨店関西に吸収合併。1989年3月、会社合併により西武百貨店に移管された。
経営破たん後の「私的整理に関するガイドラインに基づく再建計画成立の再建計画」で函館店、ams西武仙台店、川崎店とともに不採算店リストに載り、2003年8月10日閉店。4店合計250人の正社員が全員解雇された（希望退職募集等の実施は無かった）。跡地は、2004年7月に地元のガステックサービス（サーラグループ）が土地を取得し再開発事業に着手。2008年8月11日、複合ビル「ココラフロント」が開業。

### 西武北海道
1988年3月、新たな事業展開に向けた経営基盤の強化を目的に、札幌の五番館と旭川西武が合併し、「株式会社西武北海道」を設立。1989年に小樽の大国屋、翌年には函館西武も傘下に入る。1997年、西武百貨店に吸収合併。
西武北海道は、札幌店、 旭川店、函館店の店舗事業を中心とする事業展開を行うとともに、釧路での営業部展開、北見、岩見沢を含めた道内10ヵ所でのサテライト活動等、広域な北海道マーケットに対応した事業拠点形成に取り組み、レジャー、サービス、住宅、文化など様々に事業も同時に展開した。

#### 旭川店△
北海道旭川市1条通8丁目右1号 旭川駅前 売場面積30,043m2。
A・B館から構成され、まずB館が1975年8月8日に西友グループの「北海道西友旭川店」として、次いで1979年9月15日に北海道緑屋が「旭川ams」をオープンした。一般公募によって決定したamsという名称は「旭川、緑屋、SC」頭文字からとったものだった。1980年10月、西武とamsの間が3本の連絡通路で結ばれる（地階、5F、9F（amsは8F））。
1981年9月1日、対等合併して社名を「北海道アムス西武」とした。建物名称は「旭川西武西武館・アムス館」に変更。当面は改装を行わず両館の営業時間は統合前のままとし、西武館は休業しているがアムス館が営業している日があった。以降順次、小規模な改装を行い、両館で取り扱っていた売場を集約していった。
1982年10月2日、旭川エスタの開店前に、大改装を実施。文化の香りのするデパートをテーマにアムス館を婦人服中心の女のA館、西武館は紳士服、子供服、趣味雑貨の男のB館としてリニューアルを行い、営業時間を統一。リニューアル完了を受け、1983年に社名を「旭川西武」に変更。1988年3月にグループ再編により「西武北海道」旭川店となった。1992年9月、競合相手である丸井今井旭川店の増床を控え、1982年以来の大リニューアルを実施した。
閉店
2009年2月、親会社のセブン&アイ・ホールディングスは札幌店と旭川店が不採算であるため、閉店を検討していると報じられるが、7月に丸井今井旭川店の撤退が決まったため、新たに丸井今井の客を取り込めると判断され、旭川店は一転存続することになった。その際、旭川空港ターミナル売店も丸井今井に代わって引き継ぐことになったほか、ルイ・ヴィトン等が西武へ移転、その結果、大幅な売上増となり前年比プラスが数年続いた。2009年10月～2011年11月かけ、B館は所有者によって耐震工事が行われ、合わせて展望エレベーターのガラスリニューアルも実施。2014年8月、旭川市によって買物公園の西武側に雨雪避けのキャノピーが設置された。
その後、2015年3月に旭川エスタ跡地に出店したイオンモール旭川駅前や郊外型商業施設の大規模改装、さらには札幌への顧客流出等で商業環境が激変し、大幅な赤字を計上する事態となった。このため、将来的に赤字からの脱却を見出すことができないとして、2016年9月末で閉店した。東日本大震災以降、節電のため屋上看板は夜間点灯されていなかったが、閉店日までライトアップされている。閉店前の9月16日～30日には、「西武旭川店41年の歩みと思い出のエッセイ展」を開催。『櫻子さんの足下には死体が埋まっている』の特別エピソードがパネル展示され、エッセイ展寄稿者には同エピソードが収録されたブックレットが贈呈された。
跡地については、A館の土地はドラッグストア大手のツルハホールディングスが購入し、2021年9月に「ツルハ旭川中央ビル」が竣工した。B館跡地は土地建物を地元の前田住設が取得。同社は当初B館をリノべーションしてインバウンド向けホテルなどを想定していたが、建物の構造上、リノベは無理と判断され解体。ホテルが入る複合商業施設が予定されている。

#### 札幌店△

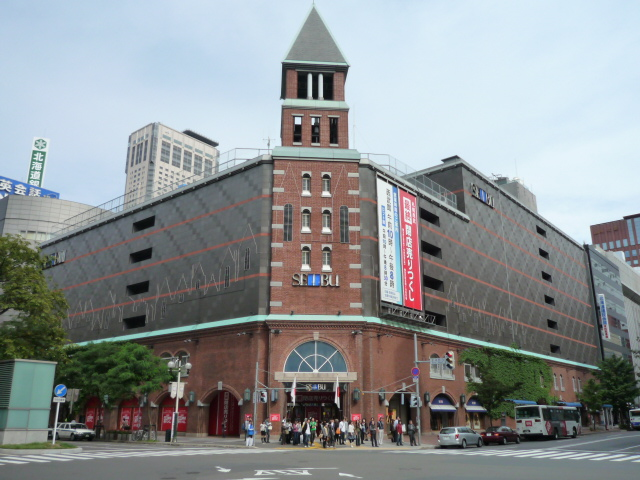
閉店セール中の札幌西武（旧五番舘西武）

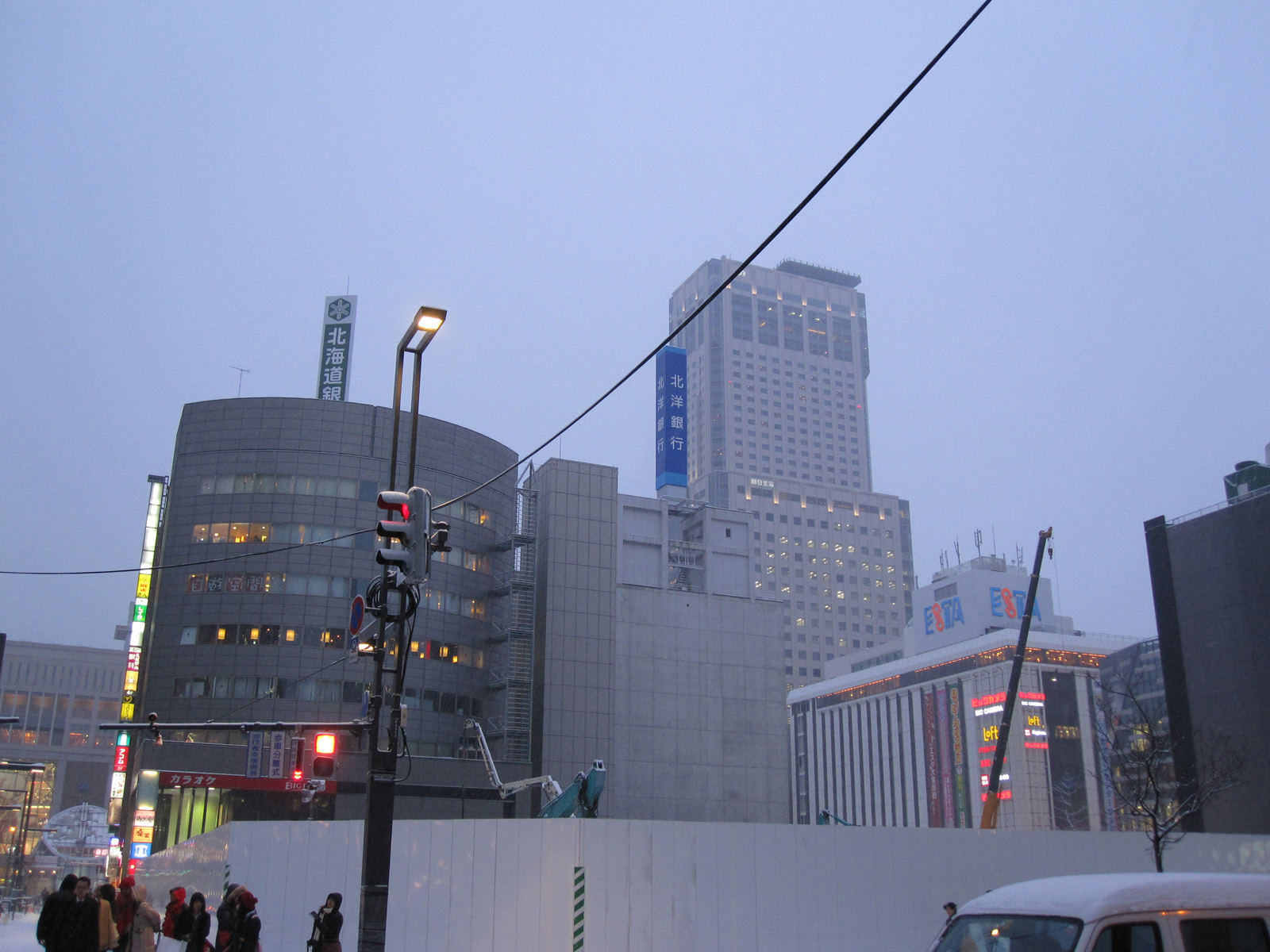
解体後の札幌西武跡地

北海道札幌市中央区北4条西3丁目3-1 売場面積28,924m2（A館+B館）。
地場百貨店「五番館」は、1889年の創業で名門中の名門として知られてきたが、東急札幌店、札幌そごう、三越札幌店といった大手デパートが相次いで増築したり、新築したりする中、五番館は競争力が低下していた。
1946年に初代社長小田良治の養子である小田直司が3代目社長の座に就いたが、1960年頃から札幌を離れ、東京に在住し、営業は総支配人に任せていた。1979年に初めて欠損を出し、この前年には髙島屋にテコ入れを頼み、常務ら6人の進駐軍を受け入れるが効果がなく、次のパートナーをさがしていたところ、ダイエーが名乗り出た。ところが、1981年5月に覚書を交わしながら2ヶ月後に五番館側の意向で解消。一転して西武百貨店との間で提携交渉が進められ、1982年2月、西武百貨店と商品供給、情報提供および人材交流などをなどを骨子とする業務提携を締結、土地、建物などを含めセゾングループの買収するところとなり、経営もすべて移った。
五番館西武に
1990年6月13日、3年間をかけた改修・新築工事を終え、「五番館西武」として開店。とんがり屋根に赤レンガの外壁を持つユニークな百貨店となった。設計は坂倉建築研究所、施工は伊藤組土建。本館（A館）ではエルメスやアルマーニなど海外ブランド、西武プライベートブランドの婦人服が人気を呼び、新築されたB館では道内の百貨店では扱っていない文房具や美術・工芸品が注目を集めた。西武になって一時的に業績は上がったが、間もなくバブル崩壊に直面。売上高のピークは1991年度だった。
札幌西武に
1997年8月26日、「五番館」の看板を外し「札幌西武」として新装オープン。従来型の百貨店として出店計画を進める大丸札幌店との競合を避けようと、迎え撃つ西武側は30億円を投じ、主に働く女性をターゲットとした「ファッション専門大店」と改装。違った特徴を打ち出した。これと同時に、名称も全店改装に伴うイメージチェンジの一環で変更されている。
改装は先行して若い女性向けに改装した有楽町西武に倣い、地下2階、地上8階の札幌西武のうち、1階から5階までをすべて女性向けの商品を扱う売場とした。有楽町西武との違いは食品売場を地下に残したことだった。なお、B館は先立って3月に書籍、雑貨を扱う「ロフト館」としてオープンし、五番館の名は7階の『五番館赤レンガホール』として残された。1998年2月期決算では、売上が約260億円と、前期を7.8%を上回り、6期ぶりの増収となり、前年8月末に若い女性に照準を絞った店舗の大幅リニューアルが功を奏した形となった。
札幌市内百貨店業界は当時、丸井今井が地域一番店として不動の地位を保ち、幅広い顧客層の支持を得ていた。売上2位は三越札幌店で高所得層に強みを発揮していた。3番手が東急札幌店、4番手の西武は「ファッション専門大店」として顧客数を絞り込み、売上増を目指した。しかし、2003年に大丸札幌店と若者に照準を絞った専門店「ステラプレイス」を核とするJRタワーが目の前に進出し、情勢は一変。西武の戦略は裏目に出た。この結果、競争力が著しく低下したとして、2009年9月30日に閉店した。
閉店後、土地・建物はヨドバシカメラに売却され、跡地周辺では、ヨドバシホールディングスなどが再開発ビルの建設を計画し、2028年夏の完成を目指している。

#### 函館店

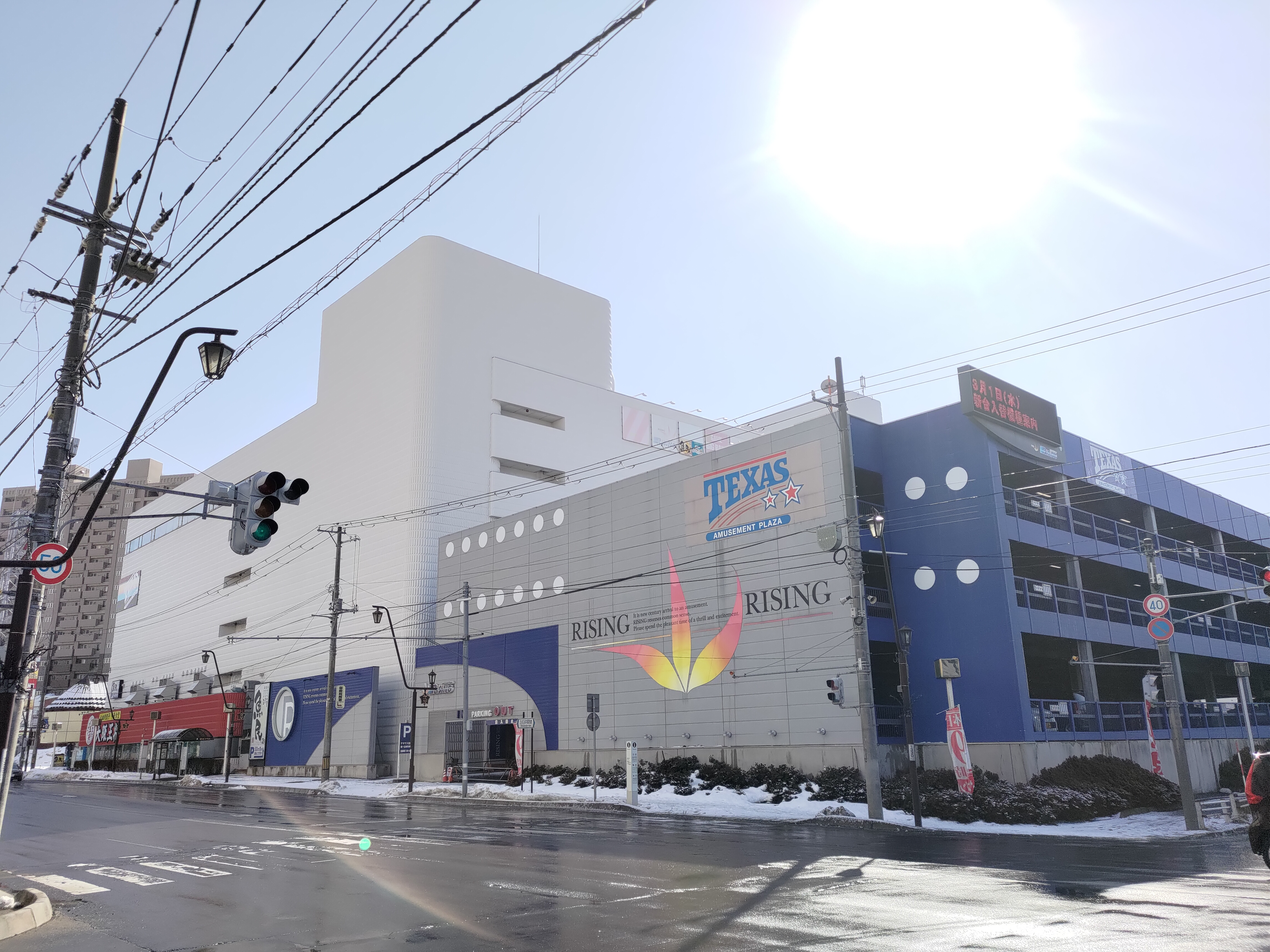
函館西武の跡地に開業したテキサス函館（旧・パボッツ函館）

北海道函館市梁川町9-3 地下1階・地上6階・ 売場面積13,000m2。
1981年3月6日、西友の百貨店事業部の管轄下、独立法人「函館西武」として開店。建設地は、函館市交通局梁川車庫跡地と、これに隣接するボウリング場跡地だったが、函館トヨペットの創業者である河村澤治が巴興産を創立し、梁川車庫跡地を取得。函館の新しい商業立地を創出していこうと西友を誘致。これを西友に譲渡、百貨店としてオープンさせた。函館では棒二森屋、丸井今井函館店の老舗百貨店が戦前から営業していたが、函館西武の開店に先立って、1980年8月から9月にかけ、長崎屋函館店、イトーヨーカドー函館店が並列同時出店。商業環境が急変するなかでのオープンであった。
建物の設計は坂倉建築研究所、施工は東海興業が手掛け、大沼の白鳥を模したその姿は高い評価を得て、第23回（1982年）BCS賞を得た。連動する駐車場ビルは、1,200台の収容能力を持つ道内一のマンモス駐車場といわれ、店の周囲には、函館の市木イチイ、それにポプラを植樹。開店当日の一日店長は、和泉雅子と田中裕子が務め、開店3日間の来店客数は、ざっと20万人、売上も3億円を超えた。
函館西武は開店当初から遊休知美を備えた新しい形の百貨店といわれていた。交通アクセスとして函館バスや市バスなどの乗り入れ導入も実現、積極展開を図ったが、2回にわたるオイルショックのあとの低迷期に遭遇、店づくりの試行錯誤に加え、五稜郭副都心の一部とはいっても、中心街から離れた梁川町に立地する問題もあり、その成果は必ずしも報われなかった。すこし都会的過ぎるとか、あるいは百貨店のイメージとスーパーのイメージの中間であるとか、高級性を打ち出そうとしているが、なかなかそこまでもいかないとの声や、土着性に欠けるなどいわれていた。
西友百貨店事業部主導の現地法人としてスタートした函館西武は、その後、親会社の西友に吸収され、西友百貨店事業部直轄の百貨店となった。1990年9月から西武百貨店グループの「西武北海道」の一店舗として札幌の五番館、旭川の旭川西武とともに一体的な運営のもと、本格的な百貨店経営により、新たな観点から店舗の構成、品揃え、従業員の教育まで見直され、最終的には西武百貨店直営店となった。だが、西武百貨店全体の再建計画のなかで、不採算店舗として、2003年8月10日に閉店した。
閉店後、建物はエスシーシー（西友系不動産管理会社）が運営する複合娯楽施設「パボッツ函館」（2013年7月1日に「テキサス函館」に変更）に改装され、2005年12月23日にオープン。地下1階・5階・6階は閉鎖された。
フロア構成
地下1階「味の街フロア」、1階「おしゃれ雑貨とヤングファッションのフロア」、2階「ブティックのあるレディスファッションフロア」、3階「子供・ベビーとメンズファッションのフロア」、4階「住まいと暮らしのフロア」、5階「ホビーとカルチャーのフロア」、6階「大催事場と食べ歩きの街」、屋上「プレイランド」であった（1988年前後）。
地下1階「味の街フロア」では生鮮食料品・一般食料品、全国銘菓などのほか、インストアベーカリーやフードコートも設置。6階「大催事場と食べ歩きの街」にあったレストラン街（建物北側・東側）では、多いときは9軒ほど出店していた時期があった（ローストビーフの店「鎌倉山」、銀座「寿司田」、ファミリー食堂「ファミリーレストランせいぶ」など）。
2000年代に入ると5階の「ホビーとカルチャーのフロア」に無印良品が出店。2001年6月には西武百貨店の主力ブランドであるラルフローレンの売場を2階から1階に移動拡大、ヤングからキャリアゾーンの強化を図った。さらに9月には、1階化粧品売場を全面リニューアル。売場面積も2割増の明るく、ゆったりとしたスペースとなった。

### 西武北陸
1988年3月1日、福井のだるまや西武と富山西武の対等合併により「株式会社西武北陸」を設立。同時に小松西武の運営は西友から西武北陸に移管された。西武北陸は、北陸3県を事業エリアに百貨店のほか、無店舗販売システムの整備強化やソフト商材の充実などに加え、個性化多様化に併せ、サテライトショップを新設、複合化による生活総合情報産業としての体制を整えていった。
同社は、福井、富山各店舗を中心に活動を続けたが、同じ北陸地区の石川県には本格的な店舗を持つに至っていなかった。このため、特に金沢を戦略エリアと設定し、会社発足と同時に金沢営業部を開設、12月には金沢市の中心部片町にベネトンを中心とした路面店の1号店をオープンさせた。また金沢国際ホテルの経営権を西洋環境開発が取得するなど、グループ一体で金沢攻略を進めた。
1993年、西武百貨店に吸収合併。

#### 富山店△
富山県富山市総曲輪3-4-15 総曲輪再開発ビル 地下1階 - 地上8階 売場面積12,470m2。
1973年10月設立の西友ストアー北陸を母体にし、同社が72年の火災が起きた地区を中心に建てられた総曲輪再開発ビルに、1976年7月2日富山店を出店。開店初日には約10万人が訪れ、売り上げは1億円を記録。1日店長は岩下志麻が務めた。1980年に社名を富山西武に変更。翌年、西友の百貨店事業部による運営だった富山店は、西武百貨店の直営となり、百貨店グループのだるまや西武と一体的に運営していくことになった。1986年11月に富山西武は、累積赤字を一掃し経営基盤を強化することを目的に、西武百貨店富山を設立し、営業権を新会社に移管。富山西武の累積債務は西武流通グループによって処理された。
富山店は、大和富山店とともに市中心街の有力店として成長し、1993年2月期の年商は175億5,000万円に達していた。しかし、市郊外に進出したショッピングセンターの攻勢などから2005年2月期の売上は67億4,900万円に落ち込み採算が悪化。この結果、2006年3月31日に閉店した。
閉店後、跡地は永らく放置されていたが、2013年2月「総曲輪3丁目地区市街地再開発準備組合」が発足。大和ハウスによりプレミストタワー総曲輪などが入る複合施設が建てられ、2019年5月に竣工した。建物は1階から4階までを商業施設、5階が業務施設、6階から23階を分譲マンションとし、総事業費は約156億円。このうち約60億円は国、県、市からの補助金があてられた。

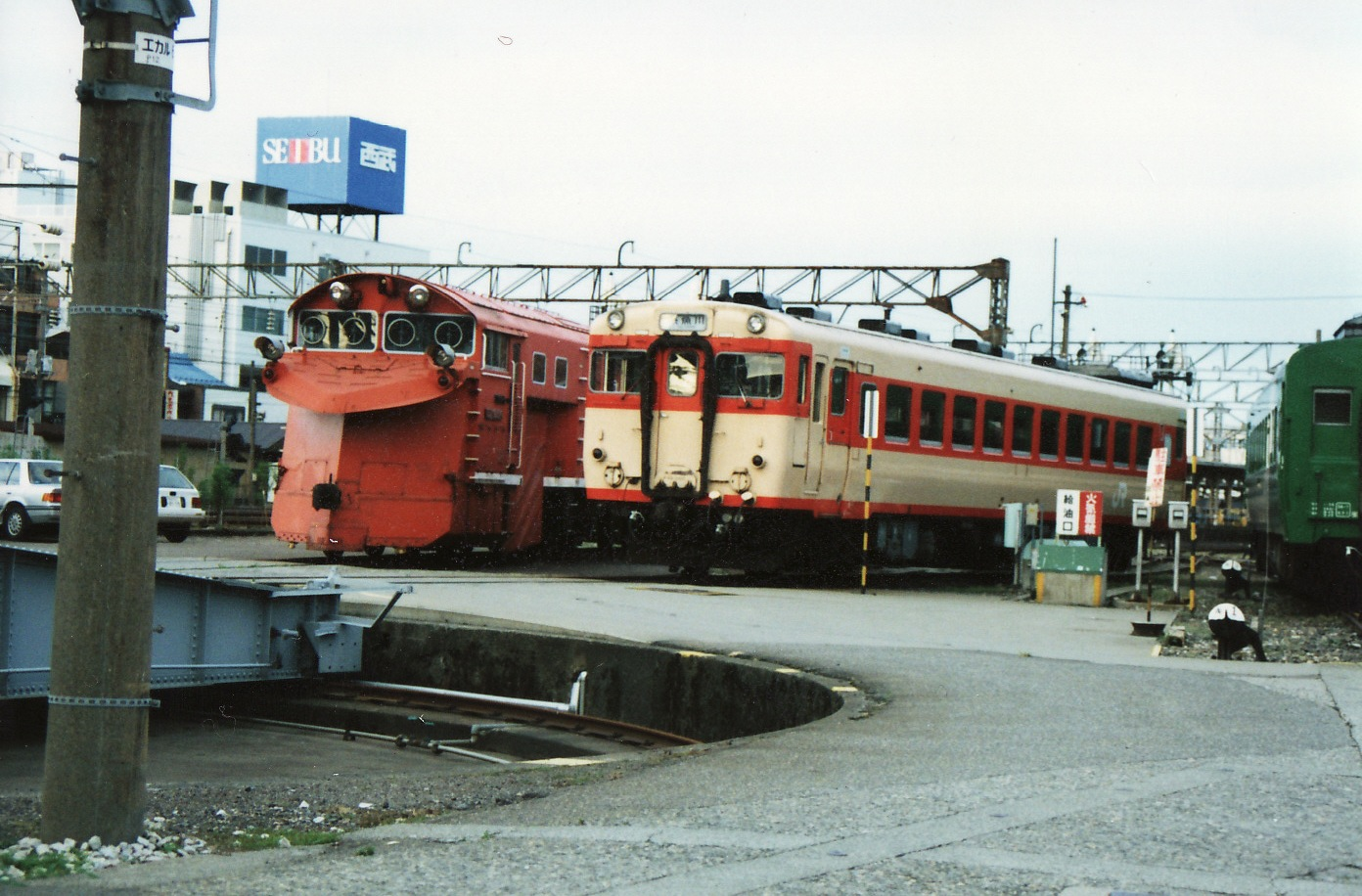
糸魚川列車区の撮影画像（1989年）。西武の広告塔が確認できる

##### サテライトショップなど
1982年6月の高岡ショップを皮切りに、1984年11月には魚津、1987年10月黒部、1988年11月砺波、1989年7月には糸魚川のサテライトショップをそれぞれオープンさせた。このうち糸魚川ショップは、店舗面積約200m2。屋上には、当時西武の看板広告塔が設置されていた。1990年代に閉店。
このほか、1988年8月に無印良品ショップ、12月にベネトン・ザ・マーケット複合店、1989年5月にはシトロエンのショールームに喫茶機能をプラスしたAXショップもオープンさせている。

#### 小松店△

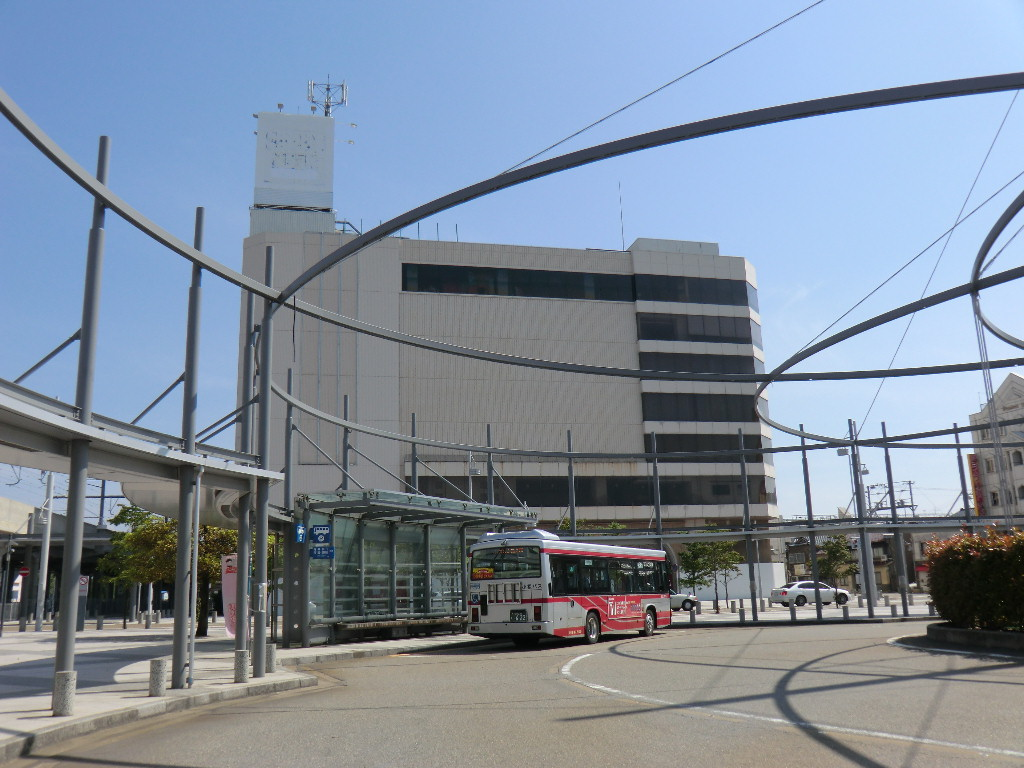
小松店跡地

石川県小松市土居原町10-10 尚成ビル 地下1階 - 地上8階 
1975年12月、西友ストアー北陸が小松駅前に竣工した尚成ビルに小松店を開店。1983年、西友が運営する西武店業態の「小松西武」に転換した。
だが、小松西武は、元々商圏が小さかったことに加え、駐車場が60台と少なく、郊外にオープンしたショッピングセンターに客が流れ、累積赤字が100億超に昇っていたことから、20年間の賃貸契約満了を機に、1996年12月25日に閉店した。空いたビルは、大和が買い取り約60億円を投じ改装したうえで、1998年3月21日に小松大和を出店した。しかし、売上の減少傾向に歯止めがかからず、また耐震補強などに多額の費用が必要と算定されていたこともあり、2010年6月25日を以って閉店した。
閉店後、建物は大和が解体、土地は4億2000万円で小松市に売却され、跡地には、2017年12月1日に「公立小松大学中央キャンパス」や「ホテルグランビナリオKOMATSU」などが入る複合施設「こまつアズスクエア」が開業している。

### 西武中四国
セゾングループの進出空白地域である中四国への拠点づくりのため、広島を中四国の最重要拠点として位置づけ、1989年3月、地域進出戦略会社として設立。広島市に本社を置いた。
1994年広島市で開催のアジア競技大会までに再開発するという広島市の方針よる広島駅前出店（頓挫）を核店舗と位置づけ、開発業務を主体に活動した。一方、四国での既存店舗高知、とでん西武を統括し、資本提携店舗の徳島・丸新の経営改善を柱とした営業基盤づくり、その他中四国主要都市である高松、徳島、福山等への進出を目指し、中長期戦略の実践を主眼とした。

### 西武東北
西武百貨店の東北地域における店舗開発と店舗運営、商事事業の展開などを業務内容とし、1990年2月に設立。仙台市に本社を置いた。仙台物件の開発（頓挫）のほか、秋田の本金西武、青森の松木屋を統括した。

### その他

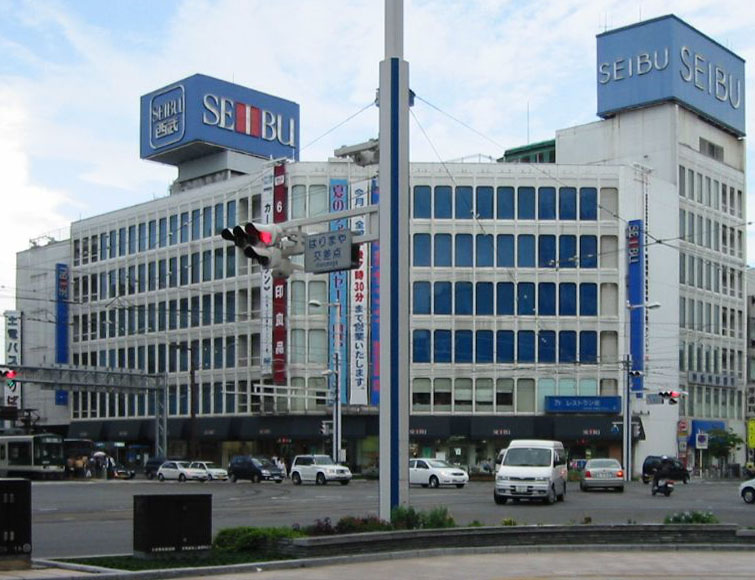
高知西武（2001年）

#### 高知店△
高知県高知市南はりまや町1-8-1
1958年3月、土佐電気鉄道がバスターミナルと商業施設等を併設した「土電会館」としてオープン。1971年10月20日、西武百貨店と提携を結び、同社の主宰する日本百貨店共同仕入機構（のちの日本百貨店経営協議会）に加盟。資本提携に基づき、1973年11月30日に「とでん西武」、1992年4月19日に「高知西武」と改称した。2000年12月に高知駅裏に「イオン高知ショッピングセンター」（現・イオンモール高知）がオープンしてからは、客足を奪われ、2002年12月25日に閉店。運営は1986年まで「株式会社とでん西武百貨店」、1989年6月12日までは「株式会社西武百貨店関西」、以降は直営だった。
閉店後、建物はバスターミナルとして2005年11月10日まで使用されたが、翌年6月に解体。跡地は永らく放置されてきたが、2011年4月28日、延田エンタープライズが「パチンコ123はりまや橋店」を核とする複合ビルを開業。

#### 有楽町西武

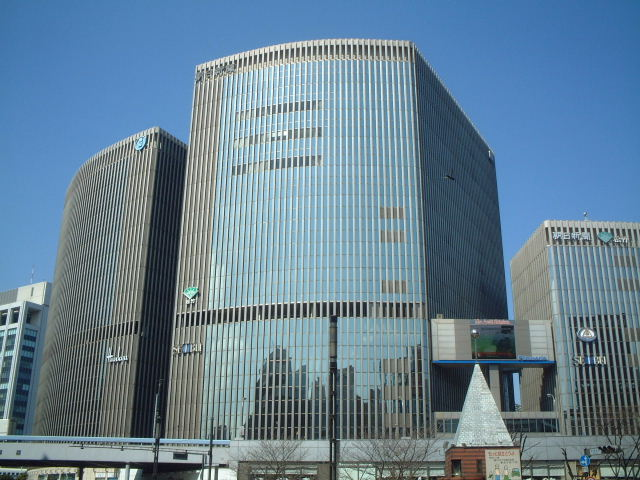
有楽町マリオンに存在した西武有楽町店（現：ルミネ有楽町）

東京都千代田区有楽町2-5-1 有楽町マリオン 店舗面積15,576㎡（A館+B館）。
西武百貨店は渋谷への進出を果たしたあと、東京での代表的な繁華街である銀座地区への進出を目標とした。西武百貨店はすでに1982年に母店である池袋店が念願の年間売上高日本一の地位を獲得していたが、イメージ産業でもある百貨店業界では、営業実績だけで一流の評価を評価が得られるわけではない。所詮、池袋にある大きな百貨店にすぎなかった。名実共に一流百貨店の地位を確立するには、小売業の檜舞台と言われる銀座、日本橋への出店がどうしても必要条件だった。この目標は、朝日新聞東京本社、日本劇場、丸の内ピカデリーの跡地に建てられた有楽町マリオンへの出店で実現した。有楽町マリオンは、有楽町西武と有楽町阪急が核店舗として入り、5つの映画館と国際会議場などから構成される複合ビルとして誕生した。当初は西武単独出店を予定していたが、東宝がグループ会社である阪急百貨店の数寄屋橋からの移転を主張したため、2社で分け合い、同店は松竹サイドへ入居する形となった。
堤清二は新聞インタビューで「銀座の西武百貨店で買い物をして、西武特急で軽井沢へ向かうことが夢だった」と語っていた。当時、銀座には三越、松坂屋など老舗百貨店をはじめ松屋、数寄屋橋阪急、名鉄メルサ、プランタン銀座の6店舗がひしめきあっていた。さらに銀座に隣接する有楽町には、有楽町そごうがあった。その超過密地帯へ西武が新たに出店することは、地元商店街にとって大きな脅威であった。そのため地元商調協は、西武の出店に対して、いくつかの足枷をはめた。少なくとも開店後5年間は銀座近辺で新たな出店は自粛するという約束をとりつけ、西武が当初予定していた「銀座西武」の店名は使わないことを出店の条件にしたのである。結局、西武は出店を実現するため、店名を「有楽町西武」へ変更せざるを得なくなった。
1984年10月6日、有楽町西武は「生活情報館」のテーマを掲げてオープンした。店舗面積12,845㎡、地下1階、地上8階で2階部分（銀行）を除く8層を占有。銀座・有楽町地区の各百貨店のなかで下から2番目の小型店だった。松屋の3分の1の規模というコンパクトの店であったが、本格的な複合ビルとして誕生したこともあって、いわゆる"マリオン現象"と呼ばれる話題性を提供し、マスコミでも「百貨店 銀座戦争 火ぶた」として取り上げられた。なお、有楽町西武は、西武百貨店100%出資で建設されたが、地元に密着した店づくりや運営方針と、店舗を活用した外商的な新規事業の展開などから、別会社方式が採られた。この従来の百貨店の半分以下しか売場面積のない新しい百貨店の目玉は、クレディセゾン、西武オールステート生命の抵当証券や生保・損保の金融商品、西洋環境開発の国内外別荘・住宅販売、ヴィーヴルが提携した地中海クラブによるバカンス情報、チケットセゾンの映画・演劇のチケット販売など、セゾングループ各社が参加したさまざまな非物販ビジネスが集められた8階の「セゾンスクエア」だった。
1987年10月3日、建設が進められてきた地下2階、地上8階のマリオン新館のうち、地下1・2階、地上1～4階の計2,731㎡を増床オープン。この新館をB館と呼び、これまでの館、A館と合わせて建物の器としてはトータルで完成し、合計店舗面積は15,581㎡となった。新館B館は、1～3階がインテリア・住空間関連、4階が美術関連のフロア。地下1階は全フロアを酒とつまみの空間「酒蔵」とし、世界75カ国の銘酒3,500種類を集め、地下2階には、入会金30万円の会員制高級サロン「URAKU（ウラク）」をオープンした。
食料品・インテリア売場を廃止
1995年3月、オフィス街に近く、売上の4割以上が、勤めを終えて帰宅する途中の女性客の買い物で占められていたことから、約15億円をかけ、若い女性向けを主体とした衣料品や雑貨などの専門店に改装しオープンした。この改装で、食料品やインテリア用品売場をなくし、男性向けの商品は一部残したが、商品全体の約70%を女性向け衣料品、約25%をハンドバックなど婦人向け雑貨にあてた。
1997年2月1日付で、「女性のニーズをとらえ、新しい発想と女性の皮膚感覚をより積極的に採りいれる」との狙いから、38歳の女性を店長に起用。2001年10月1日からは、平日の開店時間を30分遅らせ午前11時半に変更。木曜までの平日は午後8時半まで営業し、周辺の勤め帰りの団塊ジュニア世代の女性を取り込みたいと意気込んだ。
閉店
有楽町西武は開業当初は28万人が来店し、1985年度の売上高は198億円、86年度は223億円と順調に伸びたが、投資額は西武百貨店としても異例の最高額であったこともあって、黒字化するのには相当の努力が必要である。と『セゾンの歴史 変革のダイナミズム 下巻』にも記載されているほどだった。堤の高級志向「感性商法」は必ずしも実売には結びつかず、初期投資を回収できないままの累積赤字が膨らむ状態に陥り、1999年1月には、同様に累積赤字を抱えていた川崎西武百貨店ともに、有楽町西武は西武百貨店に統合された。上述の通り、地下食料品売場を廃止して、「ファッション専門店化」を試みるなどしたが、それも起死回生には繋がらず、結局、2010年12月25日で閉店するに至った。
後継テナントは、優先交渉権を得たルミネが、2011年10月28日に「ルミネ有楽町」をオープン。駅ビル内の「エキナカ」に商業施設を展開してきたJR東日本初の本格的な「エキソト」店舗となった。また先行して10月15日には、ルミネ開業に合わせて有楽町阪急もリニューアル。男性ファッション専門店「阪急MEN'S TOKYO」をオープンしている。

#### 川崎西武
神奈川県川崎市川崎区日進町1-11 川崎ルフロン 地下1階～地上10階に展開。売場面積は22,900㎡。
有楽町西武などと同様、別会社「株式会社川崎西武百貨店」を設立して、1988年3月11日開店。丸井川崎店（13,500㎡）、43の専門店と同居。のちに西武百貨店が直営化するが、業績不振のため、2003年8月10日閉店。 こののち、丸井川崎店も商業環境の変化を受け、2018年1月14日を以って閉店している。後継として、ヨドバシカメラ、ライフ、カワスイ 川崎水族館などが入居。

#### 神戸店
兵庫県神戸市中央区東川崎町1-3-3 神戸ハーバーランドセンタービル　売場面積は25,000㎡。オフィス棟地下2階～5階、ホテル棟2階～4階、店舗棟地下1階～5階に展開した。
西武百貨店が全額出資の運営子会社「神戸西武百貨店」を設立し、1992年9月1日開業。翌月には、同じ再開発街区に阪急百貨店子会社が開設した「神戸阪急」も開業。2店は、神戸ハーバーランドの街開きと同時にオープンし、港を一望できる観光スポットとして注目された。
神戸西武は、JR神戸駅前に立地するうえ、地下街のデュオこうべを通じて直結するという好立地を生かし、「21世紀へ向けての街づくりの拠点」として店作りを行った。だが、阪神高速3号神戸線や国道2号に地上の動線を遮られ、旧来からの繁華街である新開地地区や三宮・元町地区から離れていることもあり、客足は伸び悩み、業績も振るわず、結局、1994年12月25日に閉店した。
入居していた神戸ハーバーランドセンタービルの商業棟は、運営会社や核施設の変更と共に「神戸ハーバーサーカス」→「ビーズキス」→「ファミリオ」と変遷を繰り返し、2014年7月以降は「ハーバーセンター」として営業している。

### 小型店
- 西武橋本ショップ

アリオ橋本1階、2012年3月2日開店。2016年8月28日閉店。
- 西武仙台泉ショップ

2013年4月27日開店。
アリオ仙台泉2階、宮城県仙台市泉区泉中央1-5-1
小型店形態だが、西武百貨店としては、2003年のams西武仙台店の閉店以来、約10年ぶりの出店。2016年9月19日閉店。
- 西武上尾ショップ

アリオ上尾1階、2013年6月29日開店。2017年1月29日閉店。
- 西武松本ショップ

アリオ松本、2011年12月16日開店。売場面積420m2。2017年1月29日閉店。
- 西武鷲宮ショップ

アリオ鷲宮1階。2012年11月22日開店。2017年2月26日閉店。
- 西武葛西ショップ

イトーヨーカドー葛西店2階（東京都江戸川区東葛西9-3-3）。2012年10月5日開店。
- 西武立場ショップ

イトーヨーカドー立場店（神奈川県横浜市泉区中田西1-1-15）。2012年4月27日開店。売場面積310m2。
- 西武大和鶴間ショップ

イトーヨーカドー大和鶴間店2階（神奈川県大和市下鶴間1-3-1大和オークシティ）。2012年10月25日開店。
- 西武上田ショップ

アリオ上田、2011年4月21日開店。
- 西武拝島ショップ

イトーヨーカドー拝島店2階（東京都昭島市松原町3-2-12）。2012年3月2日開店。2017年8月27日閉店。

### 西武百貨店以外が運営していた店舗

#### 西友（百貨店事業部→SEIBU事業部→大型店事業部運営）

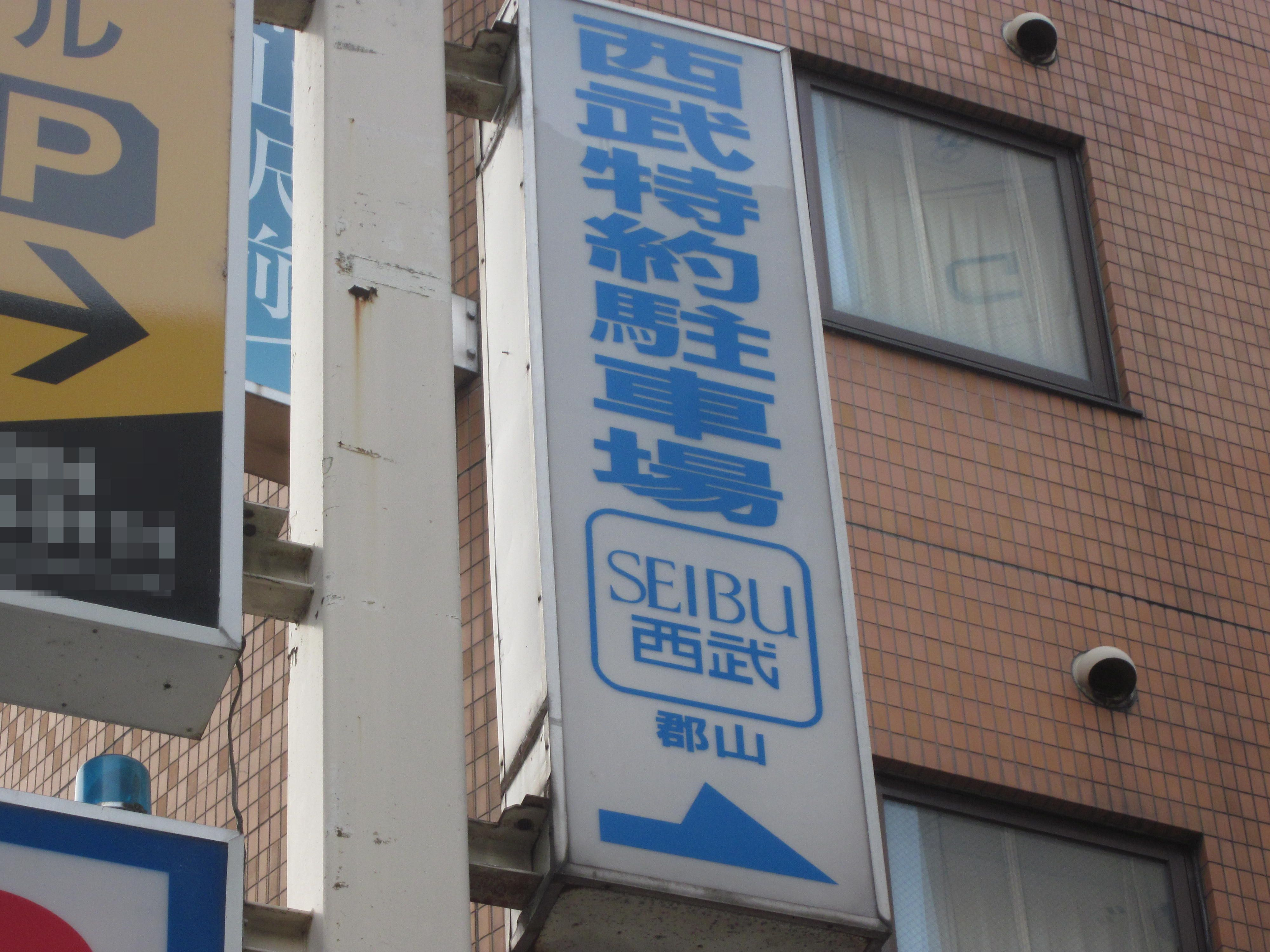
西友郡山西武店特約駐車場看板（2012年1月9日撮影、現在は撤去）

西友の地方各都市への出店は、1973年12月に清水店（静岡県）、1974年6月に大分西友（大分県）、1975年4月に中込西友甲府店（山梨県）、同年6月に前橋店（群馬県）、同年9月に郡山店（福島県）、同年12月に小松西友（石川県）と既定方針に従って続けられた。しかし、これらの地方核都市への出店はほとんど成功せず、大分西友はのちにパルコに業態転換された。
1975年6月の常務会では「大型店について」のテーマで地方大型店の再建、さらには新規出店の方針が立ち入って検討された。常務会で審議された問題点の主なものは、次のようであった。各店舗ごとに、そのマーケットの特性も競合条件も異なるのに、画一的な店舗企画がとられ、そのうえ地元には百貨店ニーズがあるのに、商品構成の面でそれに応えられなかった。また地方店の場合、経験者が不足しており、しかも地方店店長の評価が低いという問題もあって人材が不足している。人材の不足はバイヤーにもあるし、商品部の大型店担当にも機能不足がみられた、ということであった。
こうした問題点の指摘が行われた結果、その対策の方向は店舗企画、商品構成、仕入れなどについて、西武百貨店のノウハウを吸収する必要があるということになった。そして、店舗名称についても郡山西武、小松西武などのように「西武」を用いて、百貨店イメージを出すことが考えられたのである。この方針に従って、1976年7月に富山西武が新規開店し、9月に長野上田店を上田西武、前橋店を前橋西武、11月に郡山店を郡山西武に改称したうえで、改装開店が行われた。また1975年4月に中込甲府店として開店した甲府店も、1979年3月に甲府西武として改装開店した。さらに新規開店としては、1977年6月に春日井西武（愛知県）、1978年4月に旭川西武、同年9月に藤沢西武、1981年3月には函館西武がオープンし、こうした展開を踏まえて、百貨店事業部が設けられた。この「西武」を用いた店舗では、西武百貨店と同じ意匠や包装紙などを使用していたものの、ローマ字タイプの「SEIBU」の「I」部分のロゴの配色も異なり、緑色を使用した（西武百貨店は赤・青）。
西武百貨店は、1985年から地域事業部制を導入し、東京・関西・東海は西武百貨店が統括し、さらに北陸、北海道、東北の各事業部を置いて、地域ごとに多業態を統括する組織改革行った。そして、とでん西武と八尾西武を西武百貨店関西に合併し、その後、札幌の五番館と旭川西武を合併して西武北海道、だるまやと富山西武を合併して西武北陸、松木屋各店と本金西武を管轄する西武東北などを、つぎつぎと設立していった。さらに西友が展開していた百貨店業態の間でも事業を再編し、小松西武、函館西武、本金西武を百貨店傘下に移管した。他方で、西武百貨店関西が経営していた心斎橋パルコをパルコに、高級食品スーパーのハウディ西武を西友に移管した。
1998年、西友は当時全国に13店あった「西武」を使用した百貨店業態の大型店を10月末の光が丘西武を手始めに、衣料品や食料品に重点を置いた「ニューGMS」に転換。名称も「LIVIN」に統一し、2000年8月までに「西武」の名称を廃止した。これによって、販売効率の高い日用品の比重を高めると同時に、ファッション性も高めることで、若者や家族連れを中心とした顧客層の拡大を目指し、百貨店の共通券が使えないなど、グループの西武百貨店との間で生じる顧客の混乱を解消することも狙った。
- 旭川西武店 △
- 函館西武店
- 郡山西武店
- 水戸西武店 △
- 前橋西武店
- 錦糸町西武店
- 光が丘西武店
- オズ大泉西武店
- 田無西武店
- 藤沢西武店 △→「クリオ藤沢駅前」
- 甲府西武店 △
- 上田西武店 △
- 小松西武店 △
- 富山西武店 △
- 春日井西武店（ザ・モール春日井）
- 宝塚西武店
- 姫路西武店（ザ・モール姫路）
- 小倉西武店（ザ・モール小倉）

- ams西武三軒茶屋店

#### セゾングループ内から運営委託を受けていた店舗

##### クレディセゾン
- ams西武仙台店
- ams宇都宮店 △

- 志澤（小田原市）

##### はやしべ
- WALK（ウォーク）はやしべ（長野市）

#### 西武百貨店と資本参加した地方百貨店
- 松木屋（青森県青森市）△：青森・むつ・十和田の3店舗が存在した
- 大国屋（北海道小樽市）△

## 日本国外の店舗
2023年12月時点、「SEIBU」ブランドの海外店舗はインドネシアとマレーシアに合計3店ある。そごう・西武による自社直営や資本参加はせず、現地企業に商標を貸してテナント誘致や店舗運営ノウハウ提供で協力し、売上高に合わせてライセンス収入を得る契約で、リスクを抑えながら収益を確保する戦略をとっている。「SOGO」（そごう）もある国では、より高級な店舗とすることで棲み分けを図っている。

### 現存する店舗

#### インドネシア

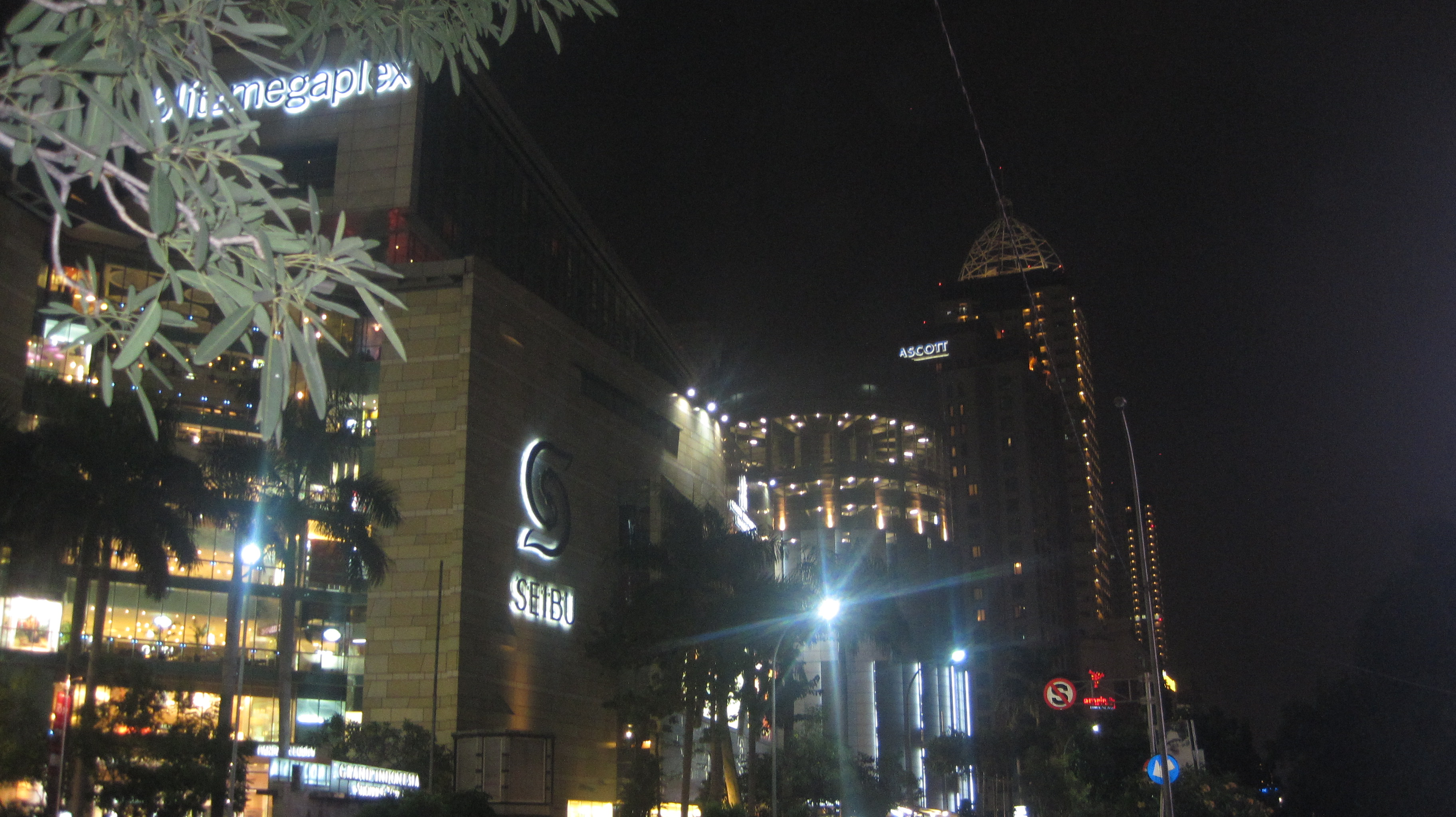
SEIBU グランド・インドネシア店

インドネシア西武：Seibu Department store, Indones
- 初代：1996年、西友とインドネシアのA.ラティーフ（ALatief Corporation）が合弁会社を設立、ショッピング・センター「パサラヤ・ブロックM」（Pasaraya Blok M.）に出店したが、撤退。
Jl. Iskandarsyah II No. 2, Melawai, Kebayoran Baru, Jakarta
跡地はA.ラティーフが「パサラヤ・グランデ」（Pasaraya Grande）として営業している。
- 2代目：2007年5月 香港西武（迪生グループ）の現地法人で、そごう・西武の資本は入っていない。
ショッピングモール「グランド・インドネシア」（Grand Indonesia Mall）に出店。
Grand Indonesia Mall, Jalan M.H. Thamrin No.1, Jakarta, Indonesia
地下1階 - 地上4階。売り場面積27,000m2。

ポンドック・インダー・モール3（PIM3）店
2022年開業。

#### マレーシア

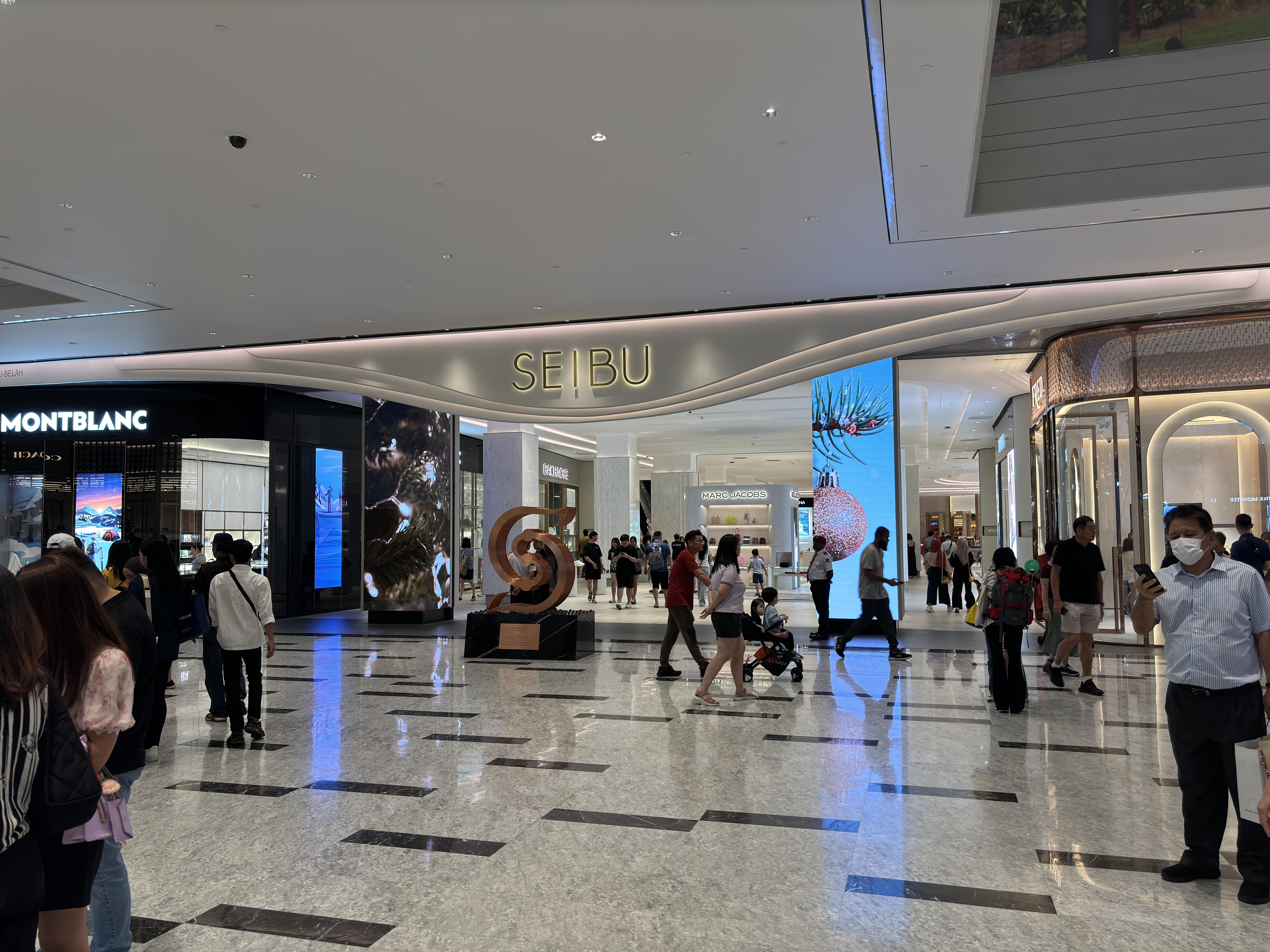
SEIBUザ・エクスチェンジ　TRX店

マレーシア首都クアラルンプールの国際金融地区トゥン・ラザク・エクスチェンジ（TRX）のショッピングモールザ・エクスチェンジ TRXに「ザ・エクスチェンジ TRX店」」を2023年11月29日に開店した。高級ブランド品のほか、日本食が多いデパ地下、プラモデルなどサブカルチャー系専門店などが営業している。

### 過去存在した店舗

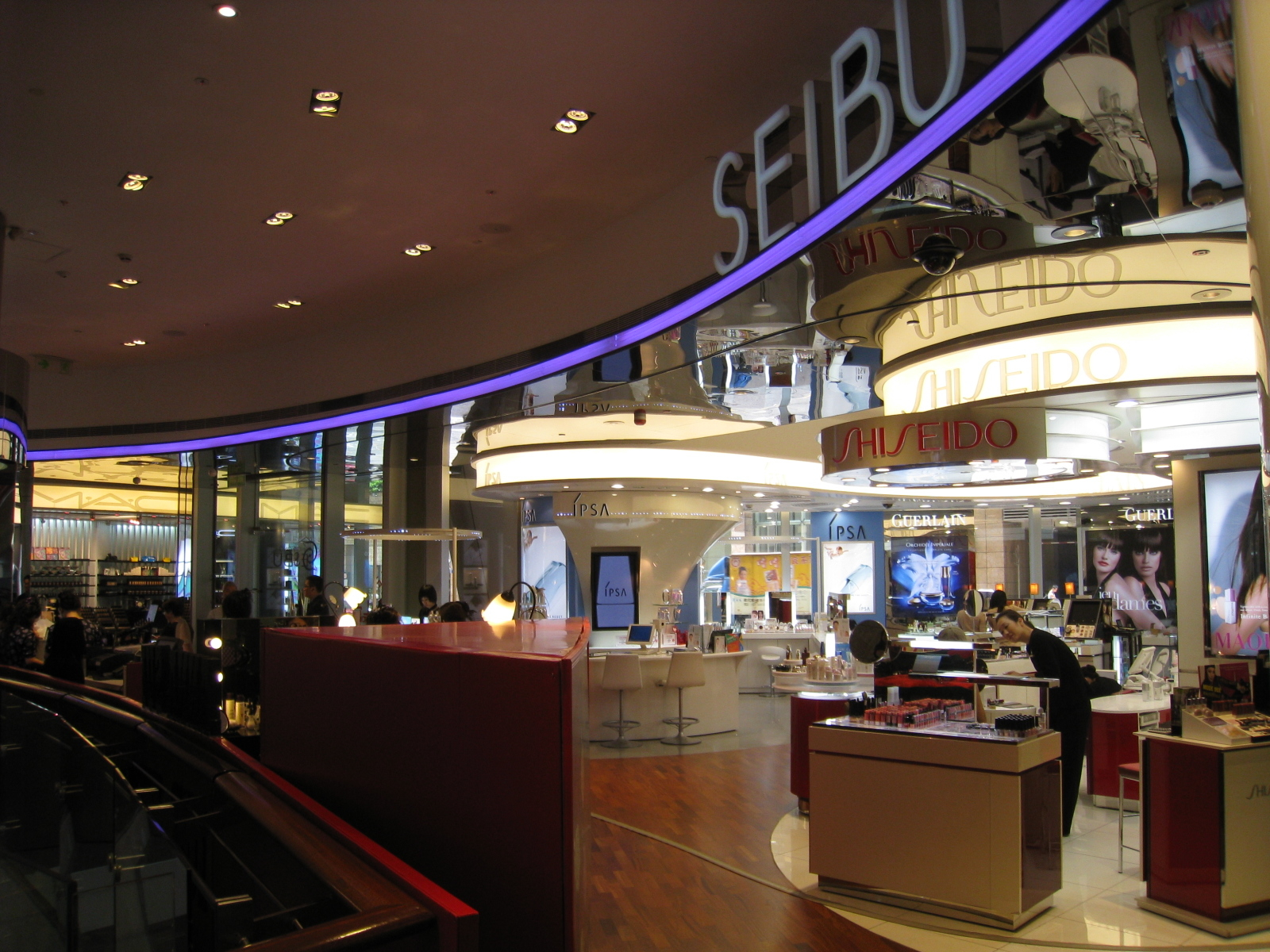
香港西武
ファイル:HongKongSEIBU.JPG

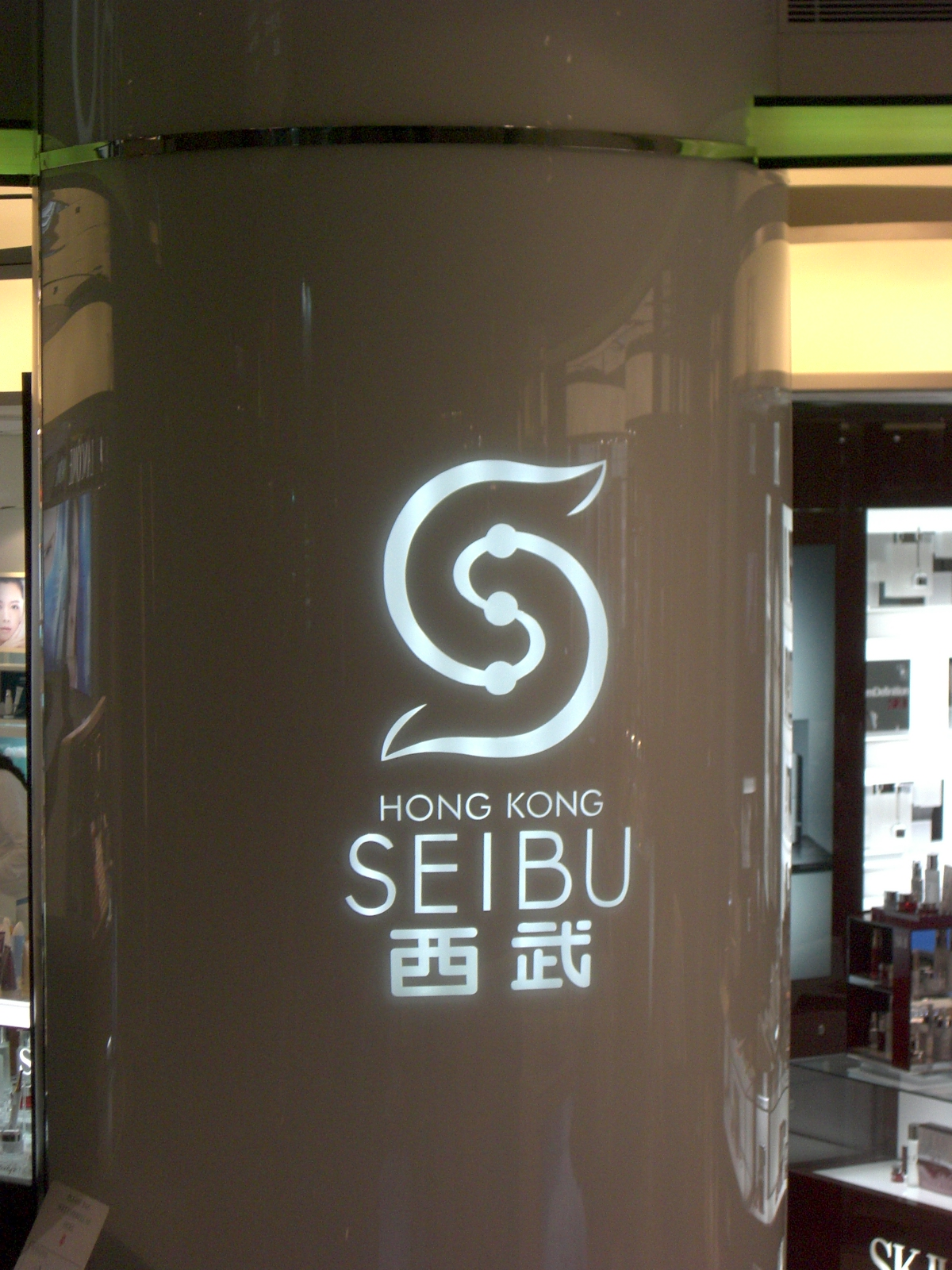
香港西武ロゴ

香港西武百貨
1990年、香港現地法人を設立。1号店として、アドミラリティのパシフィック・プレイスに出店したが、1996年に「迪生創建」（ディクソン・コンセプツ・インターナショナル）へ売却。商標のライセンス契約で営業。漢字ロゴは日本の西武と同様のものを使用しているが、ローマ字はシンプルフォントタイプ（かつての五番館西武、有楽町西武、高知西武で使用していたもの）。シンボルマークは、ディクソン独自のものとなっている。
その後、中華人民共和国本土4都市でも「西武百貨」の名前で展開を図ったが、香港市場と同様に富裕層をターゲットにした高級な内容だったため、一般庶民の手の届かないものとして支持は得られなかった。100%香港資本でありながら反日デモのターゲットとなり、襲撃された例もあった。その結果、各店で赤字を出し悉く失敗・撤退している。
- 旺角（モンコック）店
香港九龍 旺角亜皆老街8号 朗豪坊（Langham Place ランガムプレイス） 2004年11月開店。2013年閉店。
- 金鐘道（アドミラリティ）店
香港中西区 中環金鐘道88號 太古廣場（Pacific Place パシフィック・プレイス）
1990年開店。2011年6月閉店。90,000m2。跡地は、イギリスの ハーヴェイ・ニコルズが進出。
- 銅鑼湾（コーズウェイベイ）店
香港島 銅鑼湾告士打道311號 皇室大廈（ウィンザーハウス）1997年開店。2006年5月閉店。30,000m2。
- 尖沙嘴（チムサーチョイ）店
香港九龍 尖沙嘴彌敦道19-21號 九龍酒店（カオルーン ホテル）2006年開店。2011年9月閉店。

深圳西武百貨
- 羅湖東門店 広東省深圳市羅湖区東門南路38号 土畜産大廈 1993年開店。
- 中信城広場店 広東省深圳市福田区深南中路1095号 中信城広場店 2012年9月30日閉店。

成都西武百貨：四川省成都市錦江区華興上街9号 地上5階 売り場面積1万3000m2。
2006年4月7日開店。2009年12月31日閉店。
瀋陽西武百貨：2010年9月開店。閉店済。
長春西武百貨：新世紀鴻源廣場 2008年10月開店。2009年7月閉店。
ロサンゼルス西武：アメリカ合衆国
- 1962年堤康次郎の直接の指示で出店（ロサンゼルスのウィルシャイヤー（Wilshire）ハリファックス（Fairfax）交差点）。わずか2年で撤退した。その後Ohrbach's百貨店を経て、現在はPetersen Automotive Museumとなっている。

## 出店を断念した店舗
- 釧路店（北海道釧路市）

1960年代前半、旧釧路スガイビル立地区画と栄町公園に挟まれている中間区画を整理・再開発して、西武百貨店釧路店を出店する計画が持ち上がった。計画では栄町公園地下にも駐車場を造り、地上部分（公園周辺のみ）にはペデストリアンデッキを建設、公園周縁空中通路・西武百貨店だけではなく、市内老舗百貨店であった丸三鶴屋本館・丸ト北村とも繋げ（各店ともに、2階部分にも入口玄関を増築）、地上2階の歩行者専用通路を設けることで市内主要商業施設間を車両の往来を気にせず行き来できるだけではなく、デッキ床が屋根の役目も果たすことで下の歩道部分もアーケード街の様になり、雨天時には傘が不要になると謳った。
しかし、全国大手百貨店の進出を恐れた丸三鶴屋・丸ト北村から賛同を得られず、加えて釧路市への大企業進出を拒んでいた（商業施設も例外では無かった）当時の山口哲夫市長までが反対を表明したことで、この構想はそのまま潰えてしまう。この頃、丸三鶴屋の新館店舗はまだ地上2階・地下1階のみ、くしろデパート、オリエンタルデパートも開業していなかった（のちにオリエンタルデパートが建設される場所には、市内老舗レストラン・トキワグリル初代店舗と映画館オペラ座がまだ立地していた）。30年後に栄町公園地下駐車場構想のみ再浮上するが、「1990年代当時の釧路市の財政ではもはや困難」と判断され、結局実現せず。
- 青森駅前（青森県青森市）

提携していた松木屋と西武百貨店が新会社を設立し、青森駅前に建設の再開発ビルに出店する計画があった。再開発事業は青森駅周辺の活性化を狙って、駅前の第一地区（約3,000㎡）と第二地区（13,000㎡）にそれぞれ再開発ビルを建設するというもので、松木屋・西武百貨店はこのうち第二地区に建てられる地下1階、地上9階建ての再開発ビルに出店。キーテナント向けに売場面積27,000㎡が用意され、1990年度着工、1992年度の完成を目指していた。しかし、業績悪化のため、1994年5月に西武百貨店が第二地区の再開発組合と青森市などに辞退を申し入れ、計画は頓挫した。その後、第二地区には青森市民図書館などが入るアウガが建てられ、2001年1月にオープンしている。
- 平店（福島県平市（現在のいわき市））

1957年に開店した西武ストアー（後の西友）平店の後継として、平駅前（現在のいわき駅前）に売場面積5,600m2、地上5階地下1階の店舗を出店する計画があった。西武百貨店は平店の隣接地を物色していたが、妨害工作があり、難航。最終的に、1959年11月20日での部長会議での席上、堤康次郎会長が「地元に迷惑をかけてまで無理に進出する必要がない」と判断したことや、ロサンゼルス店開店に伴う合理化も重なり、西武百貨店は開店計画の中止と西武ストアー平店の閉鎖を発表した。
- 仙台店【再出店計画店舗】（宮城県仙台市）

1973年に西武百貨店が出店予定地の一部を取得。1977年には出店を表明するも、大規模小売店舗法の規制や1982年4月のams西武仙台店の出店があり中断。1990年代には出店の具体化に向け動き出すが、2001年に西武百貨店の経営悪化で出店を断念した。この予定地に2003年に大丸、翌年にそごうが進出を表明するが、結局、進展はなかった。
その後、JR仙台駅西口で商業ビルなどを建設する「駅前中央南地区再開発構想」に西武百貨店が参画を表明、本社内に2006年「仙台店開設準備室」を設置した。再開発計画は2009年1月にも準備組合を発足させ、2015年12月の仙台市地下鉄東西線の開通に合わせ事業完了を予定。再開発予定地の面積は約1万5600m2。協議会は、西武百貨店の出店を前提として12階建ての商業ビルと、35階建てのオフィスビル建設を計画。西武百貨店も地権者の一者で、所有面積は約1800m2であった。だが、2008年12月に西武百貨店が地権者6法人でつくる「中央南地区まちづくり協議会」から脱退し、計画していた商業ビルへの百貨店の出店を見送った。
- 春日部店（埼玉県春日部市）

三井不動産の開発・運営による「春日部三井ショッピングセンター」の核店舗として出店する予定で、西武百貨店・西友ストアー（現・西友）・西武都市開発の3社によって設立された現地法人「春日部西武」も1982年9月設立されていた。しかし、西武側が開店時期の延期要請を三度した事を巡り、三井不動産側等と対立した末、西武側が出店契約解除を申し入れて出店中止となった。出店中止を受け、イトーヨーカ堂が「ヨークマツザカヤ」として出店を表明し、それがロビンソン百貨店春日部店となった。2013年3月1日に、西武春日部店として約27年余り経過して直営店で出店する形となったが、2016年2月29日をもって閉店した。
- 新宿貨物駅跡地（現・タカシマヤタイムズスクエア）

1991年、新宿貨物駅跡地を所有する国鉄清算事業団は百貨店17社に対し、出店の意向があるか否かを探るため聴聞を実施。西武百貨店、髙島屋、伊勢丹、そごう、丸井が出店の意思を表明し事業団に事業計画を提出した。この際、西武百貨店は財務状態が良好でないことに加え、そこに新規に1000億円超の資金負担を抱えるのは無理と事業団から判断され、早々に脱落した。入札担当者は、「都内の出店状況のバランスを考慮して高島屋に決めた」と話している。
- 新百合ヶ丘駅前（神奈川県川崎市麻生区）

1983年、西武百貨店が新都心再開発（業務核都市）を進める川崎市にあって、最大の商業施設として建設の「新百合丘西武ショッピングセンター」（店舗面積約38,000m2（専門店を含む）に核店舗として出店を表明。地権者による管理会社と西洋環境開発が出店調整にあたった。計画では、西武百貨店と専門店が入る地下3階地上8階からなるパート1ビルと飲食・サービス店が入る地上4階からなるパート2ビルを建設（スポーツクラブ「リボン館」併設の複合店舗としての計画）。それぞれ1996年春のオープンを予定していた。しかし、1994年11月に西武百貨店は業績不振から出店を撤回した。この計画はマイカルが引き継ぐことになり、1997年8月に「新百合ヶ丘ビブレ」（現・イオンスタイル新百合ヶ丘）と別棟にピープル（現・コナミスポーツクラブ）運営のスポーツクラブが開業している。
- 平塚駅前（神奈川県平塚市）

平塚駅に近い約33,000m2の工場跡地に、娯楽施設を含む複合型商業施設を開設する計画だったが、1993年に出店を撤回した。
- イオン浜北ショッピングセンター（静岡県浜北市平口（現・静岡県浜松市浜名区））

イオンとの連携で郊外型ショッピングセンターの連続出店を行うため設立したミレニアム企画の第2弾として、イオン興産（現・イオンモール）が建設するイオン浜北SCにジャスコとともに核テナントとしての出店を表明。県内最大級の複合型SCとして計画され、総売場面積は68,000㎡。レジャー・リクリエーション機能も集積させる方針で、2002年3月までのオープンを目指していた。 しかし、1995年に進出を表明したあと、当時の浜北市長が逮捕されるなど問題がおこり、結局、計画は立ち消えとなった。
- 梅田店△

西武百貨店梅田店として計画されたものの、立地、出店規模を考慮すると百貨店業態よりも適切との判断により、梅田ロフトとして開店。これとは別に、当時同じセゾングループだったパルコと組んで旧大阪鉄道管理局跡地（現在のヨドバシ梅田の場所）の入札に参加していた。
- 堺店（大阪府堺市堺区戎島町3-22-1[353]）

南海本線の堺駅の高架化に伴う駅周辺再開発計画で南海電気鉄道を事業主体とする南海堺コミュニティーセンターのテナントになる予定であった。しかし、入居条件が厳しいために採算が取れないという理由で断念。その後、ダイエーがテナントになったが、ダイエーも断念。予定地には、2000年（平成12年）7月1日にショッピングセンター「プラットプラット」が開業した。
- 中百舌鳥駅前（堺市北区）

中百舌鳥駅前再開発事業の商業施設として落札したが、そごうとのトラブルや、バブル崩壊などが原因だとして1993年に出店計画を中止。
- 広島駅前（広島市南区。現在：シティタワー広島<BIG FRONT ひろしま>）

1987年12月、広島駅南口再開発事業Bブロック（エールエールB館。A館には現在そごう広島店に次ぐ売上高を誇る地元百貨店の福屋が核テナントとして入居した）の核テナントとして決定。翌1988年出店に関する覚書を締結。1996年のオープンを予定していた。その後西武百の経営悪化でテナント料の引き下げなど出店条件の変更を再開発組合・再開発ビル運営会社に求めていたが変更交渉が難航し、1993年9月に出店断念を表明。当地には事業開始から20年以上経過した2016年にビックカメラ等が入居するシティタワー広島が完成。
- 天神地区（福岡県福岡市中央区）

1970年代の市街地再開発による再開発ビル「天神第1名店ビル」のキーテナントに内定していた がオイルショックによる建築コスト上昇・それに伴う負担増もあり出店を断念した。なお出店予定地にはニチイが出店しており、その後の業態転換によって現在は天神ビブレが営業している。

### 注
1. ↑  東武百貨店の社長だった根津公一は2012年のインタビューで「かつて、池袋においては『食品の東武、ファッションの西武』と言われた」と語っている。出典：「東武百貨店社長 根津公一 百貨店への固定観念を捨て新ブランドとテナント誘致」ダイヤモンド・オンライン（2012年3月6日）2023年12月18日閲覧
2. ↑  一例として、副都心線開業を記念した「LOVE IKEBUKURO」キャンペーンが両社合同で行われたり、西武百貨店で東武百貨店のマップが配布されたり、東武東上線の電車内に西武百貨店の広告が掲出されるようになった。
3. ↑  日本勧業銀行池袋支店時代から入居。2002年にみずほ銀行池袋東口支店となった後も同地で営業していたが、2003年に池袋支店（旧富士銀行池袋支店）内にブランチインブランチとなる形で移転した（その後、2006年1月16日に池袋支店に統合され廃店）。ATMコーナーは無人店舗「池袋東口支店池袋駅東口出張所」になる形で同地に残ったが、こちらも2004年に地下1階の中央通路沿いに移転した。
4. ↑  当時の同店の店名は「つかしん店」で「塚新」は使用しておらず、美術部もなかった。
5. ↑  開業時はココエあまがさき。
6. ↑  英語サイトより翻訳。
7. ↑  香港のブランド王 潘迪生が経営。
8. ↑  2009年1月、大丸、松坂屋を傘下に置くJ.フロント リテイリングは消費停滞で投資効果が見込めなくなったとして出店を白紙に戻した[342]。
9. ↑  西武百貨店は西武新宿駅から鉄道を地下化して新南口まで延伸させる計画を提出したとされる。
10. ↑  西武百貨店以外には、ニチイ・東急百貨店・丸井が出店の意向を示していた。
11. ↑  西武百貨店以外にはニチイ・長崎屋・ジャスコ・ユニードなどが出店に意欲を見せていた。[要出典]
12. ↑  代替として西友の出店も検討されていたがそれも断念している。[要出典]

### 池袋本店・ヨドバシHD池袋ビル (外部リンク)
- 池袋本店
- ダイニングパーク池袋｜池袋駅東口直結 ８Fのグルメ・レストラン街：株式会社ヨドバシ建物
  - 西武池袋本店 (@seibu_ike) - X

### 渋谷店 (外部リンク)
- 渋谷店
  - 西武渋谷店 (@Art_meets_Life) - X